# Flugabwehrpanzer

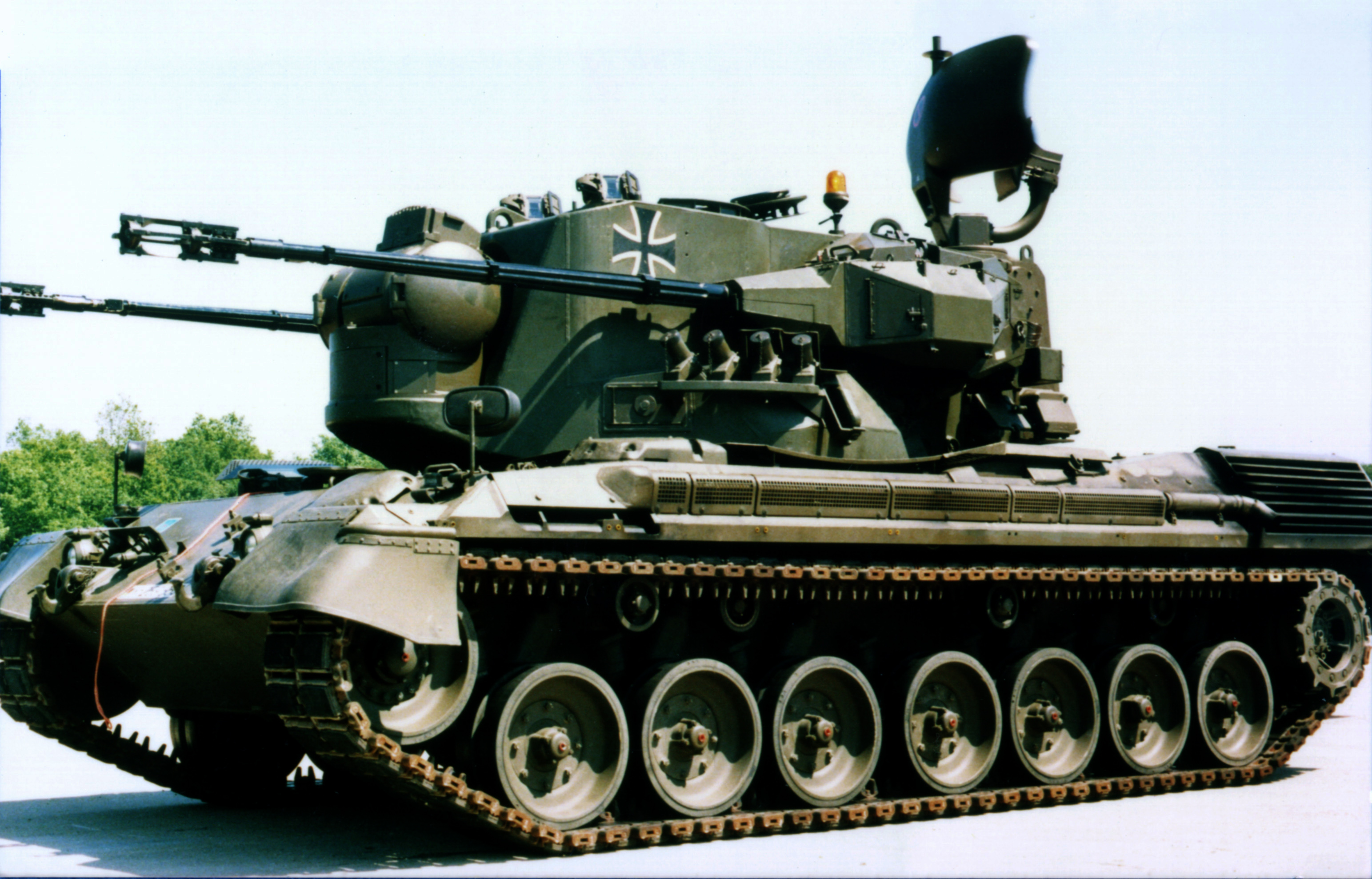
Flugabwehrkanonenpanzer Gepard

Ein Flugabwehrpanzer ist ein gepanzertes Fahrzeug, das zur Flugabwehr und gegebenenfalls zur Luftraumüberwachung auf kurze und mittlere Distanzen verwendet wird.

## Begriff
Der Begriff Flugabwehrpanzer ist in dieser Form nur im deutschen Sprachraum gebräuchlich. Im englischen Sprachgebrauch sind die Begriffe anti-aircraft vehicle (Flugabwehrfahrzeug), self-propelled anti-aircraft weapon (abgekürzt SPAA, selbstfahrende Flugabwehrwaffe) oder self-propelled air defense system (abgekürzt SPAD, selbstfahrendes Luftverteidigungssystem), im russischen Sprachgebrauch der Begriff Зенитная самоходная установка (abgekürzt ЗСУ, selbstfahrende Flugabwehrlafette) üblich. In beiden Fällen ist der Inhalt des Begriffes nicht auf gepanzerte Waffensysteme beschränkt.
Der Begriff Flakpanzer als Abkürzung für Flugabwehrkanonenpanzer lässt sich im deutschen Sprachgebrauch erstmals mit Sicherheit 1944 belegen, als das auf dem Fahrgestell des Panzers IV basierende Waffensystem als „Flakpanzer (2 cm) mit Fahrgestell Panzer IV (Sd.Kfz. 161/4)“ bezeichnet wurde. Sein im selben Jahr gebauter Vorgänger auf dem gleichen Fahrgestell erhielt dagegen die Bezeichnung „Panzerflak-Selbstfahrlafette (3,7 cm) auf Panzerkampfwagen IV (Sd.Kfz. 161/3)“.
Im Sprachgebrauch der Bundeswehr werden für derartige Fahrzeuge allgemein die Bezeichnungen Flugabwehrkanonenpanzer, kurz FlakPanzer, und Flugabwehrraketenpanzer, kurz FlaRakPanzer, benutzt. Im Sprachgebrauch der NVA wurden derartige Fahrzeuge, sofern sie mit Kanonen bewaffnet waren, allgemein als Fla-Selbstfahrlafette, abgekürzt Fla-Sfl, bezeichnet.

## Einteilung
Eingeteilt werden die Fahrzeuge konstruktiv in Flugabwehrkanonenpanzer und Flugabwehrraketenpanzer sowie Mischformen.

### Flugabwehrkanonenpanzer

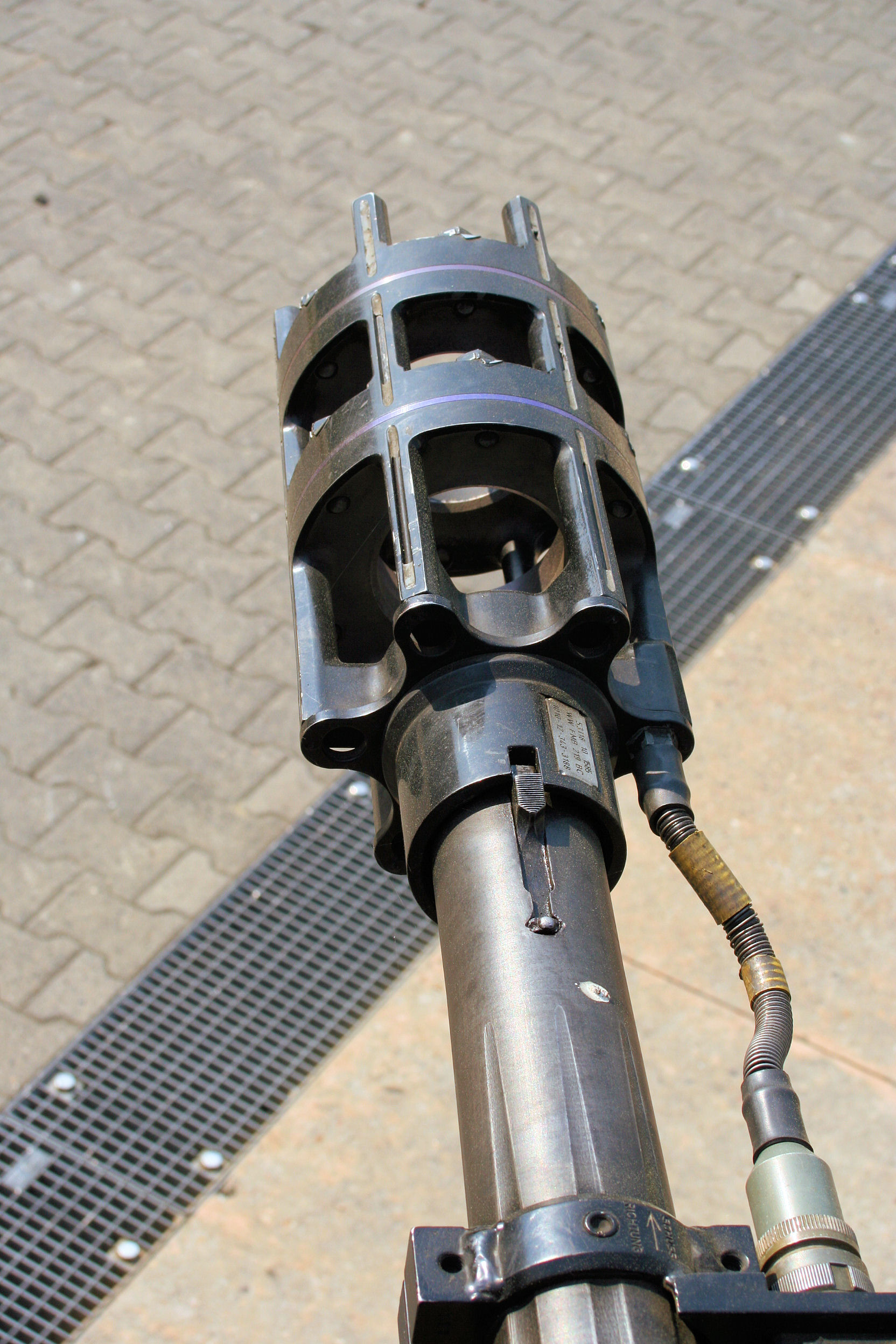
Sensor zur Messung der Mündungsgeschwindigkeit an der Kanone des Flakpanzers Gepard

Die Bewaffnung moderner Flakpanzer besteht aus Maschinenkanonen, die für die Luftabwehr modifiziert oder entwickelt wurden. Diese Waffen haben zwar eine relativ geringe Reichweite, zeichnen sich aber durch eine hohe Kadenz aus. Mit der dadurch erzeugten Geschoßwolke wird eine ausreichend hohe Vernichtungswahrscheinlichkeit erreicht. Zum Einsatz kommen zumeist einrohrige Waffensysteme, von denen teilweise jedoch mehrere gleichzeitig verwendet werden. Auch Gatling-Kanonen oder andere mehrläufige Waffensysteme finden Verwendung, wenn auch vergleichsweise selten. Die kompakte Bauweise ermöglicht hohe Richtgeschwindigkeiten, was den Kampf gegen tieffliegende schnelle Ziele erleichtert.
Bei modernen Flakpanzern werden die Zieldaten mit Hilfe eines Radargerätes oder optoelektronischer Sensoren ermittelt. Unter Berücksichtigung von Kurs und Geschwindigkeit des Luftzieles und der Flugzeit der Geschosse werden der Vorhaltepunkt berechnet und die Richtwerte für die Waffen ermittelt. Gerichtet werden die Waffen automatisch mit Hilfe elektrischer oder hydraulischer Richtantriebe. Einige Flakpanzer verfügen über Sensoren zur Messung der Temperatur, der Mündungsgeschwindigkeit und anderer für die Ballistik relevanter Parameter. Diese fließen in die Berechnung der Richtwerte ein, was die Genauigkeit erhöht. Moderne Flakpanzer sind in der Lage, den Feuerkampf sowohl im Stand als auch während der Fahrt zu führen.
Verschossen werden im Kampf gegen Luftziele Splittergranaten. Durch die hohe Rasanz der Flugbahn und die hohe Feuergeschwindigkeit eignen sich Flakpanzer auch zum Kampf gegen Ziele am Boden. In diesen Fällen werden auch panzerbrechende Granaten eingesetzt.

### Flugabwehrraketenpanzer
Die Bewaffnung der Flugabwehrraketenpanzer, kurz FlaRakpanzer, besteht aus Flugabwehrraketen. Dabei kommen sowohl infrarot- als auch radargesteuerte Lenkflugkörper zum Einsatz. Infrarotgelenkte Lenkflugkörper sind selbstlenkende Fire-and-Forget-Waffen, die in der Lage sind, Ziele ohne weitere Unterstützung der Feuerplattform, des Schützen oder sonstiger externer Hilfsmittel anzusteuern. Radargesteuerte Lenkflugkörper benötigen ein oder mehrere Radargeräte, die Ziel und Lenkflugkörper ständig erfassen, sowie einen Feuerleitcomputer, der die Lenkkommandos für den Lenkflugkörper berechnet. Dieser Computer kann auch im Lenkflugkörper untergebracht sein.

### Mischformen
Kombinationssysteme verfügen neben Rohrwaffen auch noch über Raketen zur Bekämpfung von Zielen.

## Geschichte

### Zeit bis zum Ende des Ersten Weltkrieges

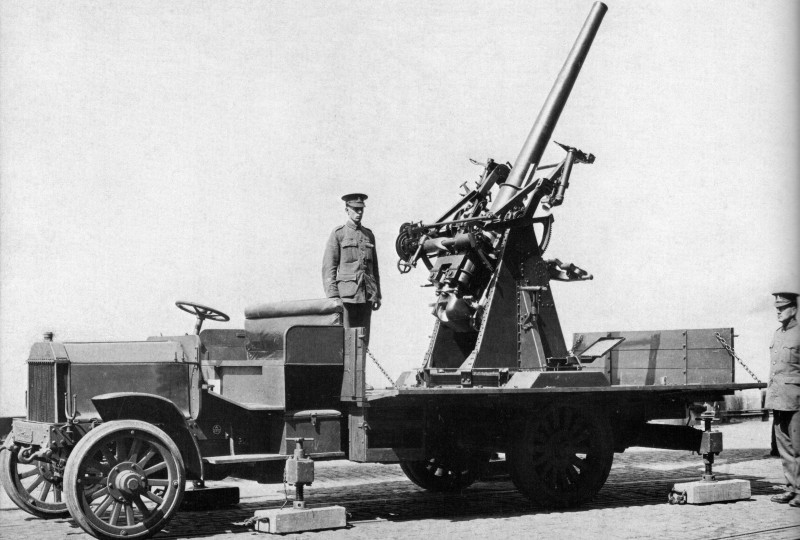
Britische QF 3 inch 20 cwt auf Lkw-Fahrgestell

Bereits vor Beginn des Ersten Weltkrieges wurden Flugabwehrkanonen auf Lkw-Fahrgestelle montiert. Grund war weniger der Schutz der eigenen Truppen auf dem Gefechtsfeld – dieser war schon wegen der praktisch nicht vorhandenen Bomben- und Schlachtflugzeuge unnötig – als vielmehr die Erhöhung der Mobilität dieser Waffen. Die ursprünglich Ballonabwehrkanonen genannten Geschütze wurden zum Kampf gegen Fesselballone entwickelt, die wiederum für die Fernaufklärung und die Leitung des Artilleriefeuers genutzt wurden. Motorisierte Ballonabwehrkanonen konnten schneller verlegt und zur Bildung von Schwerpunkten eingesetzt werden. Derartige Fahrzeuge wurden in Deutschland unter anderem von Krupp, aber auch im Vereinigten Königreich, Frankreich, den USA und in Russland entwickelt. Mit Beginn des Weltkrieges kam die Bekämpfung von Flugzeugen als Aufgabe für diese Waffen hinzu. Anfänglich wurden auch Flugzeuge vornehmlich für die Aufklärung und Feuerleitung eingesetzt. In zunehmendem Maße wurden jedoch Bomben- und Schlachtflugzeuge entwickelt und hergestellt. Produzierte die deutsche Flugzeugindustrie 1914 294 Aufklärungsflugzeuge (Typ A), aber kein einziges Bomben- oder Schlachtflugzeug, so waren es 1918 465 Schlachtflugzeuge (Typen I und S), 789 Bombenflugzeuge (Typ G) und 7320 Aufklärungs-, Bomben- und Schutzflugzeuge (Typ C). Mit dem zunehmenden Einsatz von Flugzeugen an der Front, aber auch durch den massierten Einsatz von Artillerie wurde ein Schutz der Flugabwehrfahrzeuge notwendig. Folgerichtig panzerte man zumindest die Fahrerhäuser der Fahrzeuge. Vorreiter war hier auf deutscher Seite die Ballonabwehrkanone von Ehrhardt, dessen Entwurf jedoch abgelehnt wurde. Weitere Beispiele für diese Entwicklung sind die in Russland entwickelten Russo-Balt T mit 76-mm-FlaK und Austin mit 57-mm-FlaK. Als Waffen kamen Kanonen der Kaliber 50 bis 77 mm zum Einsatz, die für den Einsatz als Flug- bzw. Ballonabwehrwaffen abgeändert wurden. Diese Waffen wiesen ausreichende ballistische Leistungen auf, um sowohl Ballone – die über den gegnerischen Stellungen aufstiegen – als auch Flugzeuge zu bekämpfen. Aufgestellt wurden die Waffen auf relativ hohen Sockellafetten, um einen Schwenkbereich von 360° zu erreichen und auch bei hohen Erhöhungswinkeln einen ausreichenden Rohrrücklauf zu ermöglichen. Die hohe Aufstellung und der Platzbedarf für die Bedienung der Waffe beim Schwenken machten jedoch den Schutz schwierig. Zumindest während des Marsches war die Besatzung bei einigen Fahrzeugen durch hochklappbare Bordwände gegen Handfeuerwaffen und Splitter geschützt. Abgeklappt dienten diese Seitenwände als Trittfläche für die Bedienung.
Eine andere Entwicklungslinie zeichnete sich durch den Einsatz kleinkalibriger Maschinenwaffen ab. Die geringere Wirkung im Ziel wurde durch die höhere Kadenz ausgeglichen. Aufgrund der geringeren Reichweite mussten diese Waffe jedoch in vorderster Linie eingesetzt werden und waren so gegnerischer Waffenwirkung stärker ausgesetzt. Da diese Waffen jedoch wesentlich kompakter waren und eine kleinere Bedienung benötigten, war die Entwicklung von rundum gepanzerten Flugabwehrfahrzeugen möglich.

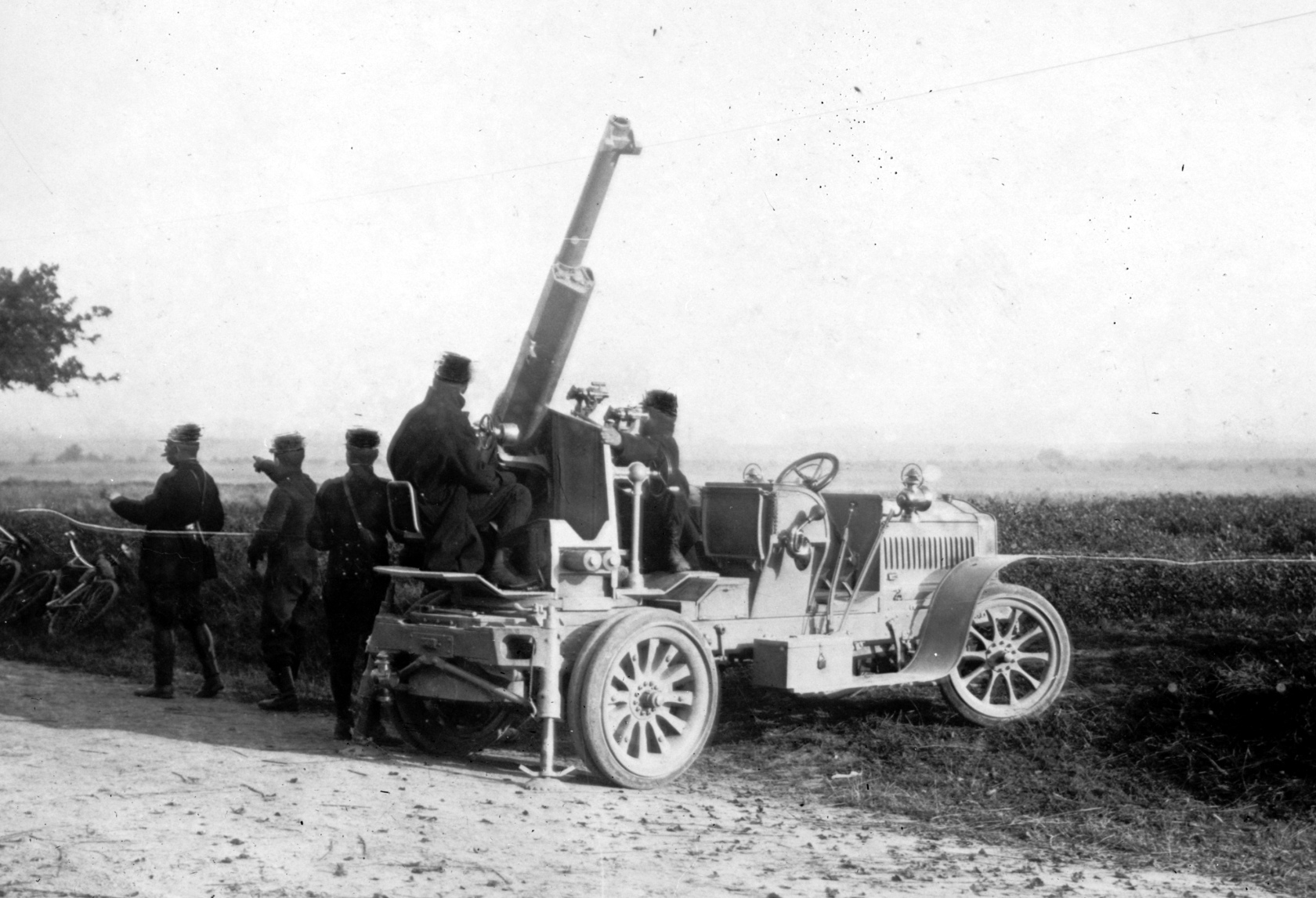
Canon de 75 modèle 1897 auf Lkw, Frankreich
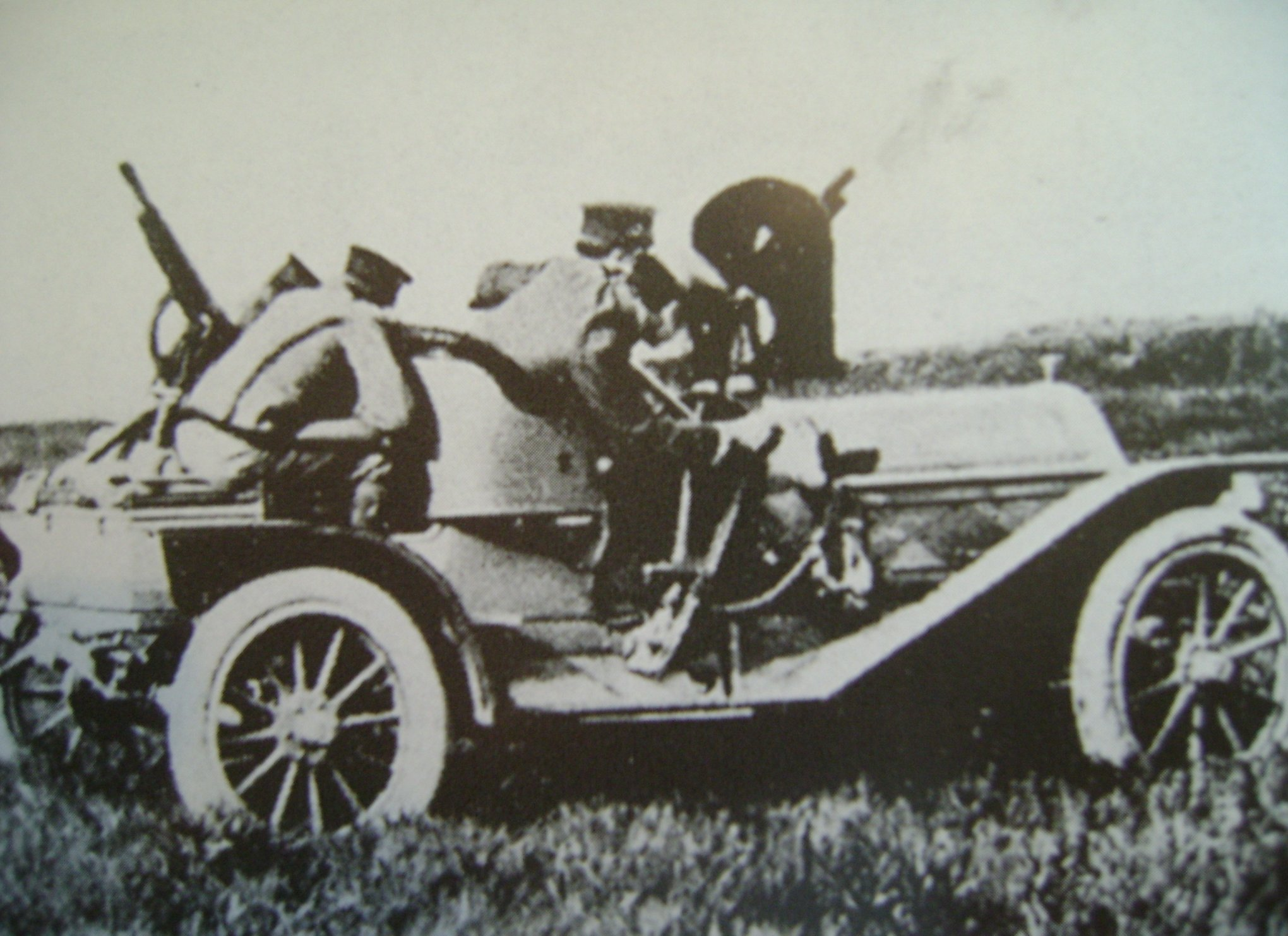
Davidson-Cadillac, USA, 1909
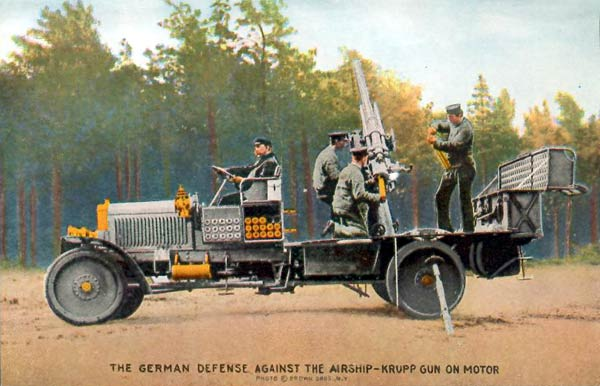
7,7-Krupp-Ballonabwehrkanone, Deutschland, 1912
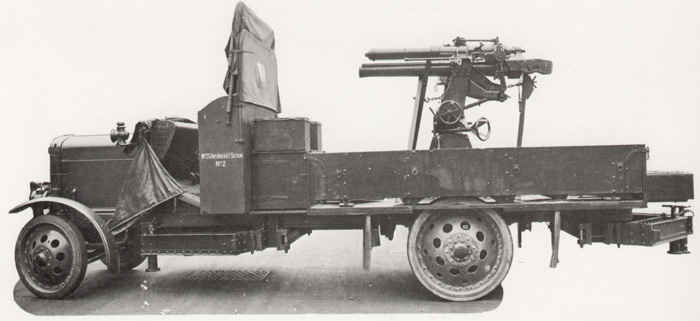
QF 13 pounder 6 cwt AA gun auf einem Lkw von Thornycroft, Vereinigtes Königreich, 1915
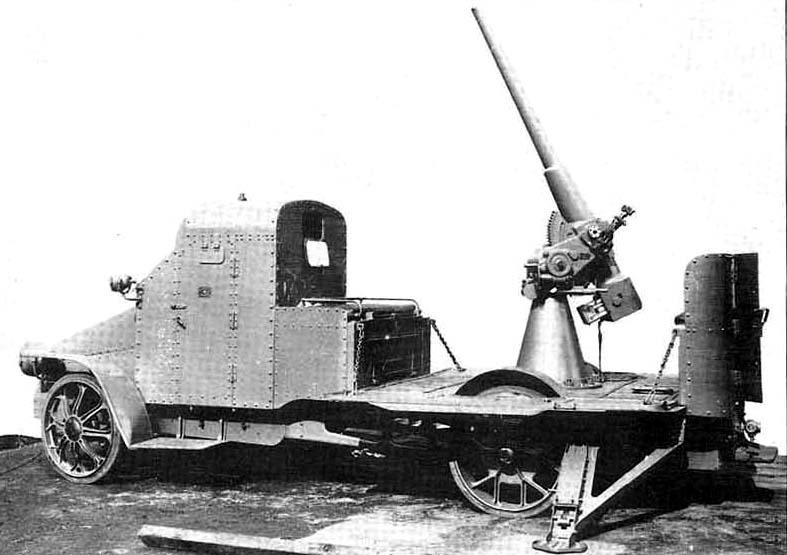
Austin mit 57-mm-FlaK, Russland, 1915
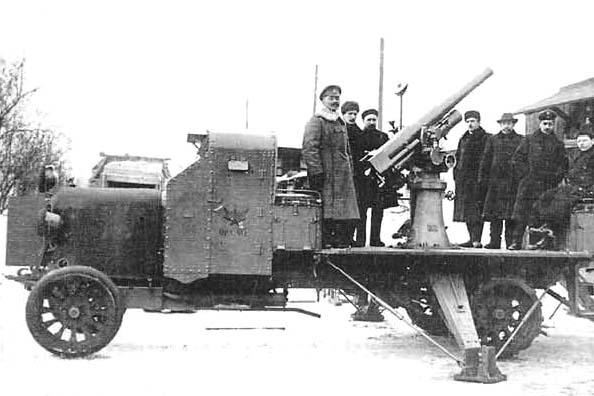
Russo-Balt T mit 76-mm-FlaK, Russland, 1915
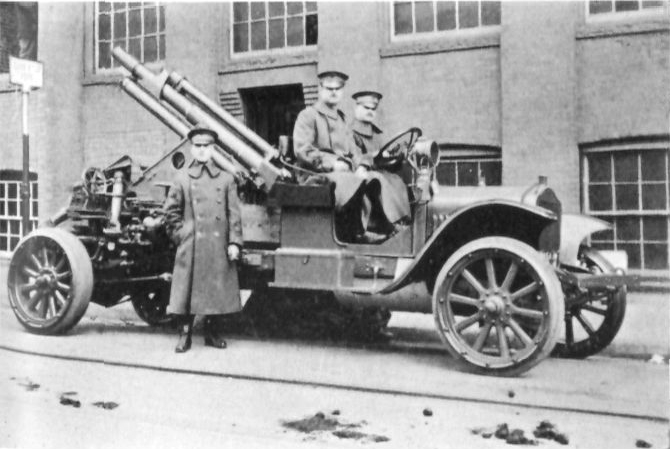
75mm 1916 Model field gun auf Lkw, USA, 1916
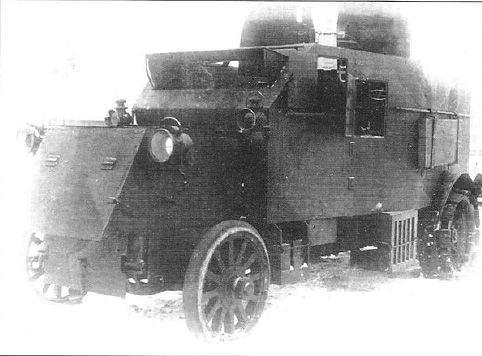
Peerless mit 40-мм Vickers QF Mark II, Vereinigtes Königreich, 1916

### Zeit zwischen den Weltkriegen

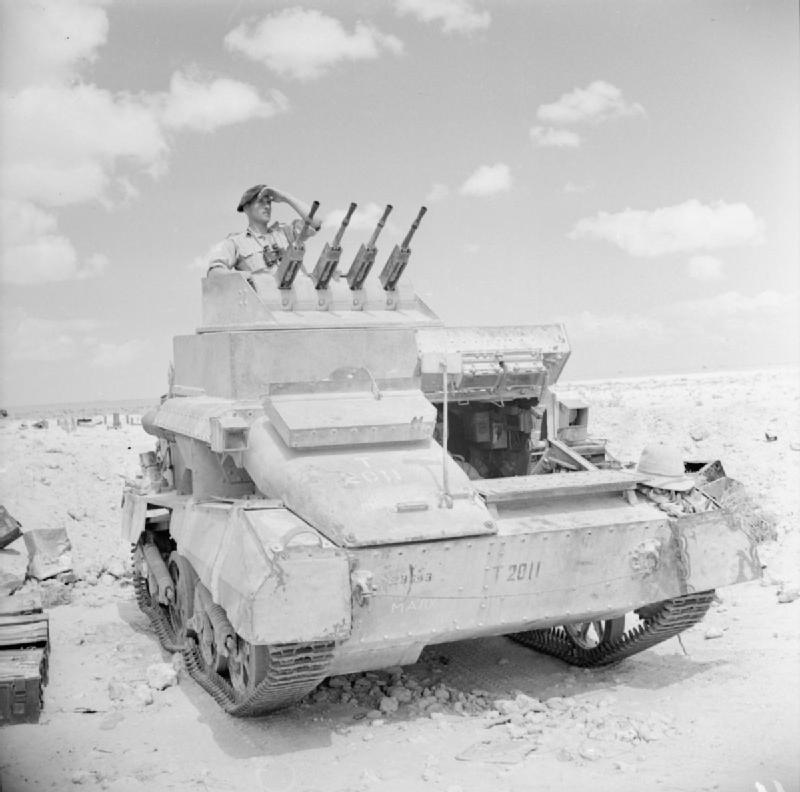
Light Tank AA Mk.I

In den 1920er Jahren wurden von Tuchatschewski und Triandafillow (Tiefe Operation) in der Sowjetunion, Lidell Hart im Vereinigten Königreich, de Gaulle in Frankreich sowie von Nehring und Guderian in Deutschland Konzepte für eine bewegliche Gefechtsführung entwickelt, die sich hauptsächlich auf gepanzerte Truppen abstützte. Diese Ideen erforderten konsequenterweise auch die Entwicklung entsprechend beweglicher, geschützter Unterstützungsfahrzeuge.
In der Sowjetunion wurden ab Beginn der 1930er Jahre die SU-6 und die SU-8 entwickelt. Für beide Fahrzeuge war die moderne, ursprünglich von Rheinmetall entwickelte 76-mm-Flugabwehrkanone M1931 vorgesehen. Als Basisfahrzeug der SU-6 diente der leichte Panzer T-26, für die SU-8 der schwere Panzer T-28. Bei beiden Fahrzeugen konnte ein Schutz der Bedienung während des Waffeneinsatzes aufgrund der oben beschriebenen Probleme nicht realisiert werden, lediglich während des Marsches war sie teilweise durch hochklappbare Seitenwände geschützt. Der T-26 war zu leistungsschwach, um die schwere Flugabwehrkanone tragen zu können. Da Motor, Kraftübertragung und Fahrgestell permanent überlastet waren, musste die Entwicklung eingestellt werden. Aufgrund von Schwierigkeiten mit der Produktion des T-28 wurde der einzige Prototyp der SU-8 nie fertiggestellt. Der Ansatz, den T-26 mit einer kleineren und leichteren 40-mm-FlaK zu bewaffnen, wurde nicht weiterverfolgt. Lediglich die 76-mm-Fla-Sfl 29-K wurde in sehr geringer Stückzahl produziert. Die auf dem Fahrgestell des schweren Lkw JaA-10 aufgebaute Waffe entsprach konzeptionell den Flugabwehrfahrzeugen des Ersten Weltkrieges und wies aufgrund der fehlenden Panzerung des Fahrerhauses einen geringeren Schutz als die Fahrzeuge von Russo-Balt oder Austin auf. Damit verfügte die Rote Armee zu Beginn des Zweiten Weltkrieges praktisch über keinerlei selbstfahrende Flugabwehrwaffen.
Im Vereinigten Königreich wurde der zweite Prototyp der Birch gun mit einer 75-mm-Kanone ausgerüstet und war zum Kampf gegen Luftziele geeignet. Die Waffe wurde offen auf dem Fahrgestell aufgestellt, die Bedienung war also während des Einsatzes ungeschützt. Das Projekt wurde jedoch 1928 abgebrochen. Vickers Armstrong baute auf dem Chassis des Mk.E 6-ton light tank/Dragon Medium Mark IV tractor einen Flugabwehrpanzer mit der QF 1 pounder pom-pom (Kaliber 40 mm). Von diesem Fahrzeug wurden 26 Exemplare an Siam verkauft und im Französisch-Thailändischen Krieg eingesetzt, damit handelt es sich um den wahrscheinlich weltweit ersten Flakpanzer auf Kettenfahrgestell. Der Light Tank AA Mk.I., ebenfalls eine Entwicklung von Vickers-Armstrong, war mit vier Maschinengewehren ausgerüstet. Vom Light Tank Mk VI wurden sowohl Versionen mit zwei 15-mm-Maschinengewehren, als auch mit vier .50cal Maschinengewehren hergestellt. Insgesamt erwies sich der britische Ansatz, kleinkalibrige Maschinenwaffen anstelle großkalibriger Flugabwehrkanonen in die vorhandenen Panzerfahrgestelle zu integrieren, als erfolgreicher als die sowjetischen Bemühungen. Allerdings hatten diese Flugabwehrwaffen eine relativ geringe Reichweite. Auch waren Schutz und Beweglichkeit dieser Panzer nur wenig ausgeprägt.
In Deutschland wurde die Entwicklung gepanzerter Fla-Waffen durch die Bestimmungen des Versailler Vertrages gehemmt. Durch das Verbot der Entwicklung und des Baus von Panzern standen keine geeigneten Basisfahrzeuge zur Verfügung. Die Panzerkampfwagen I bzw. II wurden erst ab 1934 bzw. 1935 einsatzreif. Beide Fahrzeuge waren zu klein und leistungsschwach, um eine wirkungsvolle Fla-Bewaffnung tragen zu können. Dafür entstanden Flugabwehrwaffen auf Halbkettenfahrzeugen. Mit dem Sd.Kfz. 10/4 und dem Sd.Kfz. 6/2 standen zu Beginn des Zweiten Weltkrieges eine 2-cm- bzw. 37-mm-FlaK auf derartigen Fahrgestellen zur Verfügung. Die Fahrzeuge waren mobil und konnten gepanzerten Verbänden auf dem Marsch und im Angriff folgen, jedoch war der Schutz nur in Form des Schutzschildes der Fla-Waffen vorhanden, Fahrzeug und Bedienung blieben ungeschützt.

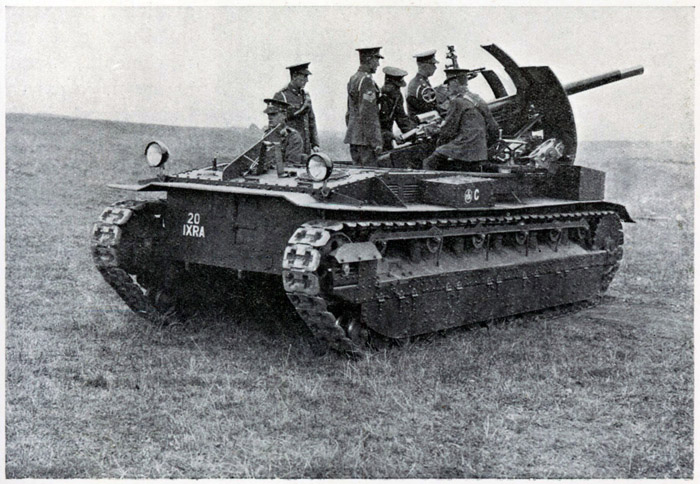
Birch gun Mk. II, Vereinigtes Königreich, 1926
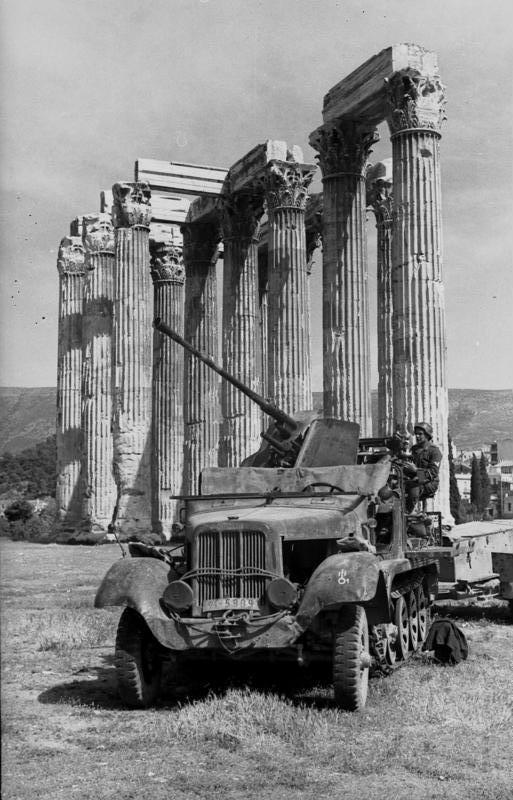
Sd.Kfz 6/2
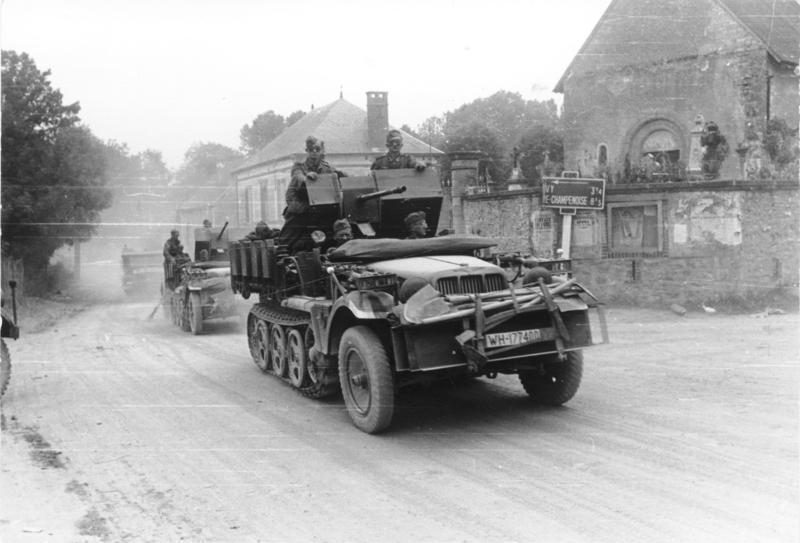
Sd.Kfz 10/4

### Zweiter Weltkrieg

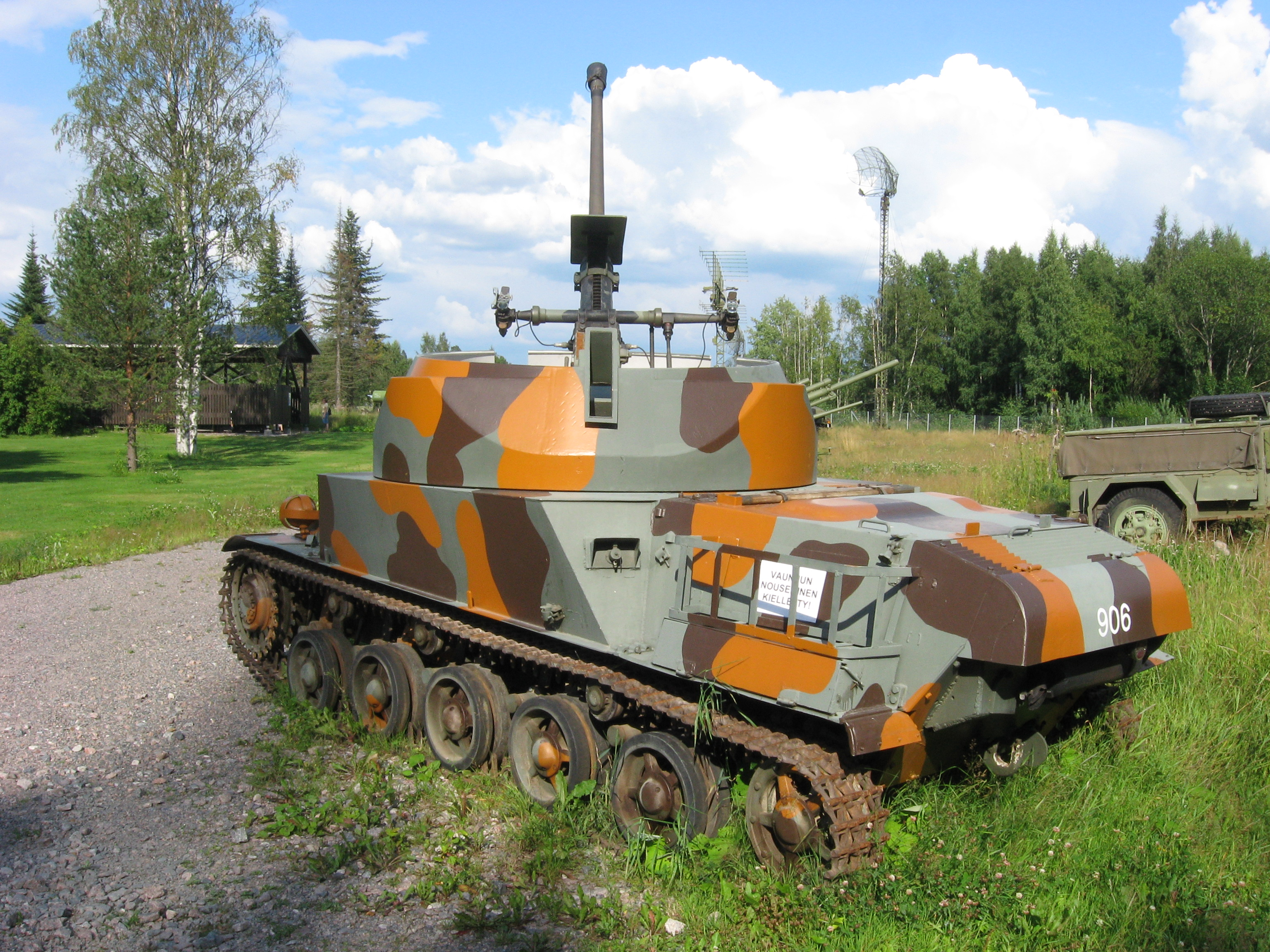
Der Luftvärnskanonvagn L-62 Anti II war der erste Flakpanzer aus der Zeit des Zweiten Weltkrieges

Während des Zweiten Weltkrieges hatte sich in zunehmendem Maße die Wirksamkeit des Einsatzes von Sturzkampf-, Jagdbomben- und Schlachtflugzeugen deutlich gezeigt. Bei fehlender Luftüberlegenheit war die Möglichkeit der eigenen Operationsführung ohne wirksame Flugabwehr stark eingeschränkt. Eigene Truppen benötigten Schutz nicht nur in Verfügungsräumen, sondern auch auf dem Marsch und im Gefecht. Dies führte zur Weiterentwicklung der selbstfahrenden Fla-Artillerie und zur Entwicklung von Flugabwehrpanzern im klassischen Sinne.
In Deutschland wurde zunächst an der Nutzung von Halbkettenfahrzeugen als Trägerfahrzeug für Flugabwehrwaffen festgehalten. Neben den bereits eingeführten Typen wurden der 2-cm-Flak-Vierling 38 und die 3,7-cm-Flak 37 auf dem Sd.Kfz. 7 entwickelt, produziert und eingesetzt. Die Forderung nach erhöhtem Schutz für die Bedienung führte ab 1942 zur Entwicklung von Flugabwehrfahrzeugen auf Basis des Schützenpanzerwagens Sd.Kfz. 251. Während das SdKfz 251/4 mit zwei MG 34 nicht zur Einsatzreife gelangte, wurde das SdKfz 251/17 mit 2-cm-Flak 38 in nennenswerter Stückzahl gefertigt. Ab 1943 wurden vom Schützenpanzerwagen 251/21 mit Flak-Drilling etwa 320 Exemplare hergestellt. Als Waffe kamen entweder drei 1,5-cm-MG 151/15 oder drei 2-cm-MG 151/20 zum Einsatz. Bei der 8,8-cm-FlaK auf Sd.Kfz. 8 bzw. Sd.Kfz. 9 handelt es sich nicht um Flugabwehrfahrzeuge, da die Waffen zum Einsatz gegen verbunkerte Stellungen bzw. als Panzerjäger entwickelt wurden.
Auf amerikanischer Seite diente das Halbkettenfahrzeug M3 als Basis für die Entwicklung des M16. Zunächst mit zwei 12,7-mm-MGs bewaffnet und als M13 bezeichnet, kam ab November 1942 der M45 Quadmount genannte Fla-Vierling mit Kaliber .50 zum Einsatz. Die Ausführung M15 mit der 37-mm Gun M1 bekam einen rundum drehbaren, gepanzerten Turm.
Im Vereinigten Königreich wurden mangels verfügbarer eigener Halbkettenfahrzeuge ebenso wie in der Sowjetunion kleinkalibrige Fla-Waffen vorrangig auf Lkw-Fahrgestelle montiert. Die sowjetische ZiS-43 mit der 37-mm-FlaK M1939 gelangte nicht zur Serienreife und wurde im November 1942 eingestellt. In Großbritannien wurden leichte Geschütze zunächst auf Lkw verlastet. Daraus entwickelte sich die feste Installation der Waffen auf einem Lkw-Fahrgestell. Das erste derartige Fahrzeug war der mit einer 40-mm-Bofors-Flak ausgerüstete „Carrier, SP, 4x4, 40 mm AA“ auf dem Morris C8. Weitere Fahrzeuge dieser Art folgten.
In zunehmendem Maße waren jedoch diese Lösungen unzureichend. Zwar waren diese Fahrzeuge ausreichend mobil, jedoch wurde der fehlende Schutz zum Nachteil. Durch die Verwendung von Panzerfahrgestellen sollten Schutz und Beweglichkeit an die der Kampfpanzer angeglichen werden. Ein Flakpanzer wurde während des Krieges zunächst im neutralen Schweden entwickelt. Der Luftvärnskanonvagn L-62 Anti II wurde 1941/42 aus dem Panzer Stridsvagn L-60 abgeleitet. Als Waffe wurde die 40-mm-Flak 40 ItK/38 von Bofors verwendet. Sechs dieser Panzer wurden 1942 nach Finnland verkauft und kamen somit im Zweiten Weltkrieg auf Seiten der Achsenmächte zum Einsatz. Die Konstruktionsunterlagen des L-62 Anti I waren bereits 1940 nach Ungarn verkauft worden. Auf ihrer Grundlage entstand dort der 40M Nimrod mit einer in Lizenz hergestellten 40-mm-Bofors-Flak. Im Vergleich zum ursprünglichen Entwurf wurde der Turm vergrößert und die Turmpanzerung verstärkt. Zwischen November 1941 und 1944 wurden ca. 135 Nimrod produziert.
In Deutschland scheiterte die Entwicklung von Fla-Waffen auf Panzerfahrgestellen zunächst an den verfügbaren Chassis. Der Flakpanzer I mit der 2-cm-FlaK wurde 1940 nur in geringer Stückzahl hergestellt. Später verhinderten die fehlenden Produktionskapazitäten den Bau von Flakpanzern, so dass auf den Schützenpanzerwagen Sd.Kfz. 251 zurückgegriffen werden musste. Erst ab März 1944 kamen die ersten leistungsfähigen Flakpanzer IV zum Einsatz. Der in der Truppe Möbelwagen genannte „Panzerflak-Selbstfahrlafette (3,7 cm) auf Panzerkampfwagen IV (Sd.Kfz. 161/3)“ war mit einer 3,7-cm-FlaK ausgerüstet und wurde in 240 Exemplaren gebaut. Zum Feuerkampf mussten die Seitenwände abgeklappt werden, so dass die Bedienung während des Feuerkampfes ungeschützt war. Der Flakpanzer Wirbelwind, offiziell als „Flakpanzer (2 cm) mit Fahrgestell Panzer IV (Sd.Kfz. 161/4)“ bezeichnet, war mit dem 2-cm-Flak-Vierling 38 bewaffnet und besaß einen um 360° drehbaren Turm mit festen Seitenwänden. Zwischen August 1944 und Februar 1945 wurden 105 Wirbelwind produziert. Der Ostwind war ähnlich wie der Wirbelwind aufgebaut, besaß aber nur noch eine 3,7-cm-FlaK 43. Ein Prototyp wurde gebaut und während der Ardennenoffensive eingesetzt, ein weiterer Prototyp des Ostwind II mit 3,7-cm-Flak-Zwilling 44 entstand zum Jahreswechsel 1944/45, ebenso ein Zerstörer 45 mit dem 3-cm-Flak-Vierling 103/38. Eine Serienproduktion erfolgte nicht mehr. Vom Kugelblitz wurden bis Kriegsende lediglich fünf Vorserienexemplare hergestellt. Der Panzer war mit zwei 30-mm-Kanonen MK 103/38 mit Gurtzuführung bewaffnet und besaß einen rundum geschlossenen Turm. Der Einbau eines Raumbildentfernungsmessers war vorgesehen. Der Flakpanzer Coelian mit zwei 3,7-cm-Fla-Kanonen in einem geschlossenen Turm auf dem Chassis des Panzerkampfwagens V Panther blieb ein Entwurfsmodell, lediglich eine Attrappe wurde gebaut.
In Großbritannien diente der Crusader als Basisfahrzeug für Flakpanzer. Der Crusader III, AA Mk I war mit der 40-mm-FlaK von Bofors ausgerüstet, der Crusader III, AA Mk II bzw. Mk III mit je zwei 20-mm-Maschinenkanonen von Oerlikon und einem Vickers-K-Maschinengewehr oder mit drei Maschinengewehren. Mk II und III unterschieden sich nur durch die Anordnung der Funkanlage. Der Centaur wurde ebenfalls als Flakpanzer produziert. Von der mit zwei Polsten 20-mm-Flak ausgerüsteten Version Centaur AA Mk I wurden 95 bei der Landung in der Normandie eingesetzt, später aber aus dem Fronteinsatz zurückgezogen, da Fla-Waffen aufgrund der alliierten Luftüberlegenheit nur in geringem Umfange benötigt wurden. Auch der Nachfolger Centaur AA Mk II erhielt wieder zwei Polsten 20-mm-Flak.
Der M24 Chaffee diente in den USA als Ausgangspunkt für die Entwicklung eines Flakpanzers. Die als M19 bezeichnete Version war mit einem 40-mm-Flak-Zwilling von Bofors bewaffnet. Von 904 bestellten Panzern wurden 285 ausgeliefert.
In der Sowjetunion unternahm man verschiedene Anstrengungen, Flakpanzer auf Basis leichter Panzer zu entwickeln. Alle Entwicklungen kamen wie auch die SU-72 vor allem wegen der Auslastung der sowjetischen Rüstungsindustrie mit dem Bau von Panzern und Selbstfahrlafetten nicht zur Produktion. Erst von der ZSU-37 wurden ab 1944 70 Stück produziert, das Fahrzeug kam jedoch während des Krieges nicht mehr zum Fronteinsatz.
Gegen Ende des Krieges hatte sich der auf dem Chassis eines mittleren Panzers aufgebaute, mit ein oder zwei Maschinenkanonen des Kalibers 37 bis 44 mm ausgerüstete Flakpanzer als Standardlösung entwickelt. Entfernungsmessgeräte oder Feuerleitanlagen waren nicht integriert, geschossen wurde mit Reflexvisieren. Daneben wurden leicht oder nur teilweise gepanzerte Flugabwehrfahrzeuge auf Halbkettenfahrzeugen genutzt, die mit mehrläufigen Maschinengewehren bewaffnet waren. Vorteilhaft war hier die geringere Komplexität, was sich in einem niedrigeren Preis, geringeren Anforderungen an die Herstellung und einer höheren Verfügbarkeit auswirkte.

Fla-Waffen auf Lkw und Halbkettenfahrzeugen
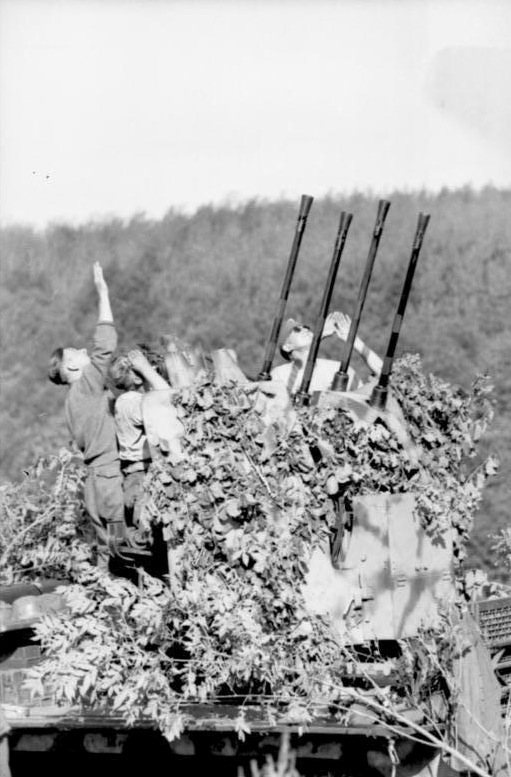
Sd.Kfz 7/1 mit 2-cm-Flak-Vierling 38
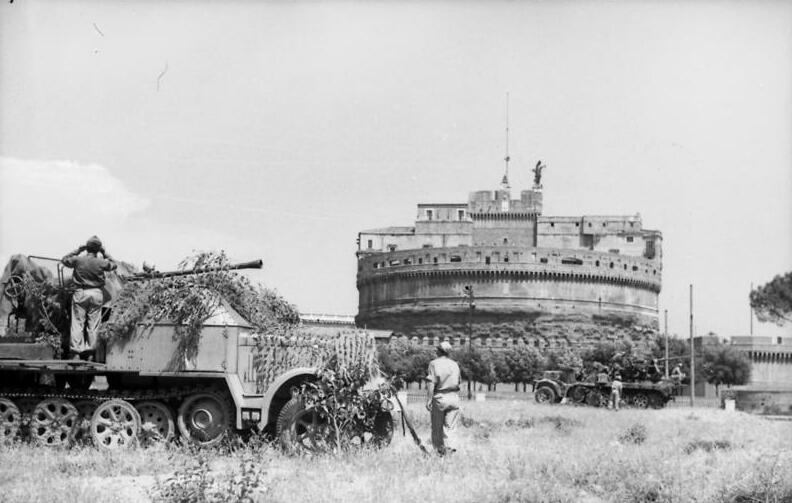
Sd.Kfz 7/2 mit 3,7-cm-Flak 37
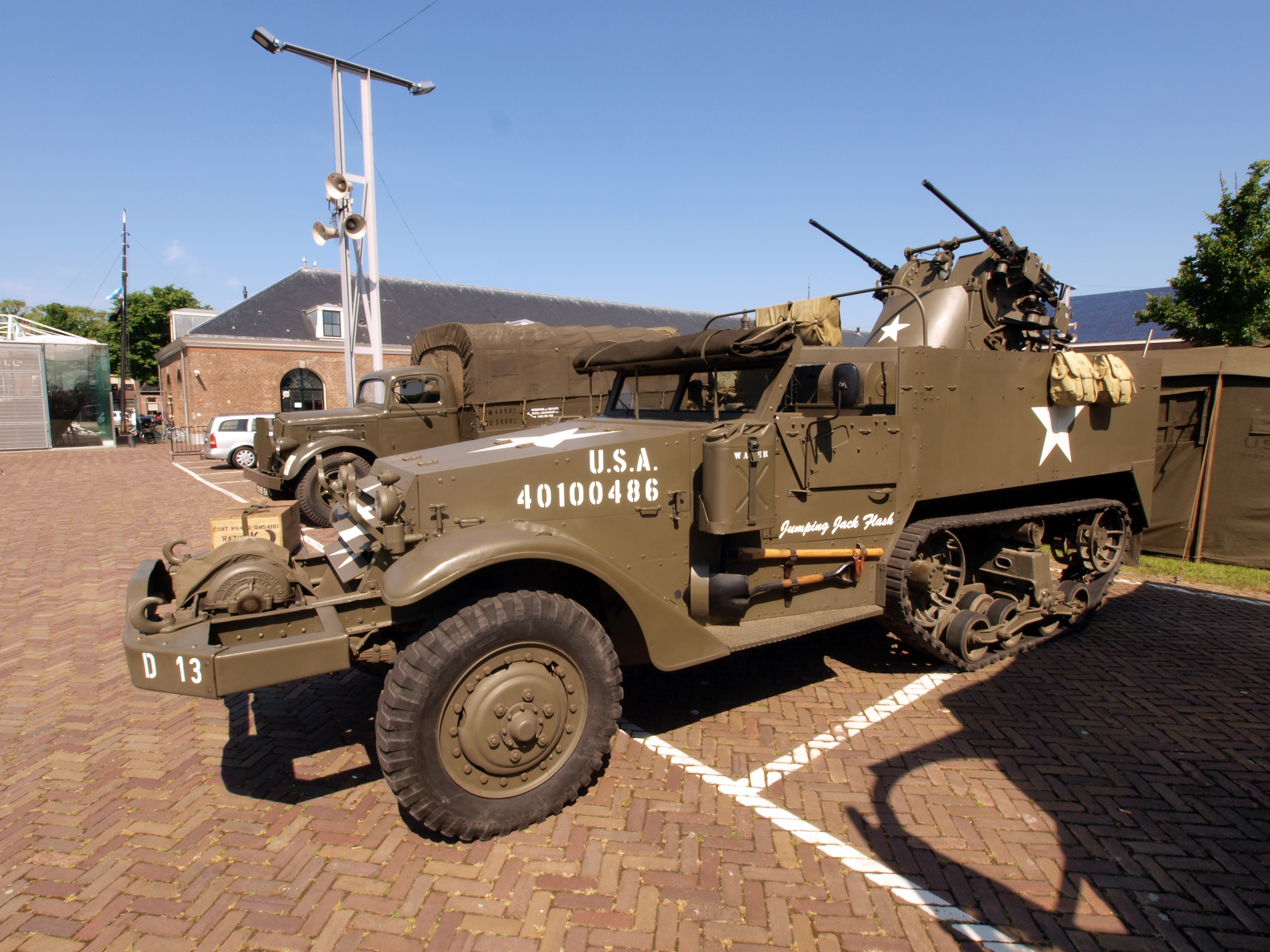
M13
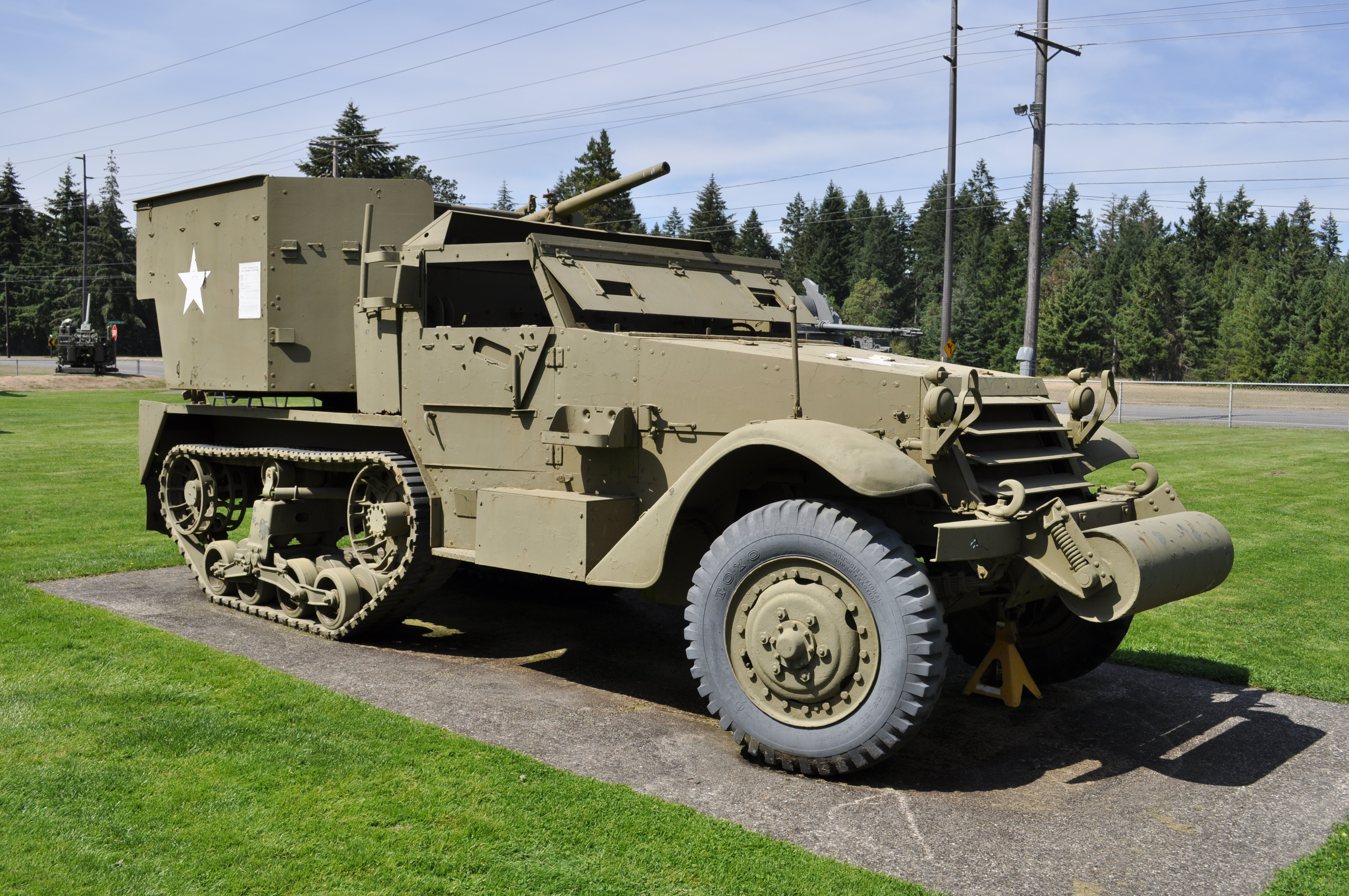
M15
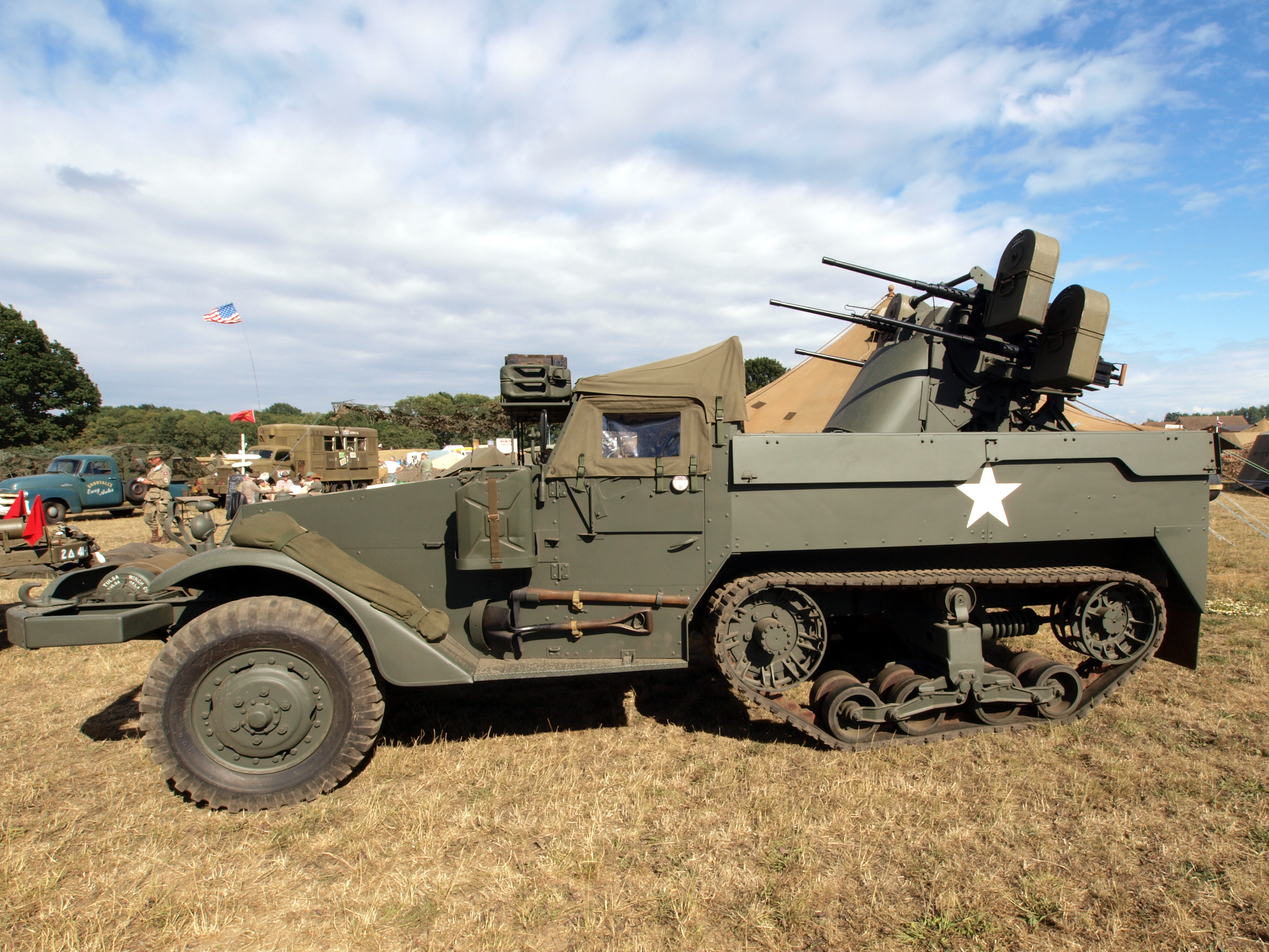
M16
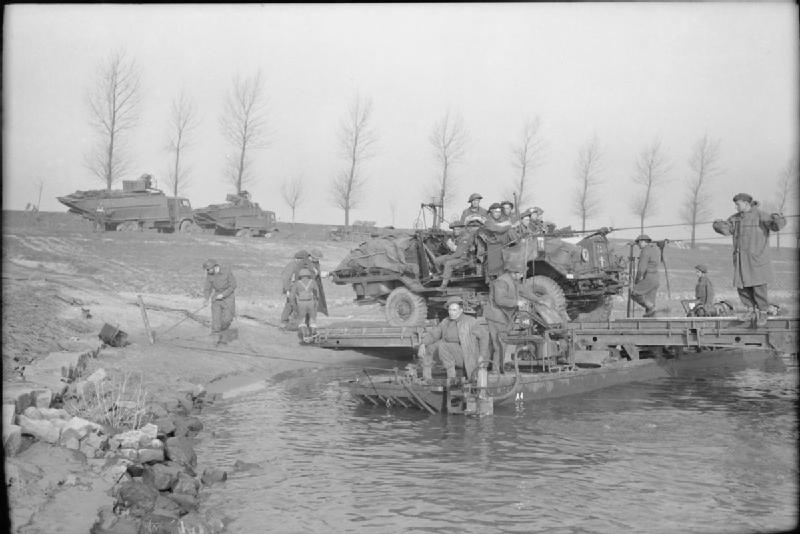
Britische 40-mm-FlaK auf Lkw

Fla-Waffen auf Panzerfahrgestell
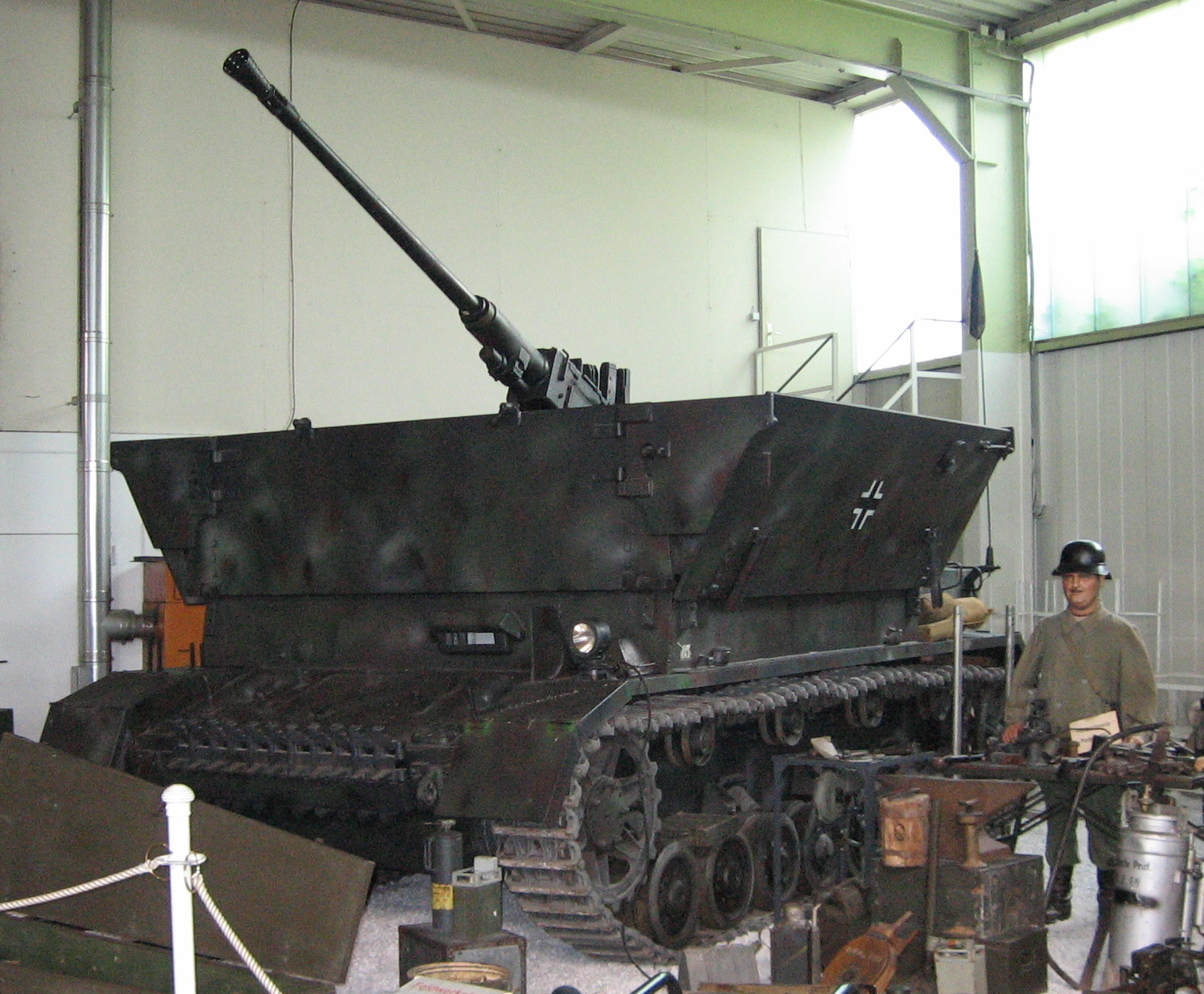
Panzerflak-Selbstfahrlafette (3,7 cm) auf Panzerkampfwagen IV (Sd.Kfz. 161/3)
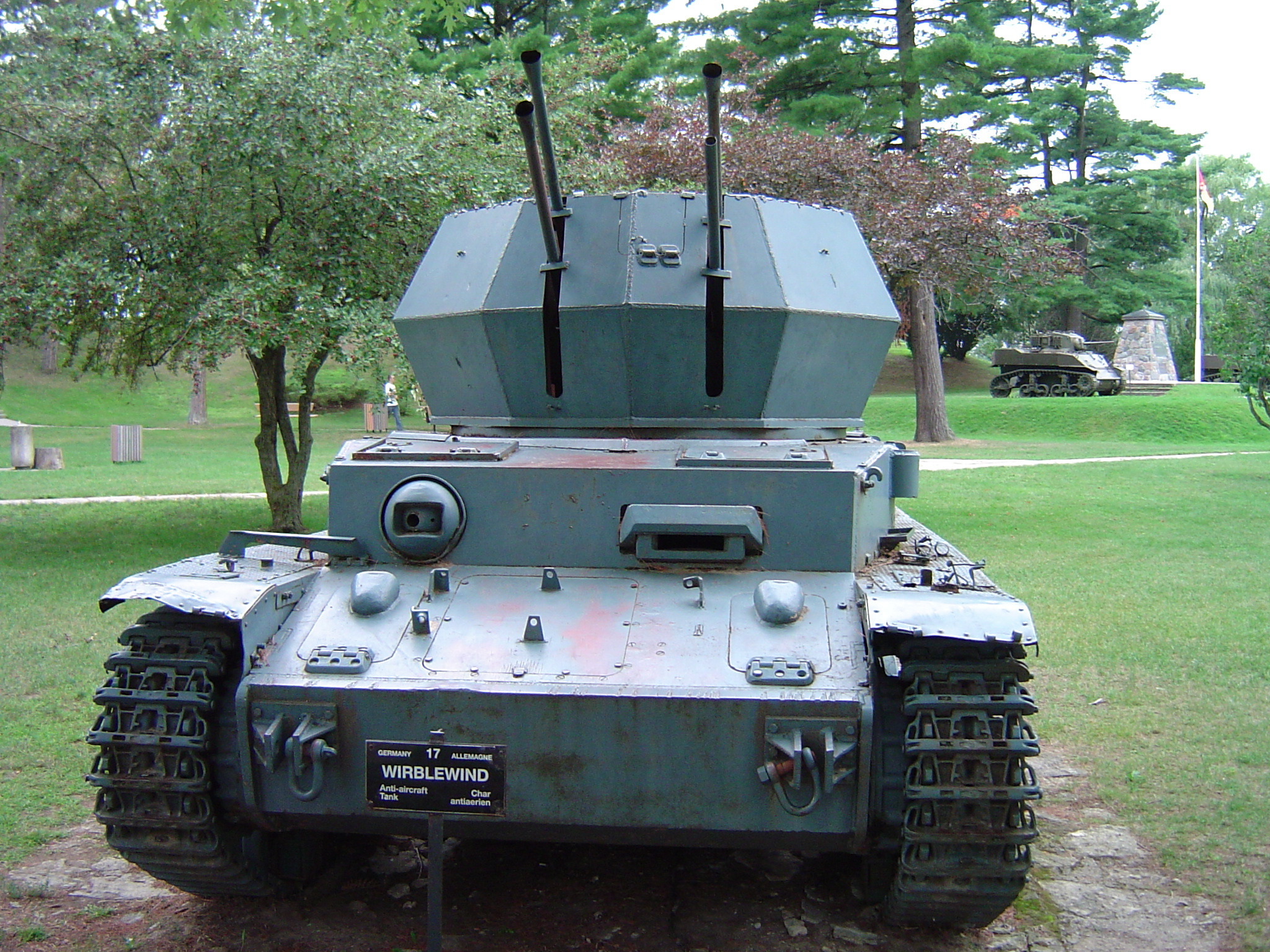
Flakpanzer (2 cm) mit Fahrgestell Panzer IV (Sd.Kfz. 161/4)
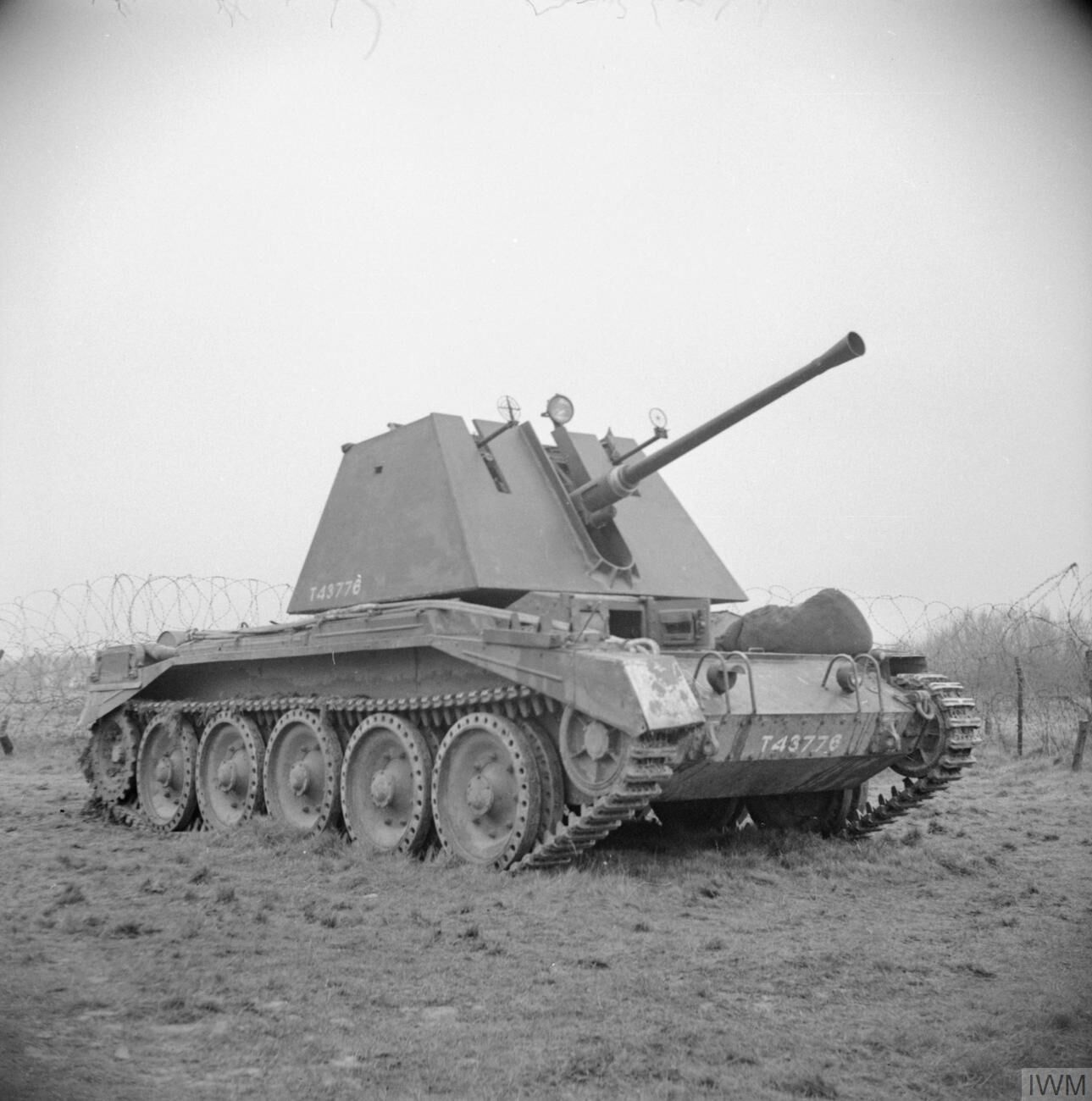
Crusader mit 40-mm-FlaK
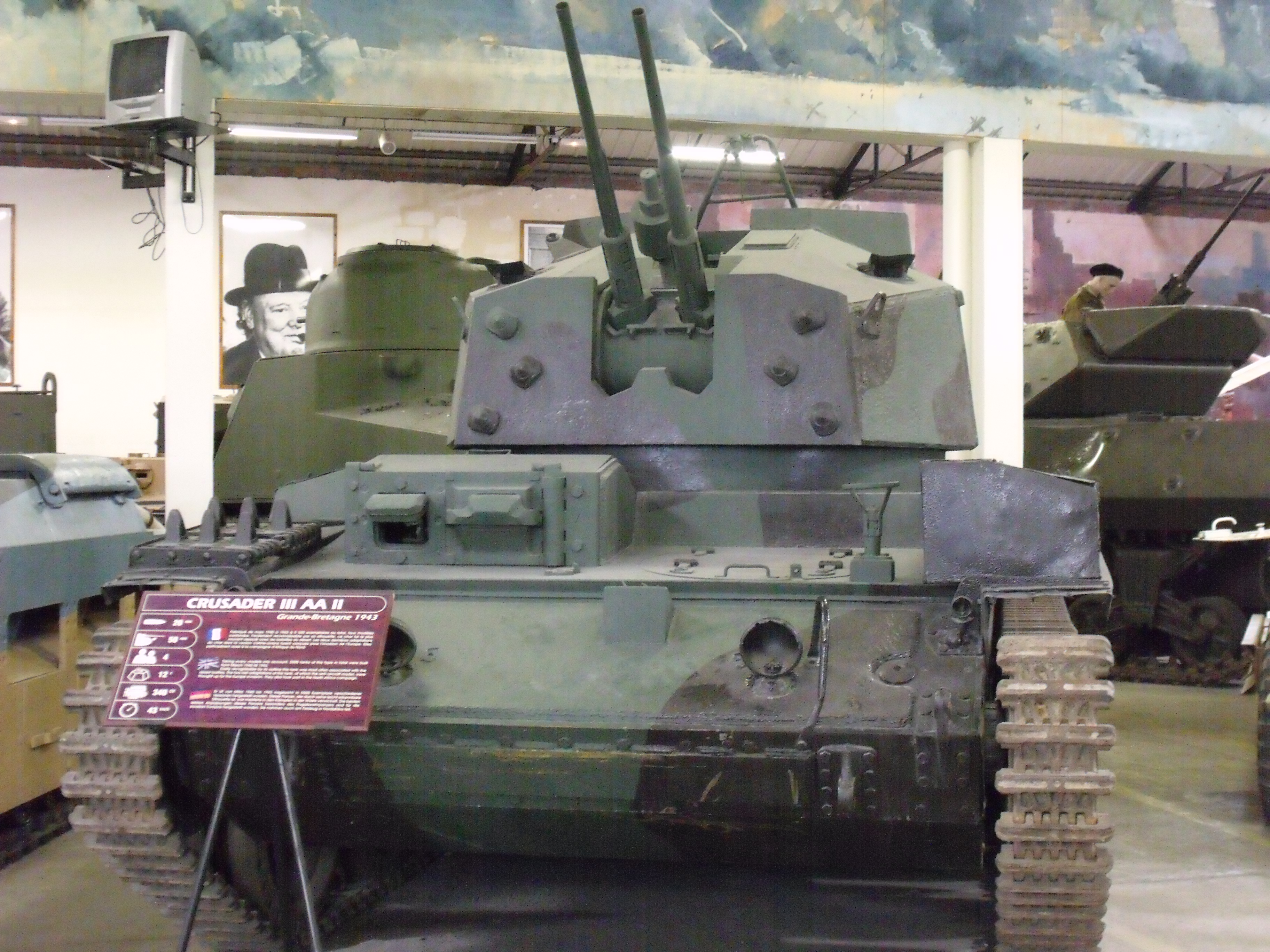
Crusader III AA II mit 20-mm-FlaK-Zwilling
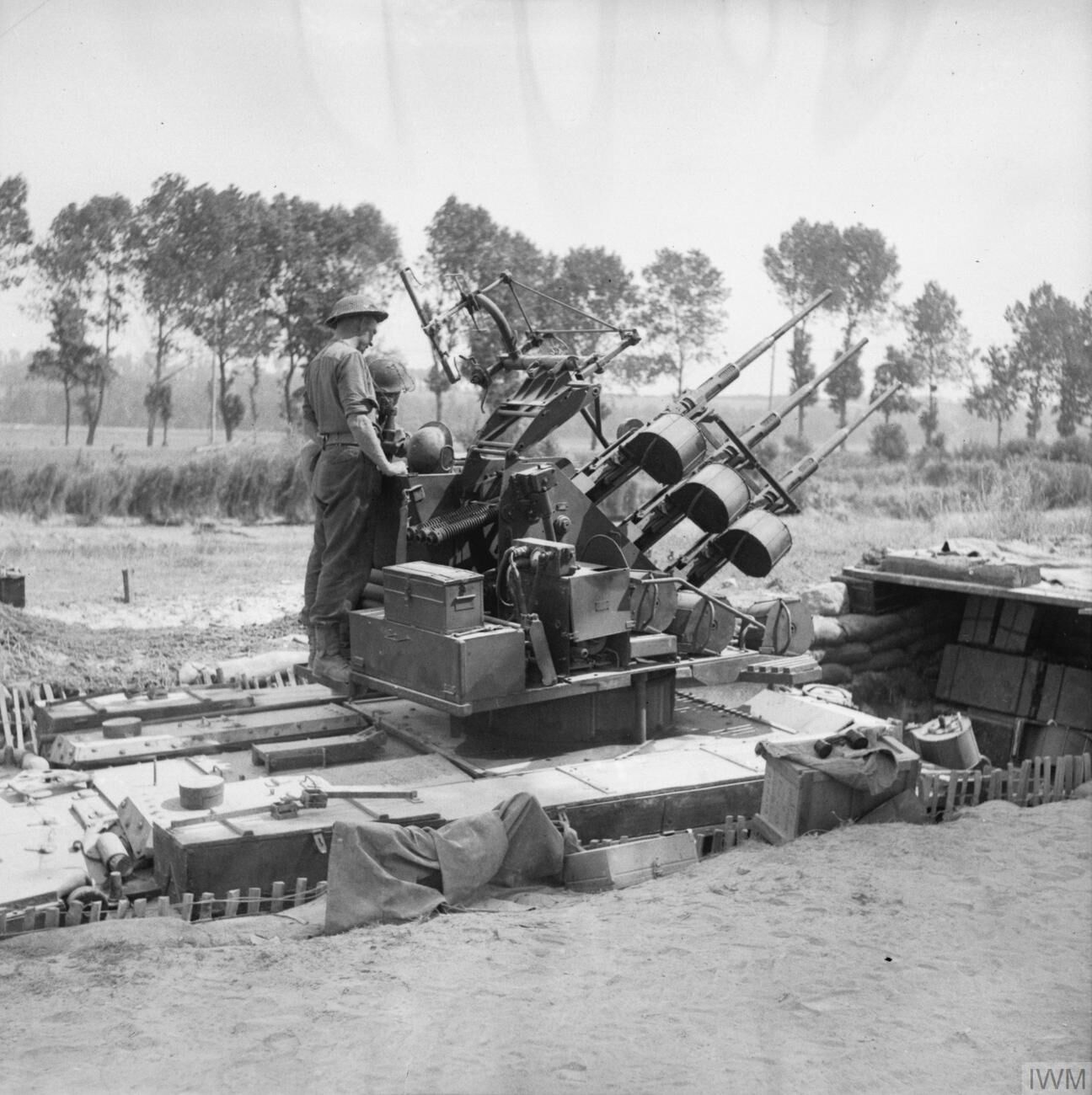
Crusader mit Fla-Drilling
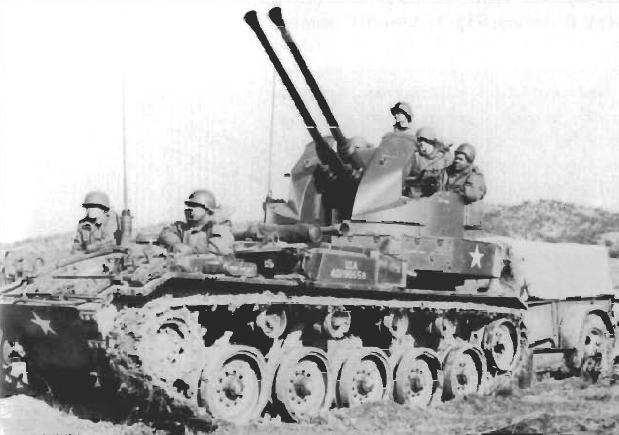
M19

### Kalter Krieg
Im Kalten Krieg standen sich von 1947 bis in die 1980er Jahre die Westmächte unter Führung der Vereinigten Staaten von Amerika und die Sowjetunion und ihre europäischen und asiatischen Satellitenstaaten gegenüber. Nach den damaligen Vorstellungen würde eine militärische Auseinandersetzung hauptsächlich in Mitteleuropa geführt werden. Dabei sollten Panzer- und mechanisierte Infanterieverbände zum Einsatz kommen. Ab den 1950er Jahren wurde von beiden Seiten auch der Einsatz taktischer Nuklearwaffen auf dem Gefechtsfeld geplant. Die Entwicklung selbstfahrender Flugabwehrwaffen wurde wesentlich von diesen Rahmenbedingungen, aber auch von den jeweils vorhandenen technischen und ökonomischen Möglichkeiten geprägt.

#### Flugabwehrkanonenpanzer

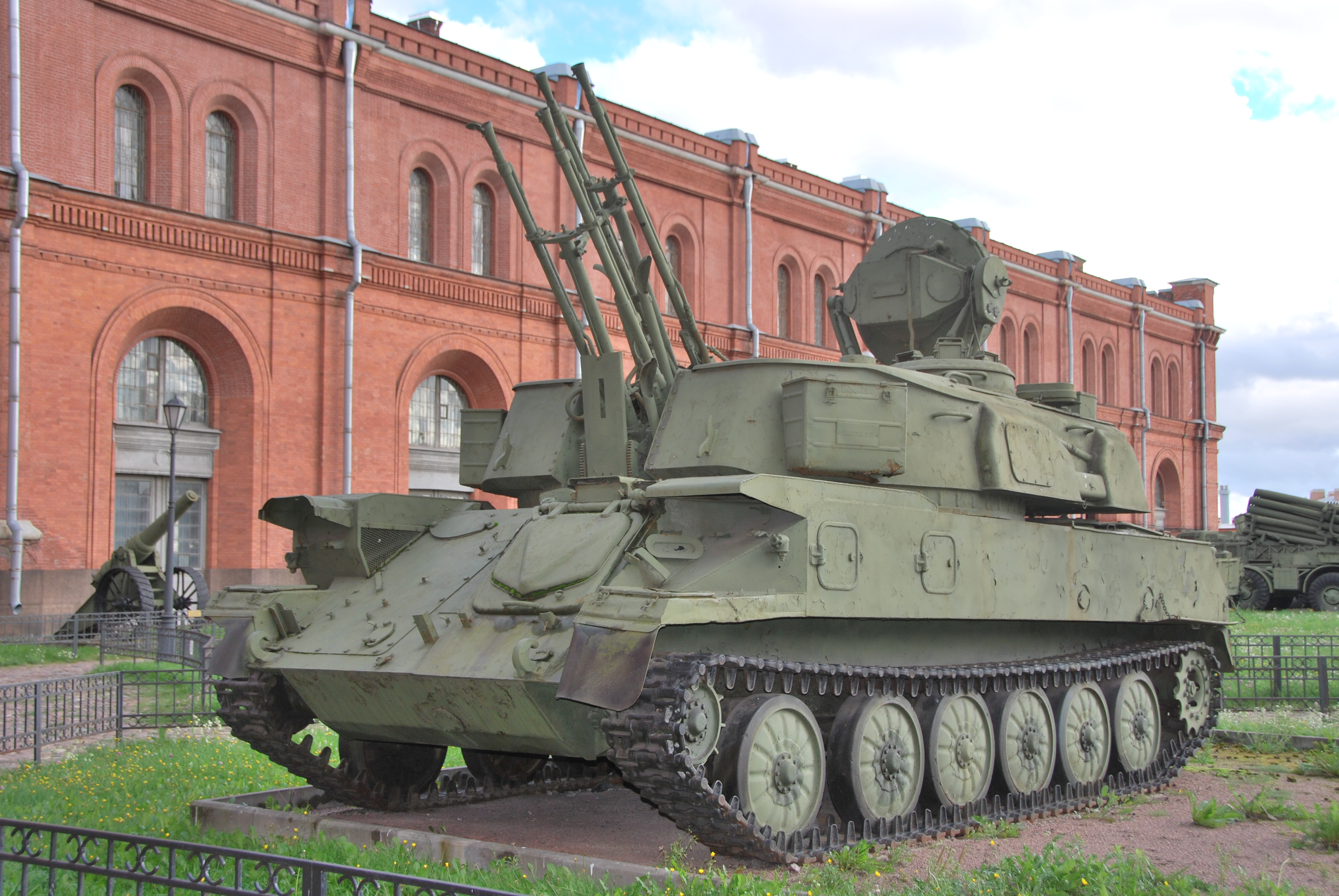
ZSU-23-4

Im Bereich der selbstfahrenden Fla-Artillerie wurden die schon im Zweiten Weltkrieg entstandenen Entwicklungslinien fortgeführt.
Kleinkalibrige Fla-Waffen wurden auf Halbkettenfahrgestelle, aber auch auf gepanzerte Radfahrzeuge gesetzt. In der Sowjetunion wurde der BTR-152A bzw. 152E entwickelt, bei dem auf das oben offene Chassis 14,5-mm-Maschinengewehre KPW als Zwilling oder Vierling gesetzt wurden. Der M16 wurde in den amerikanischen Streitkräften, aber auch in der Bundeswehr, in Frankreich, Belgien, die Niederlande, Norwegen und Israel genutzt. Ein ähnliches Fahrzeug entstand mit dem M53/59 Praga in der Tschechoslowakei. Vorteilhaft waren Beweglichkeit und einfache Konstruktion, jedoch entsprachen Waffenwirkung, hier insbesondere die Reichweite, und Schutz schon Ende der 1950er Jahre nicht mehr den Anforderungen. Der Kampf gegen Strahlflugzeuge wurde durch die fehlenden elektronischen Aufklärungs- und Feuerleitmittel erschwert.
Die Entwicklung zu größeren, schwereren und stärker geschützten Panzern während des Zweiten Weltkrieges ermöglichte jetzt auch die Integration großkalibriger Fla-Bewaffnung. In den USA entstand ab 1951 der M42 Duster, in der Sowjetunion die ZSU-57-2. Beiden Fahrzeugen ist gemeinsam, dass das Chassis auf Grundlage eines bereits vorhandenen Panzers entwickelt wurde. Beim M42 war dies der leichte Panzer M41, bei der ZSU-57-2 der mittlere Panzer T-54. Beiden Systemen gemeinsam ist auch die Verwendung einer Zwillingswaffe, um durch die höhere Feuergeschwindigkeit die Trefferwahrscheinlichkeit und die Wirkung im Ziel zu erhöhen. Bei der ZSU kam die aus der 57-mm-Flugabwehrkanone S-60 entwickelte Kanone S-68 mit gleichem Kaliber, beim M42 die M2A1 40-mm-Bofors Maschinenkanone zum Einsatz. Beide Systeme wiesen auch ähnliche Leistungsdaten auf. Problematisch war jedoch auch hier das Fehlen elektronischer Aufklärungs- und Feuerleitmittel. Ein ähnlicher Ansatz wurde in der Volksrepublik China mit dem Typ 63 verfolgt, bei dem ein 37-mm-FlaK-Zwilling auf das Fahrgestell eines Panzers T-34 gesetzt wurde.
In den 1950er Jahren wurde durch den Fortschritt auf dem Gebiet der Elektronik der Bau von Flugabwehrpanzern möglich, bei dem Aufklärungs-, Führungs- und Wirkmittel auf einem Fahrzeug untergebracht werden konnten. Dies erhöhte einerseits die Mobilität der Flugabwehr, führte aber andererseits zu einer weitaus höheren Trefferwahrscheinlichkeit. In der Sowjetunion wurde ab 1957 mit dem Objekt 530 ein Flakpanzer mit zwei 57-mm-Kanonen entwickelt, bei dem zur Aufklärung und Feuerleitung zunächst der Komplex Kama, später der Komplex Wolga vorgesehen war. Beide Komplexe vereinten ein Radargerät mit einem Feuerleitrechner (радиолокационно-приборный комплекс). Nach Bau eines Prototyps 1958 wurde die Entwicklung eingestellt, da die gestellten Ziele mit kleinkalibrigen Waffen leichter zu erreichen waren. Ebenfalls ab 1957 wurden die ZSU-37-2 Jenissei und die ZSU-23-4 Schilka entwickelt, die mit einem 37-mm-Zwillings- bzw. einem 23-mm-Vierlingsgeschütz bewaffnet waren. Letztendlich wurde die ZSU-23-4 für die Serienproduktion ausgewählt, in die Bewaffnung der Sowjetarmee übernommen und in zahlreiche Länder exportiert. Die Waffenwirkung war zunächst noch ausreichend. Ab Mitte der 1970er Jahre war die ZSU-23-4 gegen stärker gepanzerte Flugzeuge wie die Fairchild-Republic A-10 nur noch wenig wirksam. Auch war die Reichweite zur Bekämpfung von Flugzeugen und Kampfhubschraubern, die Abstandswaffen einsetzten, unzureichend. Aufgrund der technisch bedingten Reaktionszeiten war ein schneller Zielwechsel bei Nutzung des Aufklärungsradars nicht möglich. Die Bekämpfung von nur kurzzeitig auftauchenden Zielen war damit deutlich erschwert. Dies fiel insofern ins Gewicht, als die NATO ab Mitte der 1980er-Jahre Kampfhubschrauber und Flugzeuge mit präzisionsgelenkter Munition und Waffensystemen einführte, die nach dem Fire-and-Forget-Prinzip arbeiteten. Mangelhaft waren sowohl die fehlende Einbeziehung in einen automatisierten Führungsverbund als auch die durch die Radarabstrahlung bedingte relativ hohe Aufklärbarkeit und Störbarkeit der ZSU-23-4.
In den USA wurde mit dem M163 Vulcan ein Fahrzeug für einen ähnlichen Aufgabenbereich entwickelt. Hier wurde eine 20-mm-M168-Gatling-Kanone als Hauptbewaffnung genutzt. Reichweite und Wirkung im Ziel ähnelten den entsprechenden Werten der ZSU-23-4. Allerdings hatte das Fahrzeug kein Suchradar, auch war die Bedienung im oben offenen Turm weitgehend ungeschützt.

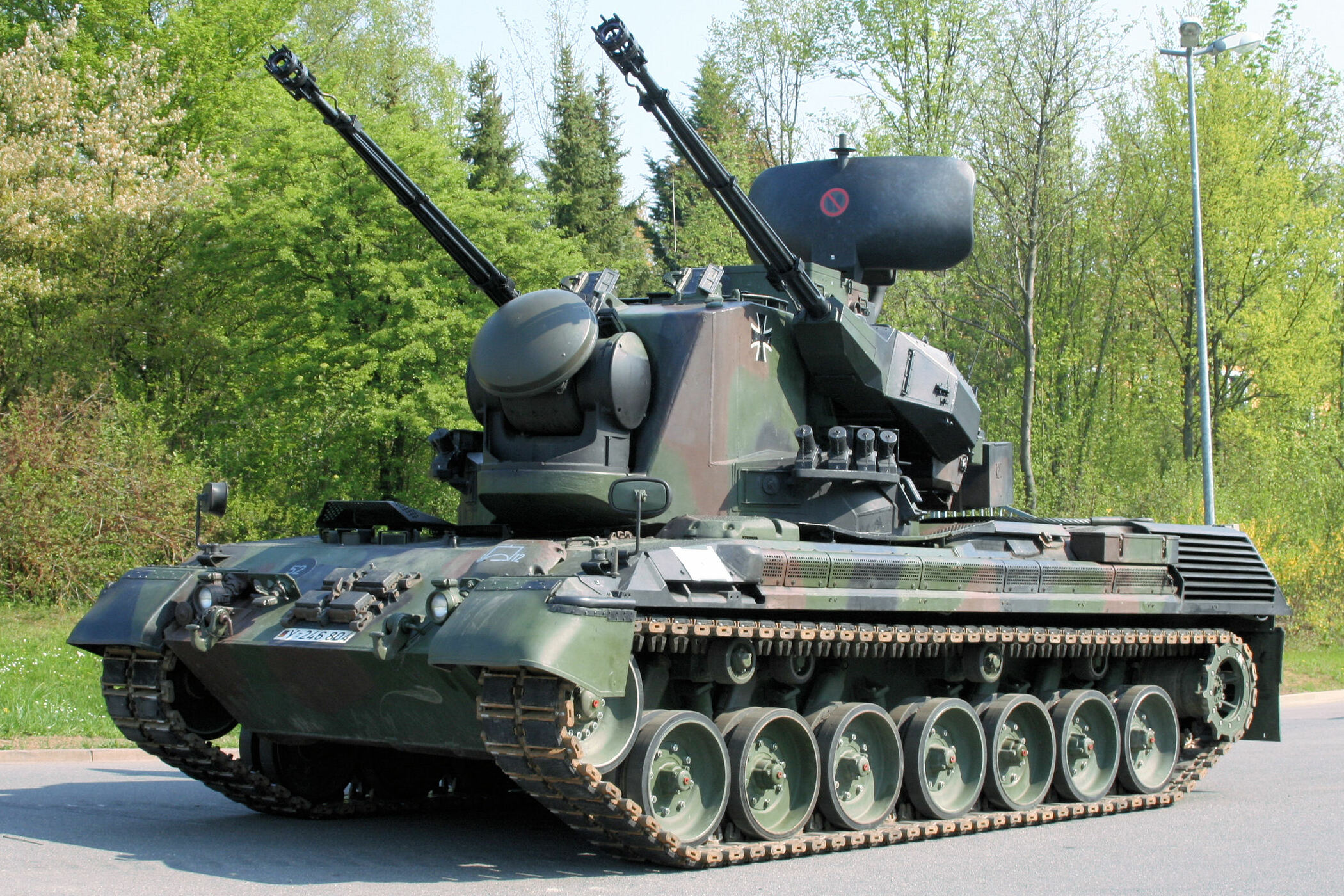
Flugabwehrkanonenpanzer Gepard

Der ab 1965 entwickelte Flugabwehrkanonenpanzer Gepard folgte grundsätzlich dem Konzept der ZSU-23-4, allerdings kamen hier mit der 35-mm-L/90-Maschinenkanonen Oerlikon-KDA eine deutlich leistungsfähigere Waffe zum Einsatz. Neuartig war beim Gepard die Verwendung von zwei separaten Radargeräten mit unabhängig arbeitenden Antennenanlagen für Aufklärung und Zielbegleitung. Dadurch ist es dem Gepard im Gegensatz zu ZSU-23-4 möglich, auch während der Zielbegleitung und -bekämpfung die Aufklärung des Luftraumes fortzusetzen. Die Trennung ermöglichte auch die Antenne des Suchradars als angeschnittenen Parabolspiegel auszulegen. Dessen Cosecans²-Antennendiagramm ermöglicht das nahezu vollständige Absuchen des Luftraumes bei einer Drehung der Antenne um 360°. Ähnlich war auch der amerikanische Flakpanzer M247 Sergeant York aufgebaut. Anstelle der ursprünglich vorgesehenen 35-mm-Oerlikon-Zwillingskanone wurde hier wieder ein 40-mm-Flakzwilling von Bofors verwendet. Notwendig geworden war die Entwicklung, weil die Reichweite der M163 im Kampf gegen Hubschrauber, die Abstandswaffen einsetzten, unzureichend war. Während der Gepard als erfolgreicher Entwurf gilt und auch nach Belgien und die Niederlande exportiert wurde, wurde nach 50 gebauten Fahrzeugen das Projekt M247 im Dezember 1986 wegen unüberwindbarer Probleme und finanzieller Engpässe eingestellt. Der ab 1987 eingeführte japanische Flakpanzer Typ 87 lehnt sich ebenfalls eng an die Konstruktion des Gepard an.
Auch in Frankreich wurde mit dem AMX 13 DCA ein Flakpanzer entwickelt. Zur Zielerfassung diente das „RD515 Œil Noir“-Zielerkennungsradar mit einer Reichweite von 12 km. Eine automatische Übermittlung der Zieldaten an die Richtantriebe der Waffen gab es jedoch nicht. Nach der Zielerfassung musste der Richtschütze das vom Radar erfasste Ziel in seinem optischen Sichtgerät auffassen und begleiten, da die Ziele nur optisch und von Hand verfolgt werden konnten. Das Radargerät wurde währenddessen für die Entfernungsmessung genutzt. Richtwinkel und Entfernung wurden über einen Feuerleitrechner an die Geschütze übermittelt. Insgesamt war diese Art der Feuerleitung kompliziert und potentiell fehlerbehaftet. Daher wurden vom AMX-13 DCA nur wenige Exemplare gebaut, ein Nachfolger wurde nicht entwickelt. Der in Italien entwickelte Flakpanzer Otomatic, mit einer 76/62 Compact bewaffnet, verfügte über ein Feuerleit- und ein Suchradar. Allerdings wurde er von den italienischen Streitkräften aus Kostengründen nicht beschafft. Der stattdessen eingeführte SIDAM 25 besaß kein eigenes Radar und war zur Aufklärung und Feuerleitung auf ein in der Batterie mitgeführtes Radar angewiesen, was die Mobilität einschränkte. Insgesamt hatte sich am Ende der 1980er Jahre der auf einem Kettenfahrgestell aufgebaute Flakpanzer durchgesetzt, der mit schnellfeuernden Maschinenkanonen bewaffnet war und über ein eigenes Aufklärungsradar sowie über eine weitgehend automatisierte Feuerleiteinrichtung verfügte. Derartig komplexe Waffensysteme stellten jedoch hohe Anforderungen an Entwicklung und Produktion, so dass sie im Wesentlichen nur in der Sowjetunion, der Bundesrepublik Deutschland und Japan hergestellt wurden. Der in der Komplexität begründete Preis setzte der weiten Verbreitung derartiger Waffensysteme Grenzen.
Eine Besonderheit stellt insofern das 1981 öffentlich vorgestellte Waffensystem Wildcat dar, bei dem ein gepanzertes Radfahrgestell zum Einsatz kam. Dies sollte die Betriebskosten senken. Suchradar und Feuerleitgerät waren auch bei diesem Flakpanzer vorhanden. Allerdings konnten für das von Krauss-Maffei, Siemens, Hollandse Signaal, Mauser, KUKA und AEG entwickelte System keine Abnehmer gefunden werden.

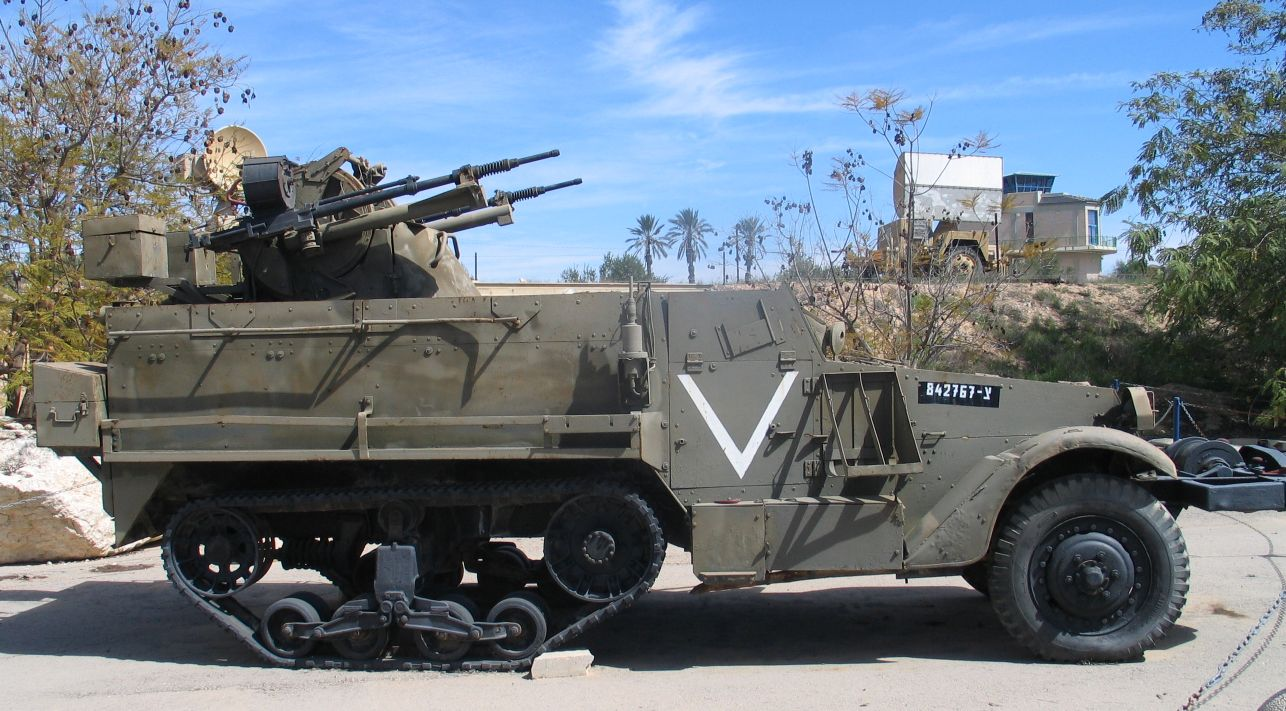
M3 TCM-20
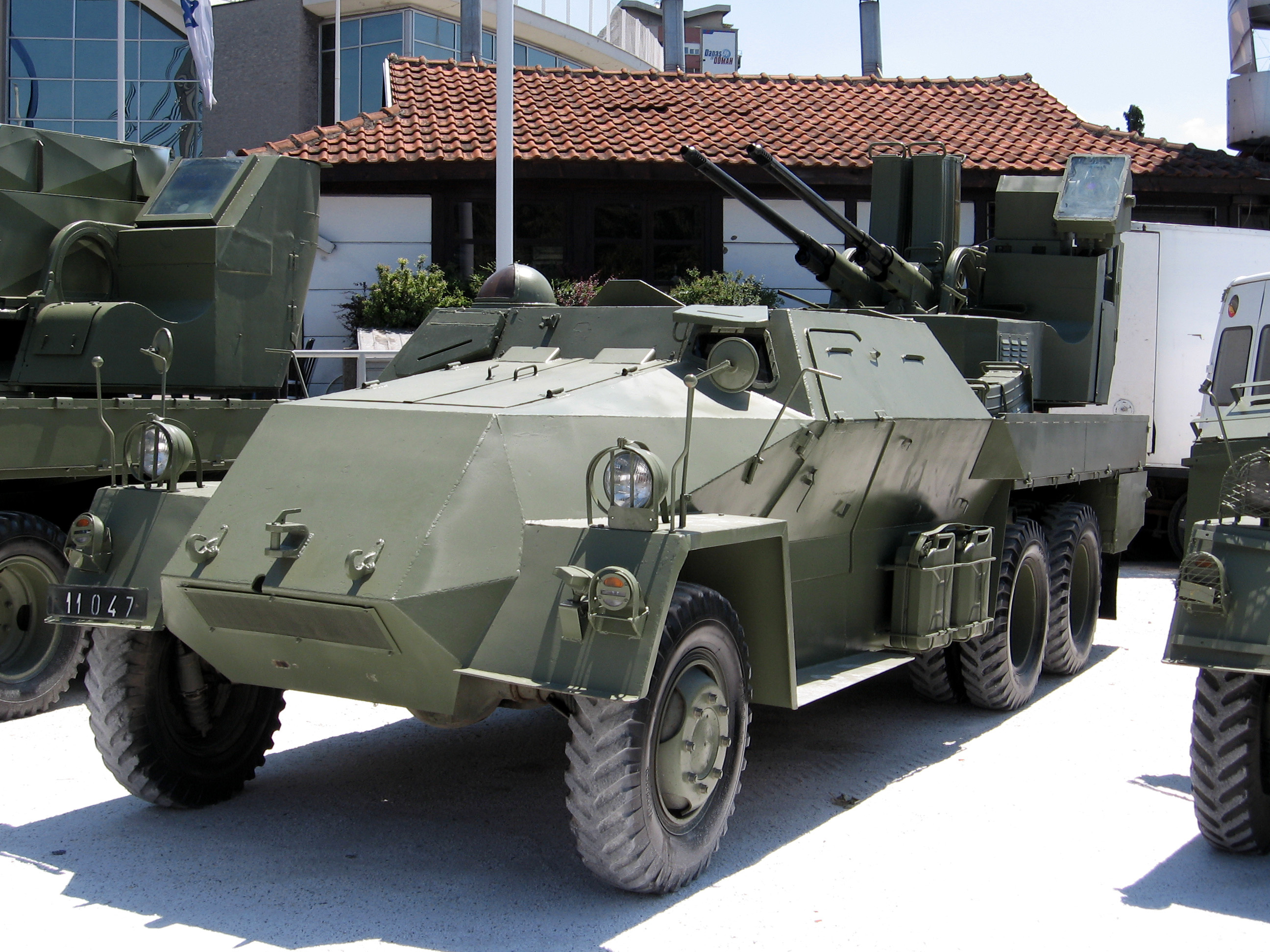
M53/59 Praga
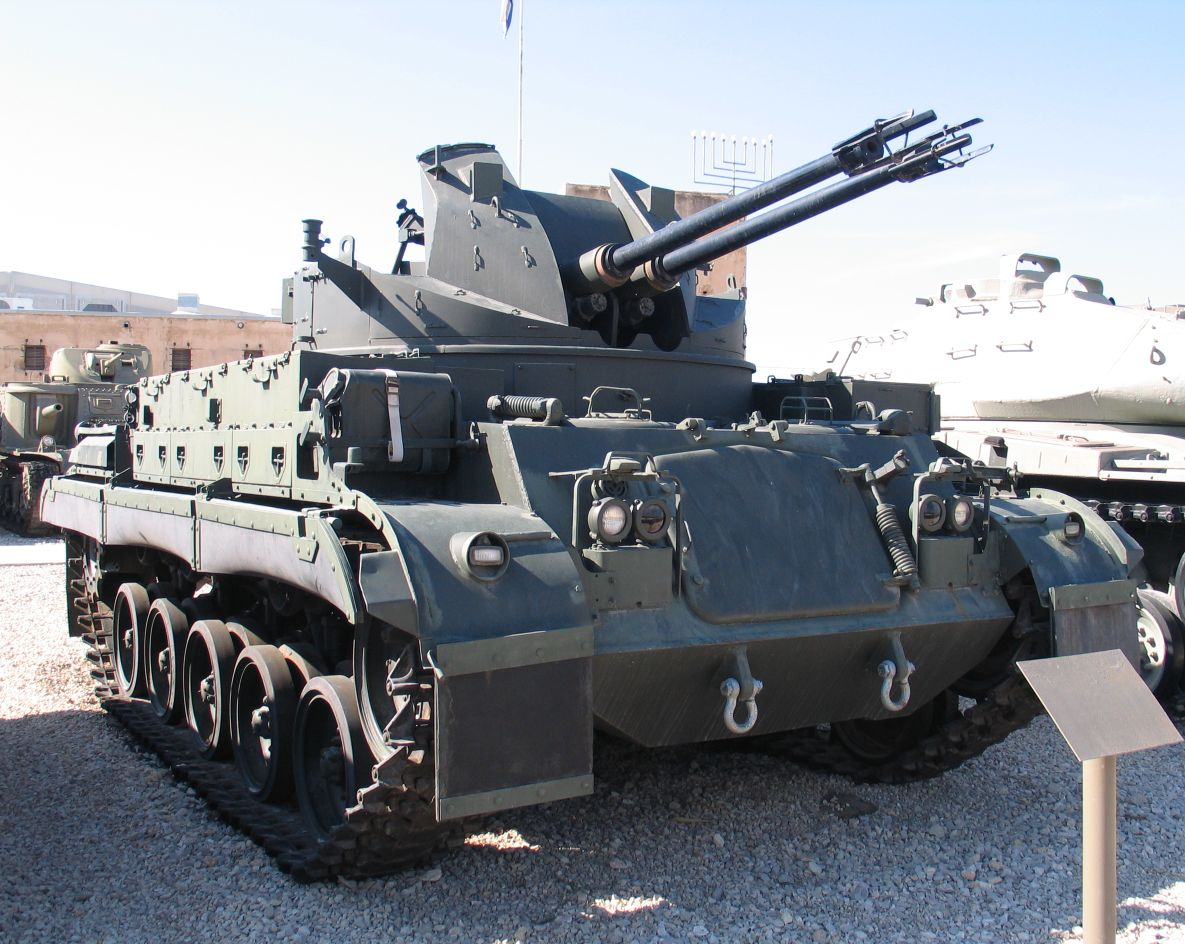
M42 Duster
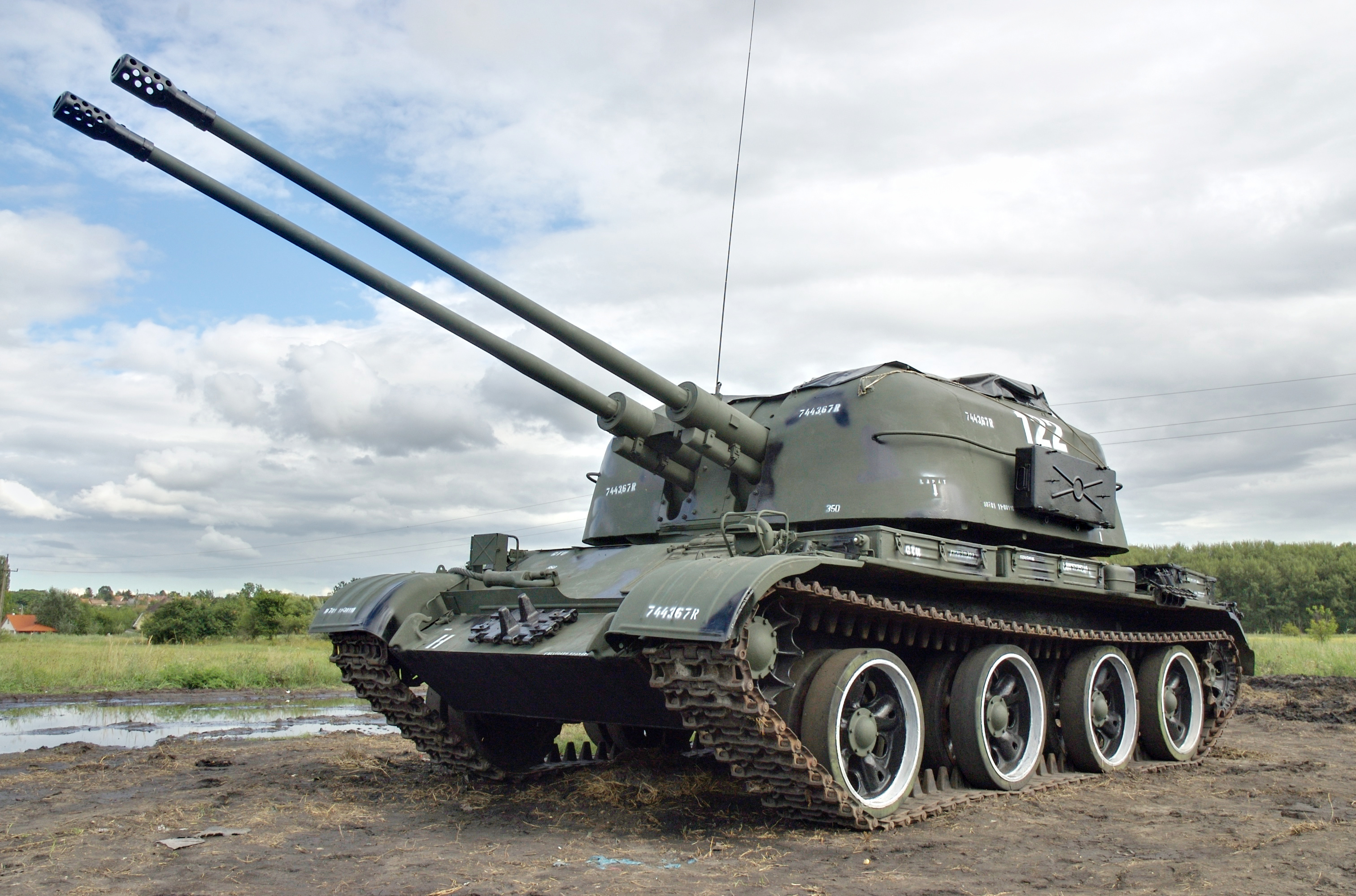
ZSU-57-2
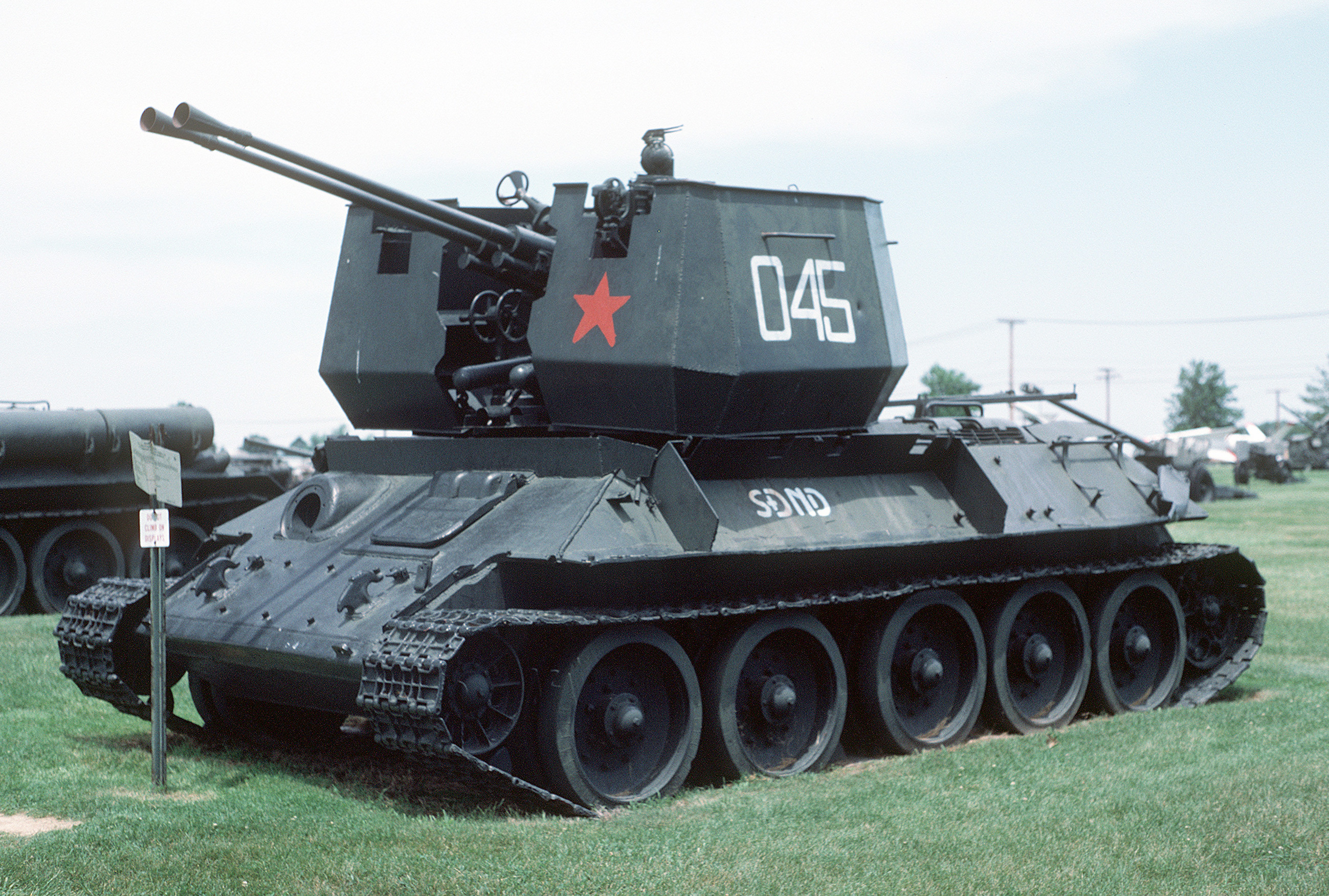
Type 63
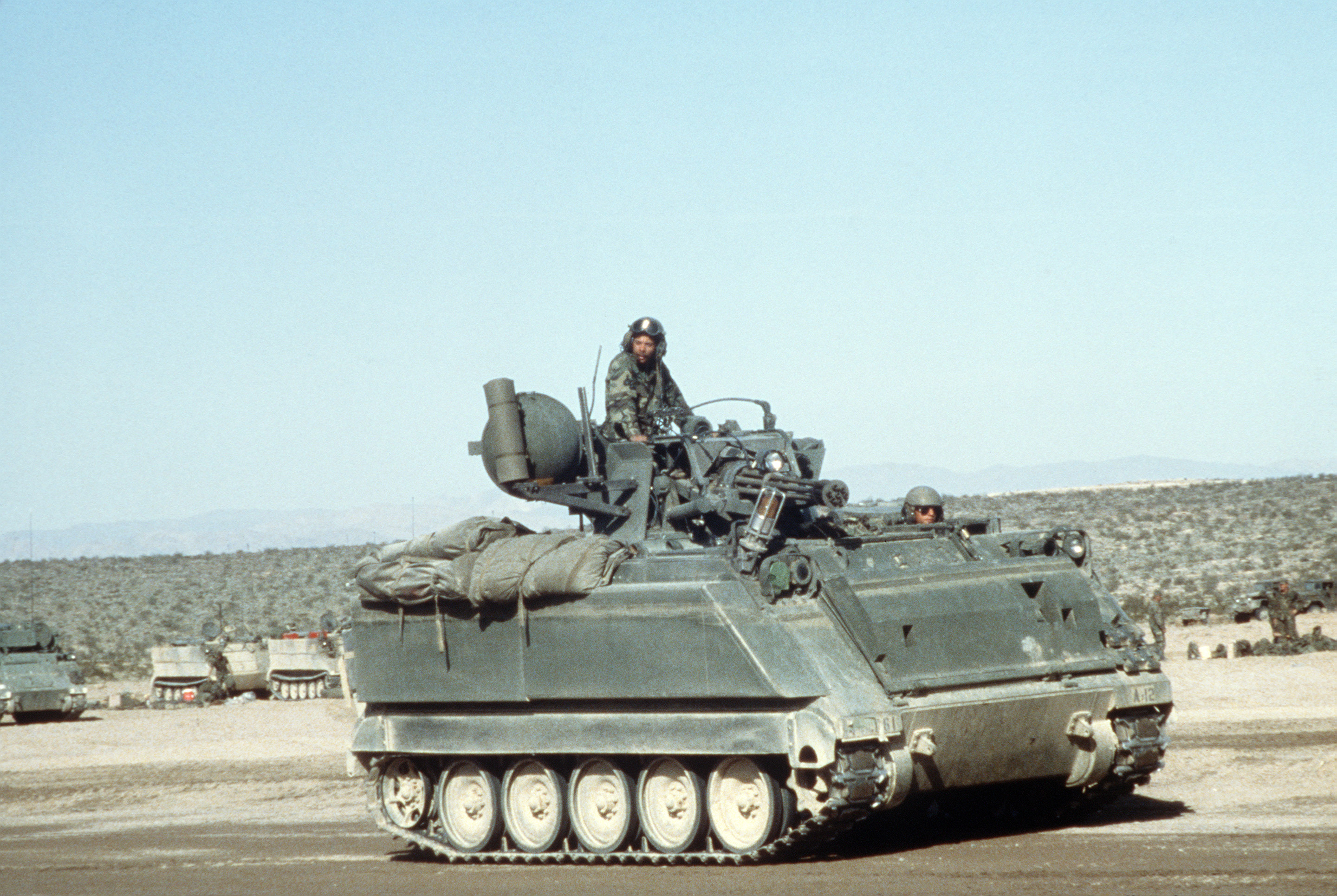
M163 Vulcan
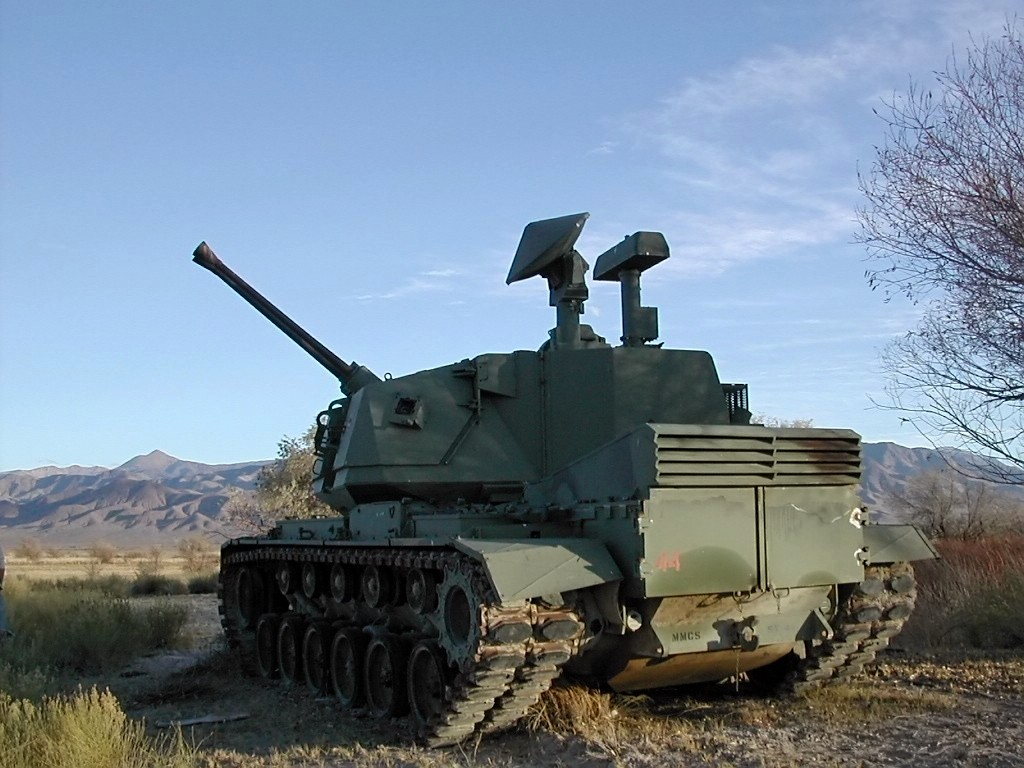
M247 Sergeant York
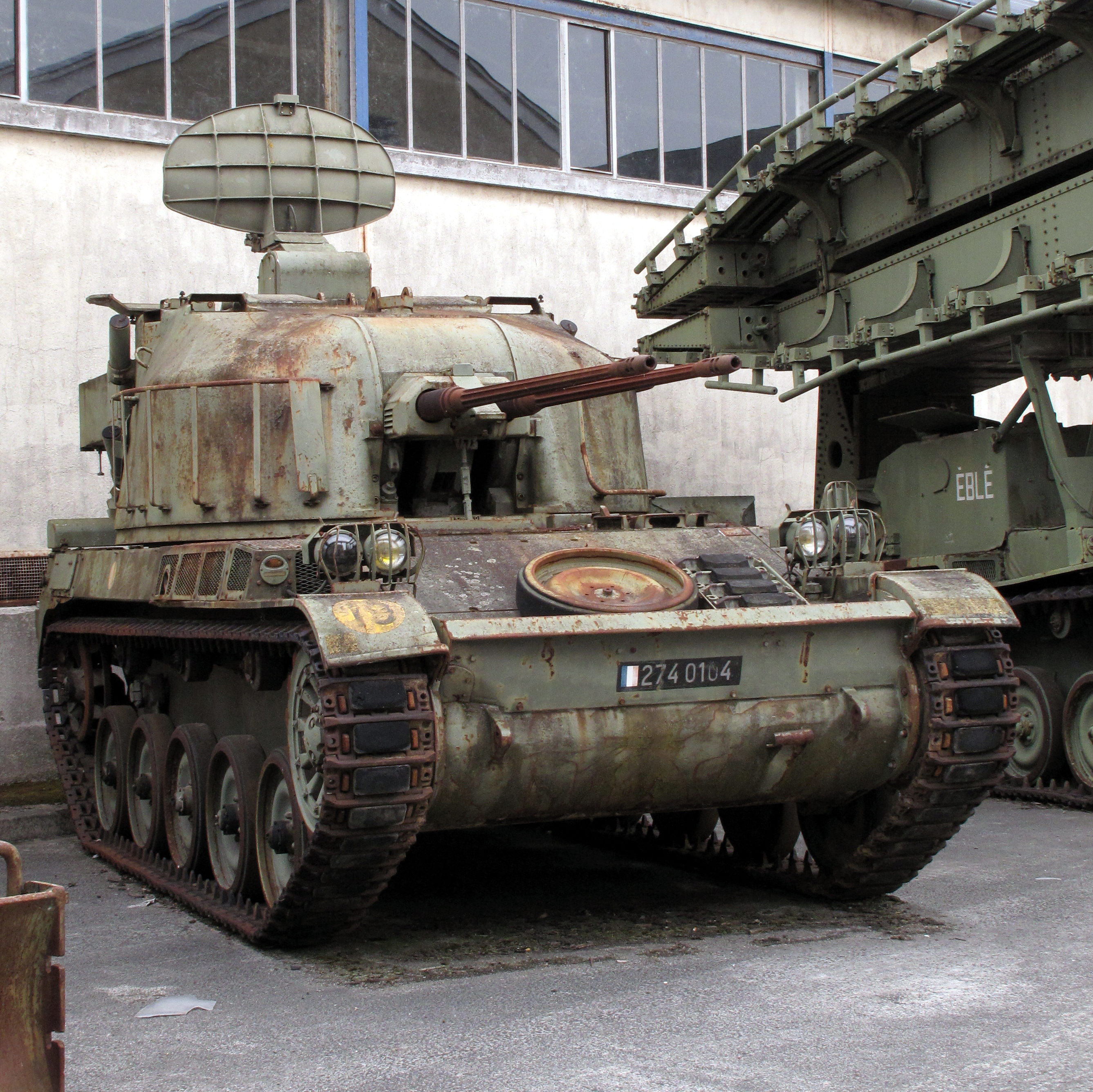
AMX-13 CDA
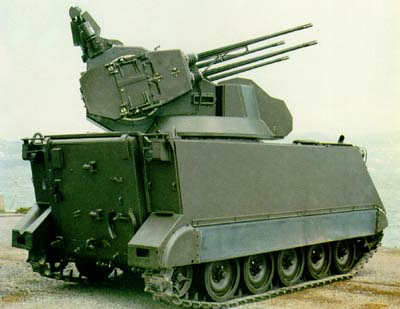
SIDAM
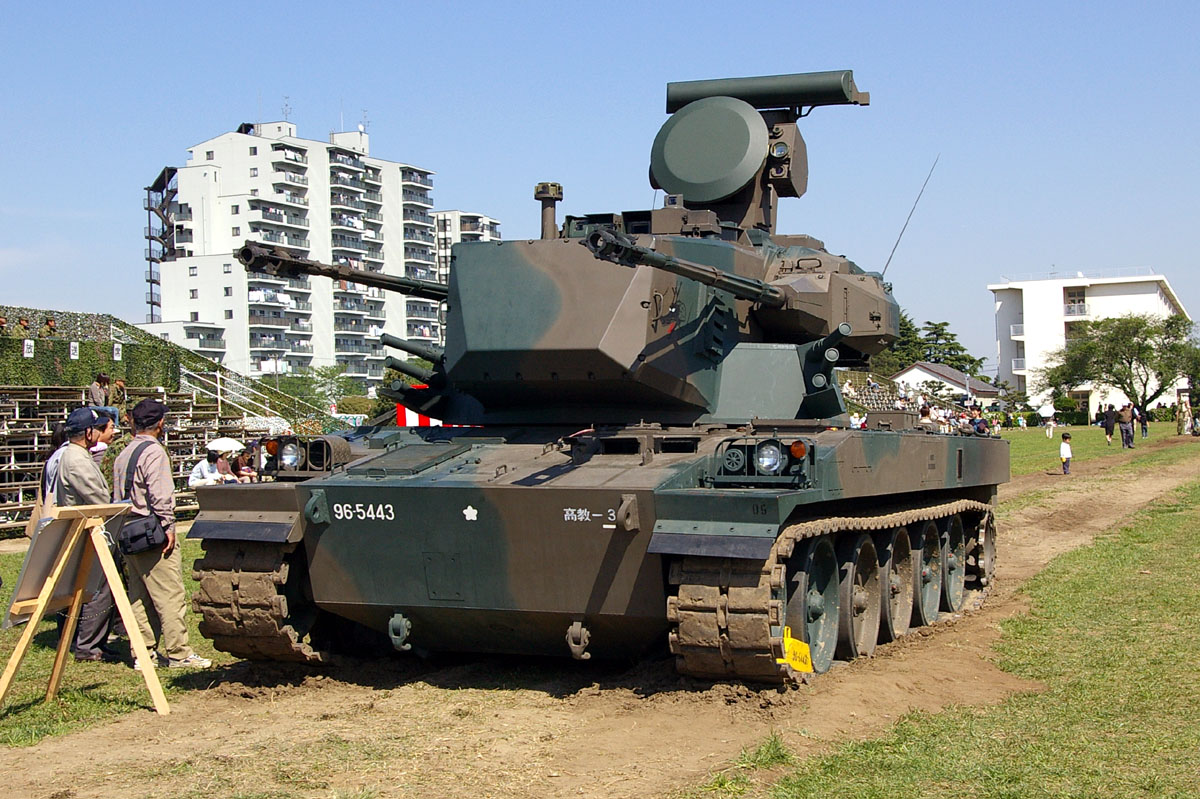
Typ 87

#### Flugabwehrraketenpanzer

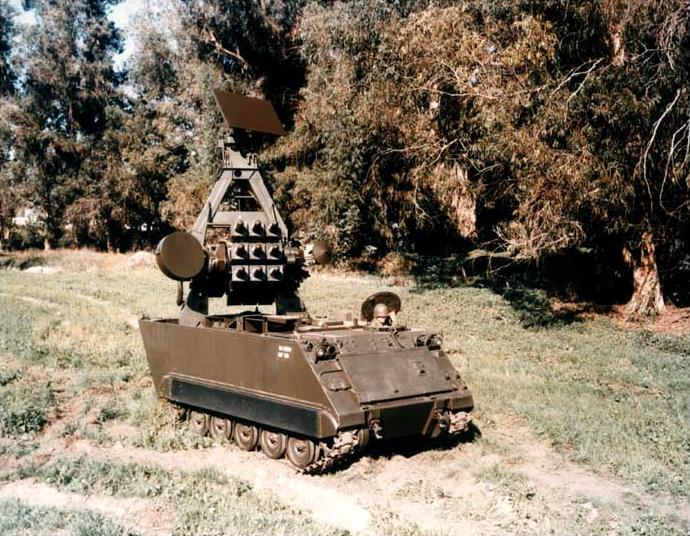
MIM-46 Mauler

Am Ende der 1950er Jahre ermöglichte die sich entwickelnde Elektronik den Bau mobiler Flugabwehrraketensysteme. Beispiele sind die US-amerikanische MIM-23 HAWK und die sowjetischen Fla-Raketensysteme 2K11 Krug und 2K12 Kub. Bei den in der Sowjetunion entwickelten Systemen wurden leicht gepanzerte Kettenfahrgestelle genutzt, die der Besatzung neben dem Feuer vor Handwaffen und Splittern auch vor bakteriologischen und chemischen Kampfstoffen sowie radioaktivem Niederschlag schützen. Um Flakpanzer im eigentlichen Sinne handelt es sich hier jedoch nicht, da Aufklärungs-, Führungs- und Wirkmittel auf mehrere Fahrzeuge verteilt waren. Auch das 1966 eingeführte System Crotale nutzte ursprünglich noch mehrere Fahrzeuge für die unterschiedlichen Komponenten des Systems.
Das erste sowjetische System, bei dem alle Komponenten auf einem Fahrzeug vereinigt werden konnten, war der Fla-Raketenkomplex 9K33 Osa, dessen Entwicklung vom amerikanischen MIM-46 Mauler initiiert wurde. Während die Entwicklung des MIM-46 wegen technischer Probleme eingestellt wurde, wurde die 9K33 in die Bewaffnung der Sowjetarmee übernommen und in zahlreiche Länder exportiert. Beide Waffensysteme besaßen bzw. besitzen ein Suchradar und damit die Möglichkeit zur eigenständigen elektronischen Aufklärung. Die Lenkung der Flugabwehrraketen erfolgt in beiden Fällen ebenfalls radargestützt. Auch der in den 1970er Jahren in deutsch-französischer Gemeinschaftsarbeit entwickelte Fla-Raketenpanzer Roland nutzt ein Radargerät zur Aufklärung und Lenkung des Flugkörpers. Neben verschiedenen Lkw wurden Chassis des Schützenpanzers Marder, des Kampfpanzers AMX-30 und der Panzerhaubitze M109 für die unterschiedlichen Ausführungen genutzt. Das britische System Tracked Rapier kombiniert Radar und acht Lenkflugkörper auf dem Fahrgestell M548, das auf Basis des M113 entstanden ist.
Ein anderer konzeptioneller Ansatz wurde mit der 1968 eingeführten 9K31 Strela-1 verfolgt. Hier wie auch beim Nachfolger 9K35 Strela-10 kommen infrarotgelenkte Flugabwehrraketen zum Einsatz. Nachteilig war bei beiden Fahrzeugen die nicht oder nur eingeschränkt vorhandene Möglichkeit zur elektronischen Aufklärung. Den gleichen konzeptionellen Ansatz verfolgen die 1968 in Dienst gestellte MIM-72 Chaparral.
Beide Ansätze wiesen unterschiedliche Vor- und Nachteile auf. Infrarotgelenkte Systeme sind kompakter gebaut und damit mobiler, weitgehend gegen elektronische Gegenmaßnahmen geschützt und weniger komplex, was Entwicklungs- und Beschaffungskosten reduziert. Nachteilig ist die eingeschränkte Fähigkeit zur Aufklärung und die relativ geringe Reichweite. Radargeführte Flugabwehrraketensysteme haben demgegenüber eine größere Reichweite und sind bei Tag und Nacht einsetzbar.

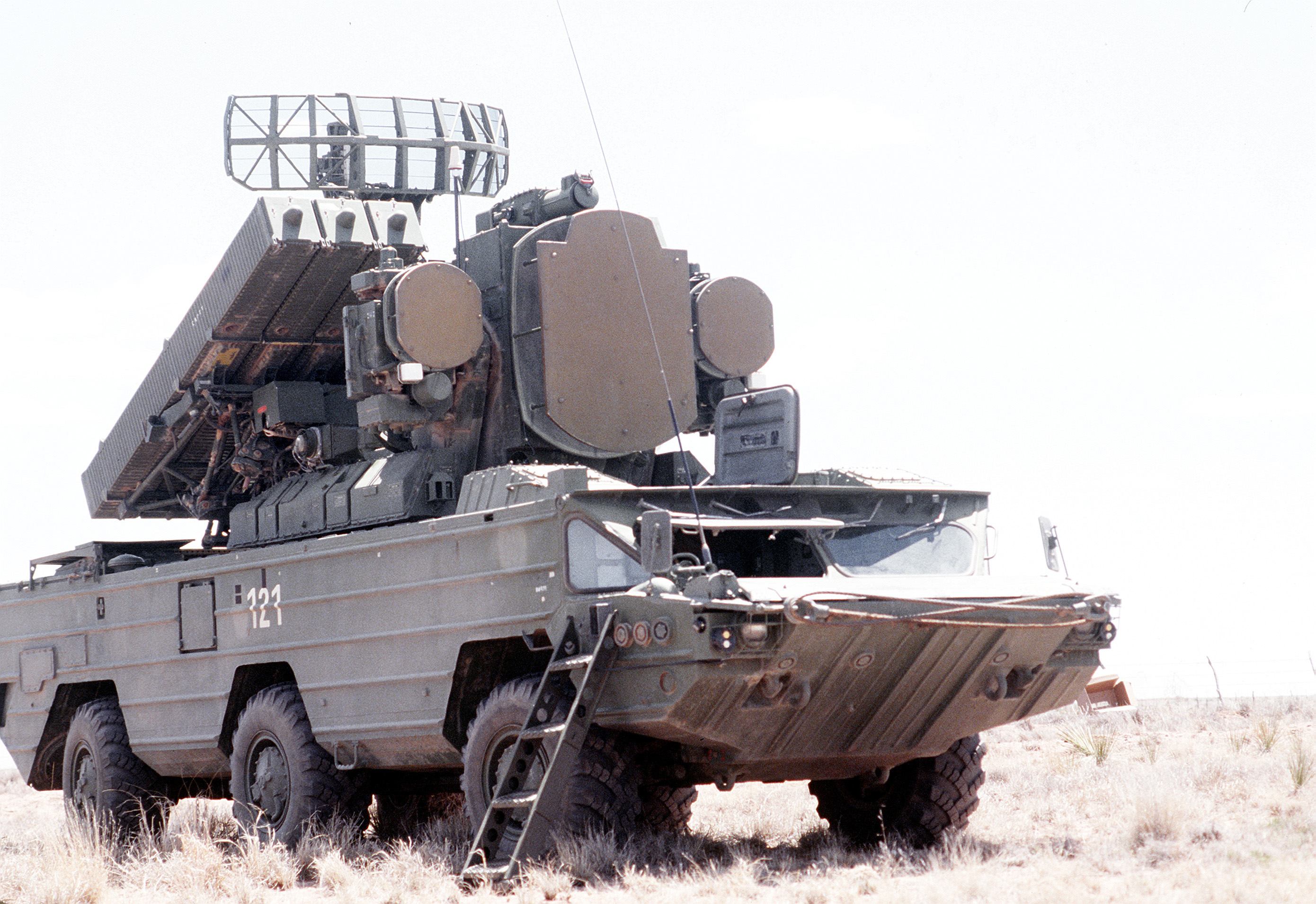
Start- und Leitstation 9A33 des Fla-Raketenkomplexes 9K33
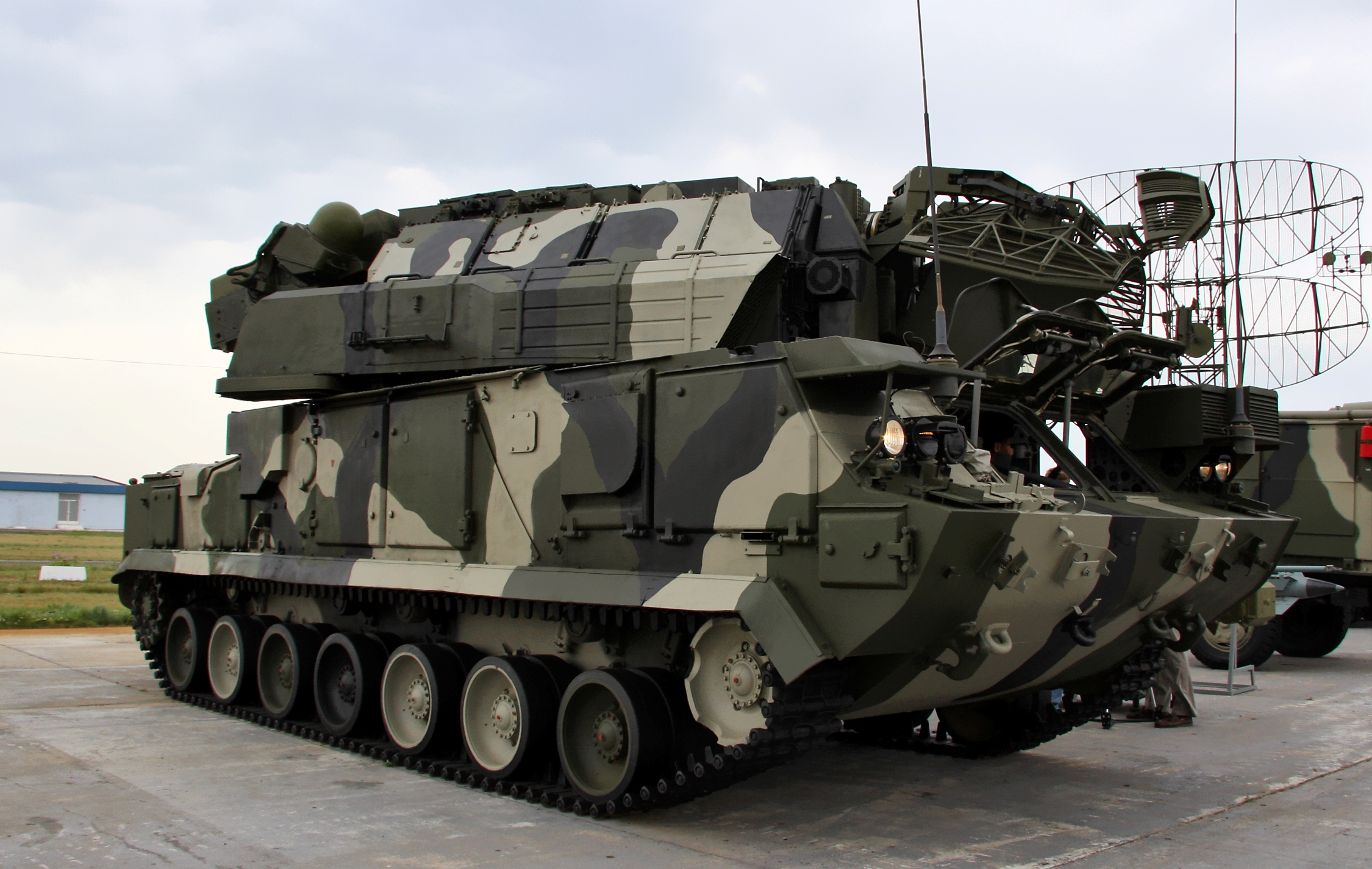
Start- und Leitstation 9A330 des Fla-Raketenkomplexes Tor-M1
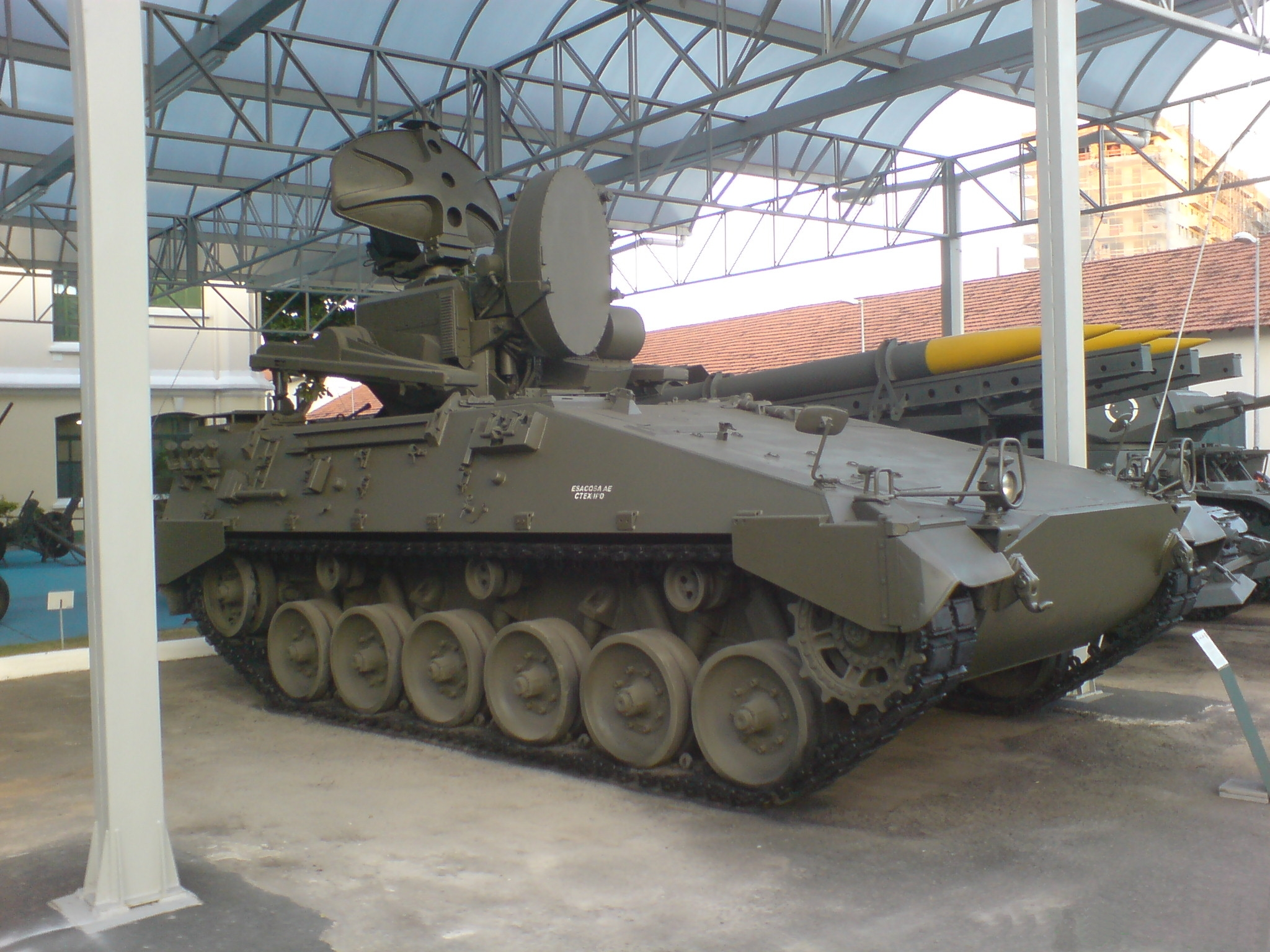
Roland auf Fahrgestell Spz Marder
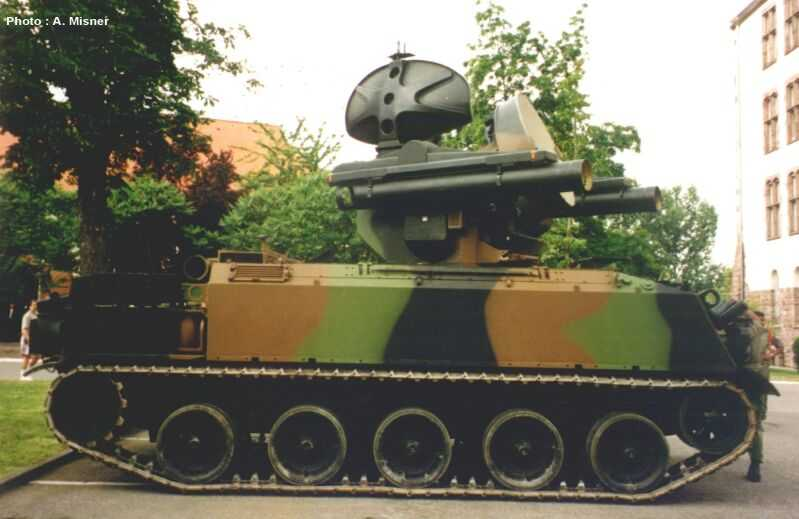
Roland auf Fahrgestell des AMX-30
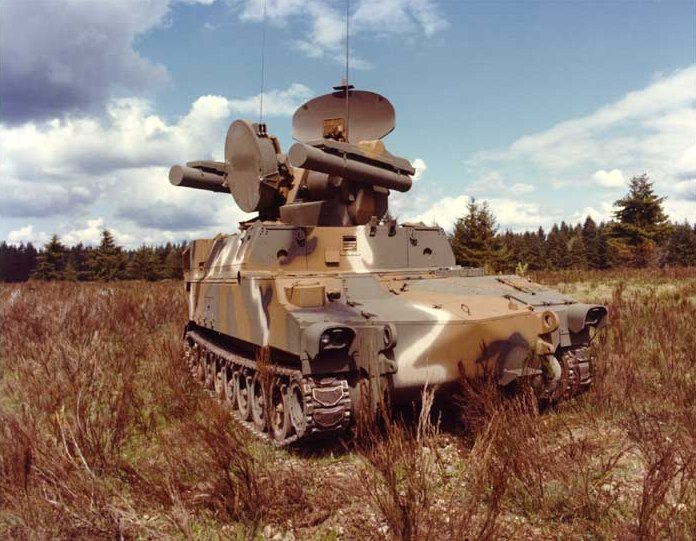
Roland auf Fahrgestell M109
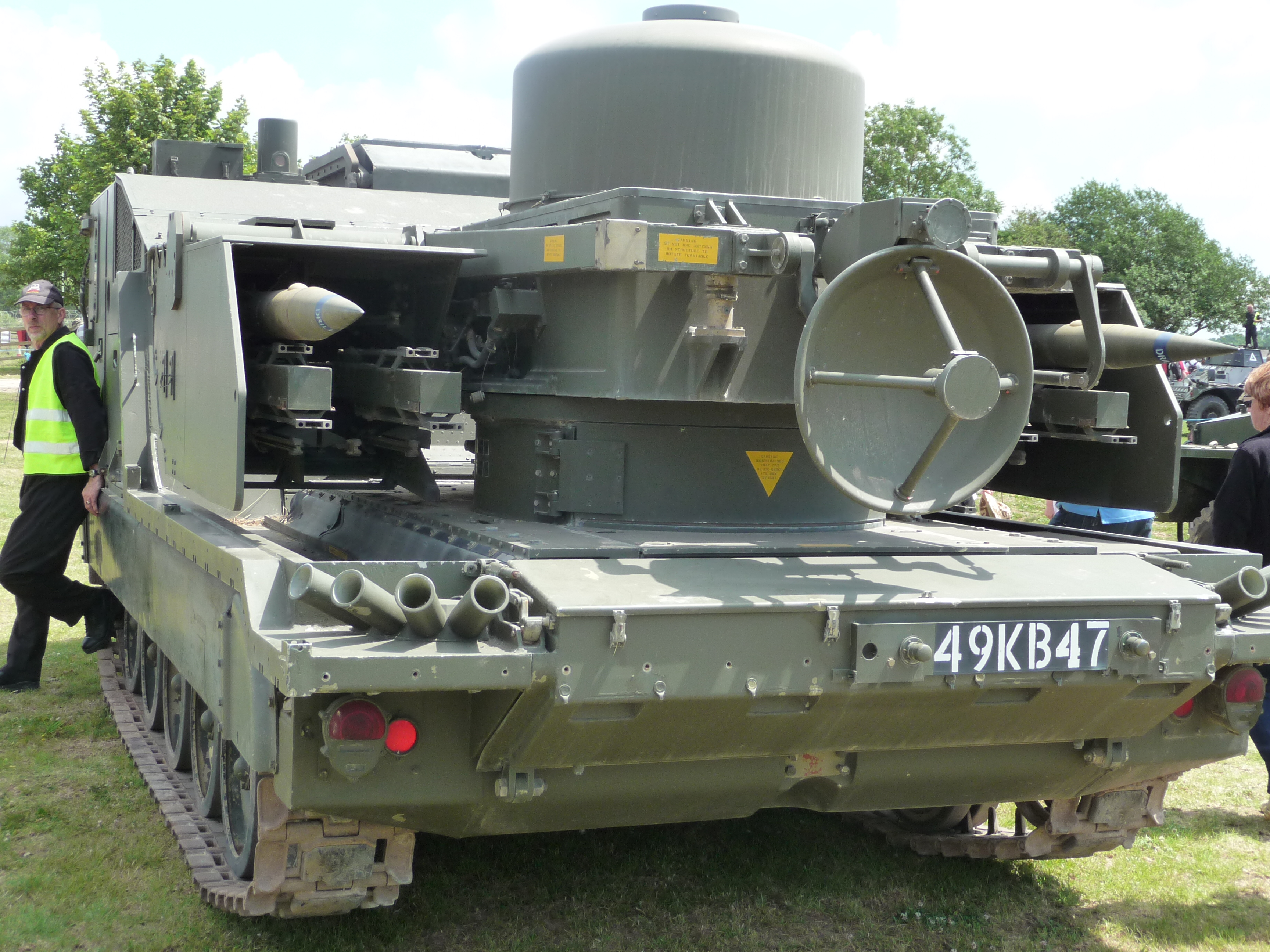
Tracked Rapier
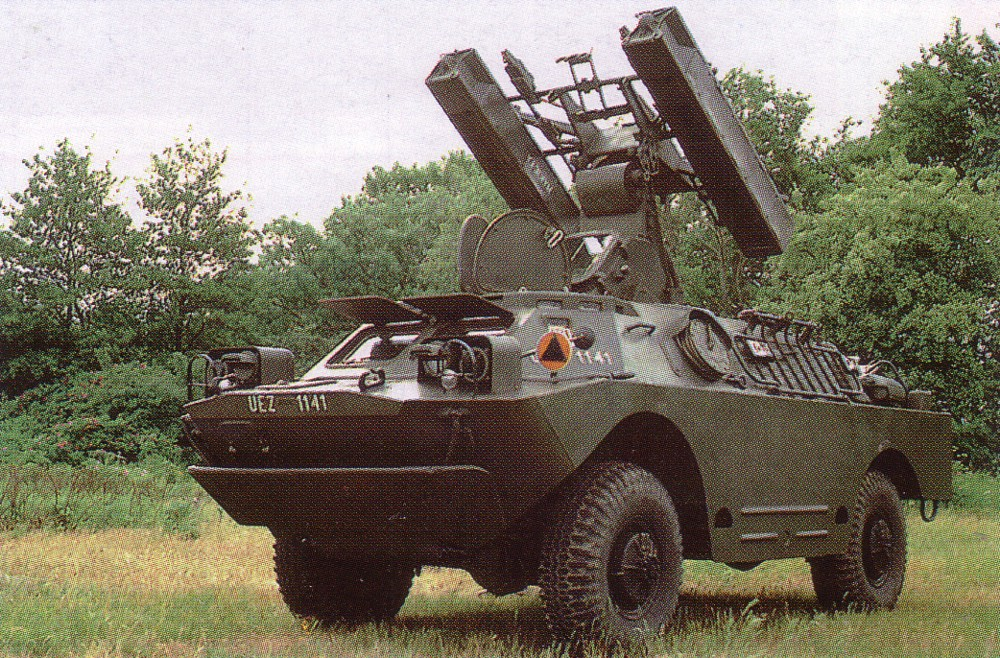
Startfahrzeug 9P31 des Fla-Raketenkomplexes 9K31 Strela 1
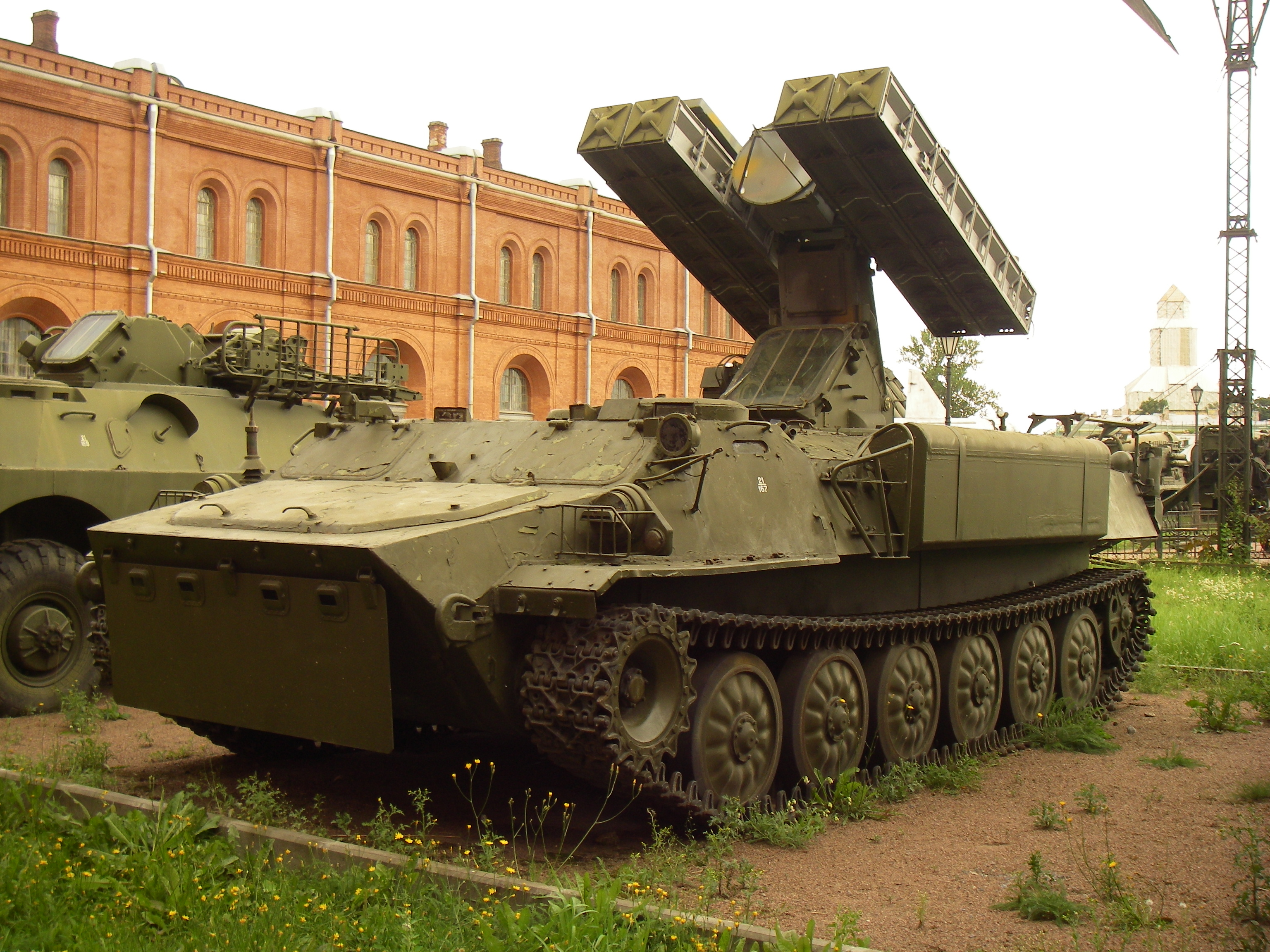
Startfahrzeug 9A35 des Fla-Raketenkomplexes 9K35 Strela 10
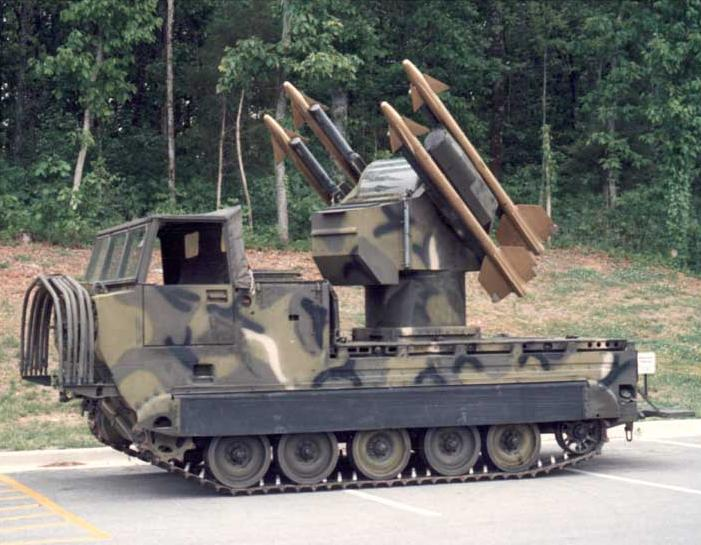
MIM-72 Chaparral

#### Gemischte Systeme

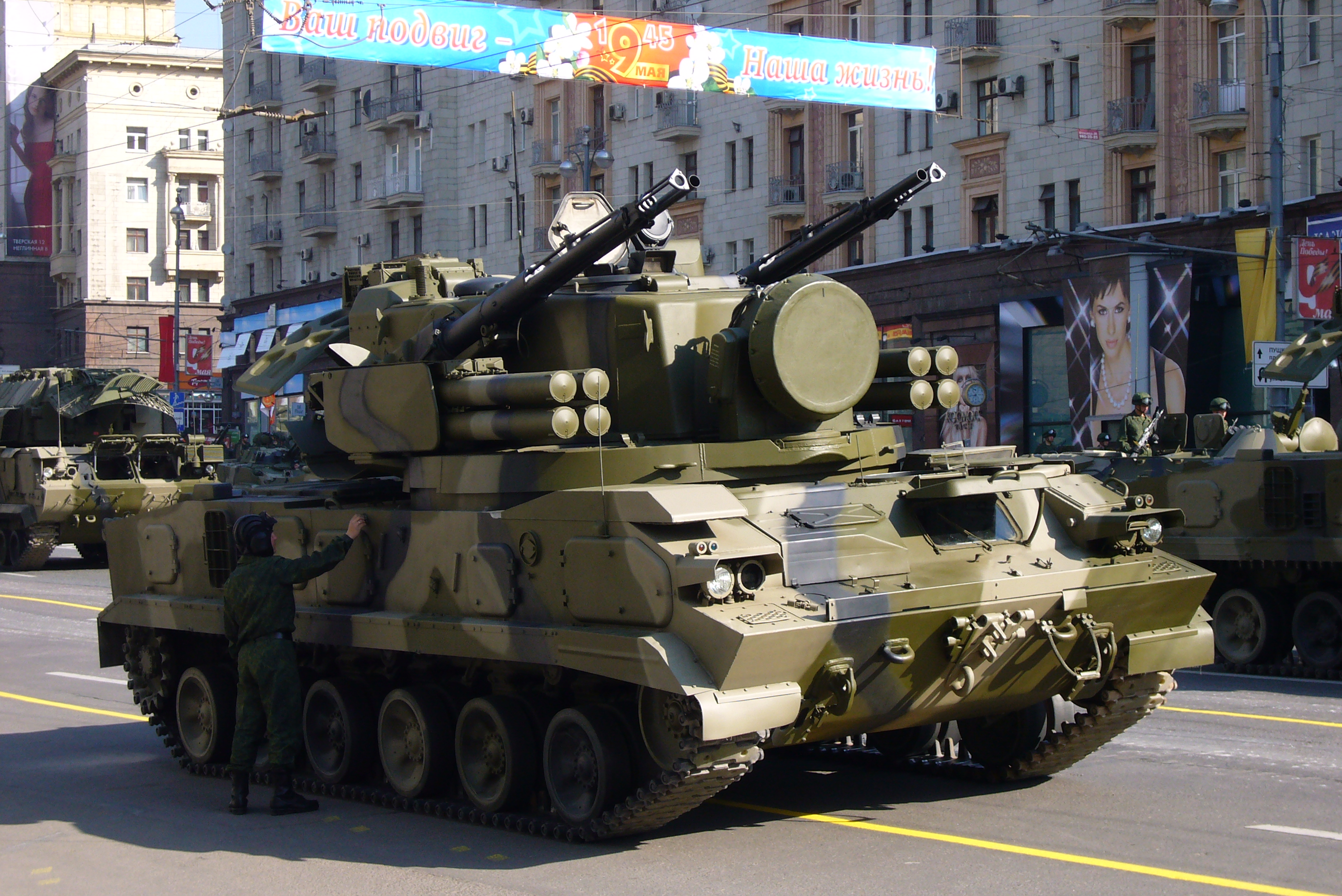
Tunguska M-1

Bereits in den 1970er Jahren wurden beim Einsatz in der Sowjetarmee die unterschiedlichen Vor- und Nachteile der eingeführten Flugabwehrkanonen- und Flugabwehrraketenpanzer deutlich. Die ZSU-23-4 konnte mit ihrem Radargerät eigenständig aufklären und war bei Tag und Nacht einsetzbar. Nachteilig waren Reichweite und im Laufe der Zeit auch die Waffenwirkung der 23-mm-Kanonen. Die 9K31 Strela 1 hatte eine höhere Reichweite, besaß aber keine Aufklärungsmittel und konnte bei Nacht und bei Tag unter bestimmten Bedingungen nicht eingesetzt werden. Beim Einsatz gegen die in den 1980er Jahren aufkommenden Marschflugkörper war die Trefferwahrscheinlichkeit bei beiden System gering, jedoch konnte mit der ZSU-23-4 Sperrfeuer geschossen werden. Die Bemühungen, die vorhandenen Nachteile zu kompensieren, führten in der Sowjetarmee und verbündeten Streitkräften zunächst zur Umstrukturierung der Fla-Artilleriebatterien zu Flaraketen-Artilleriebatterien, bei denen die ZSU-23-4 und die 9K31 Strela 1, später die 9K35 Strela 10, gemischt eingesetzt wurden.
Letztlich führte dies zur Entwicklung der 2K22 Tunguska, bei der zwei 30-mm-Kanonen 2A38, acht Startvorrichtungen für radargesteuerte Raketen 9M311, ein Suchradar und ein Feuerleitradar auf einem Fahrzeug vereinigt wurden. Das Waffensystem wurde 1982 in Dienst gestellt und blieb bis zum Ende der 1980er Jahre weltweit das einzige Fahrzeug seiner Art.

### Entwicklung ab 1990

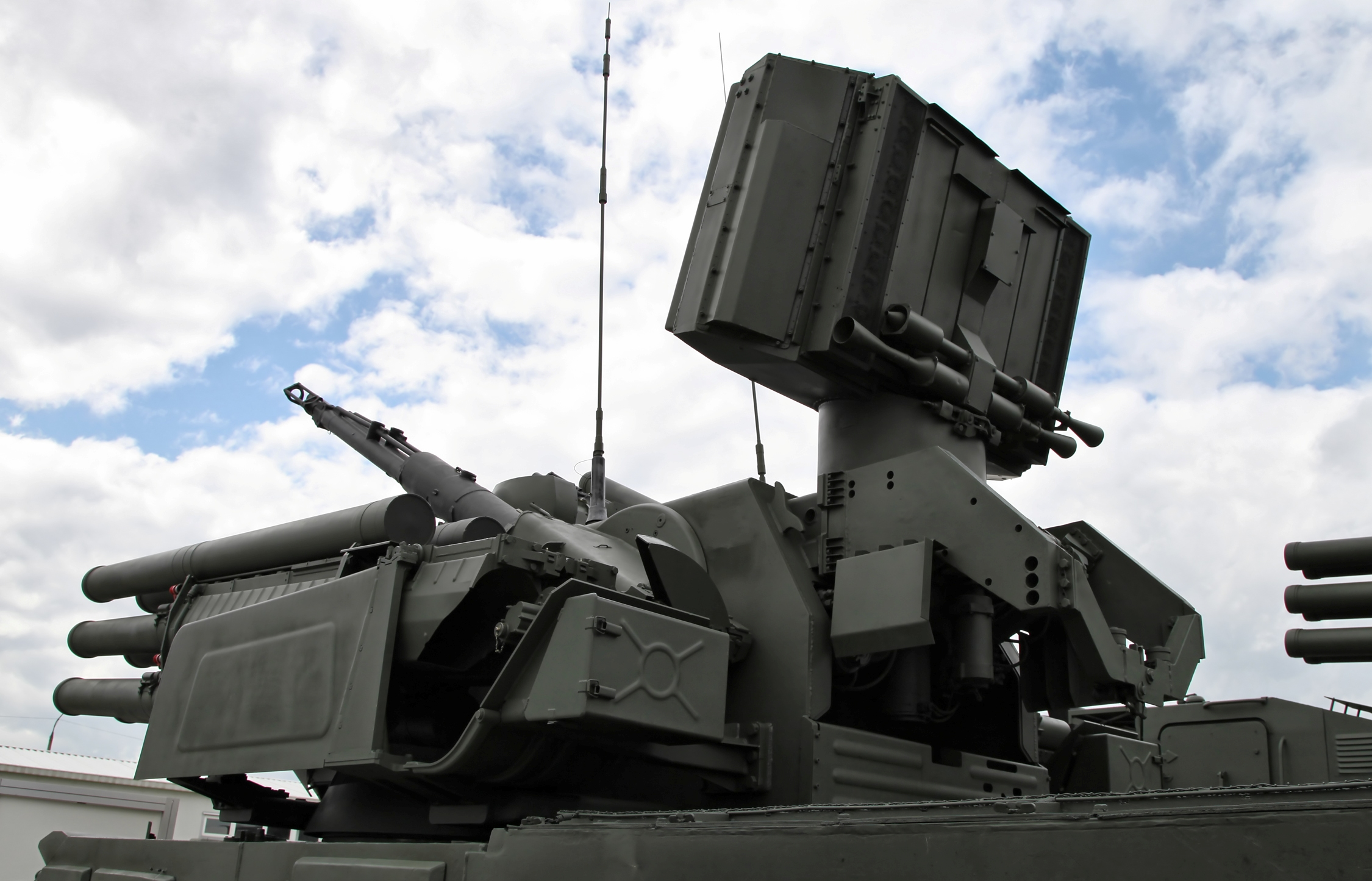
Waffenanlage und Antenne des Radargerätes der Panzir S-1

Ab den 1990er Jahren nahmen die Konflikte asymmetrisch kämpfender Gegner an Bedeutung zu. Demgegenüber trat die Bekämpfung von Flugzeugen, Hubschraubern und Marschflugkörpern zurück. Dies führte weltweit zur Reduzierung der Rolle der Flugabwehrpanzer. Neu eingeführte Systeme gehen im Wesentlichen auf Entwicklungen aus der Zeit des Kalten Krieges zurück oder stellen Weiterentwicklungen eingeführter Systeme dar. Neuentwicklungen wie ADATS wurden teilweise nicht mehr eingeführt, Beschaffungen reduziert und die Anzahl der in Dienst stehenden Flugabwehrpanzer drastisch vermindert. Die Bundeswehr löste schließlich 2012 die Heeresflugabwehrtruppe vollständig auf. Konzeptionell neue Ansätze wie das Medium Extended Air Defense System entfernen sich zunehmend vom Konzept des autonom einsetzbaren, geschützten Flugabwehrpanzers, wurden nachhaltig verzögert und befinden sich noch weit vor einer eventuellen Realisierung.
Insgesamt zeichnet sich die Tendenz ab, Flugabwehrsysteme auf ungepanzerten Fahrzeugen zu installieren. Derartige Waffensysteme sind leichter, weniger kostenintensiv, auf dem Gefechtsfeld ausreichend beweglich und können besser im Lufttransport verlegt werden. So wird das System 96K6 Panzir auf verschiedenen Lkw-Fahrgestellen produziert. Auch für den Schutz von Einrichtungen und Objekten gegen Bedrohungen aus der Luft wird zunehmend auf geschützte Fahrzeuge verzichtet, das Nächstbereichschutzsystem MANTIS ist beispielsweise ein stationäres System.

#### Flugabwehrkanonenpanzer
Konzeptionell wurden die während des Kalten Krieges verfolgten Entwicklungslinien fortgeführt. Bei dem südkoreanischen K30 Biho, dem britischen Marksman und dem polnischen PZA Loara handelt es sich um Flugabwehrkanonenpanzer, die sich konzeptionell eng an den Flakpanzer Gepard anlehnen. Das israelische Derivat Machbet der M163 Vulcan verwendet wie das Original eine 20-mm-Gatling-Kanone, während beim schwedischen CV 9040AAV eine 40-mm-Kanone zum Einsatz kommt. Der chinesische PGZ95 ähnelt wieder dem Gepard, besitzt allerdings vier 25-mm-Maschinenkanonen. Gemeinsam ist allen Fahrzeugen die Verwendung schnellfeuernder Maschinenkanonen sowie von Radar zur Aufklärung und Feuerleitung.

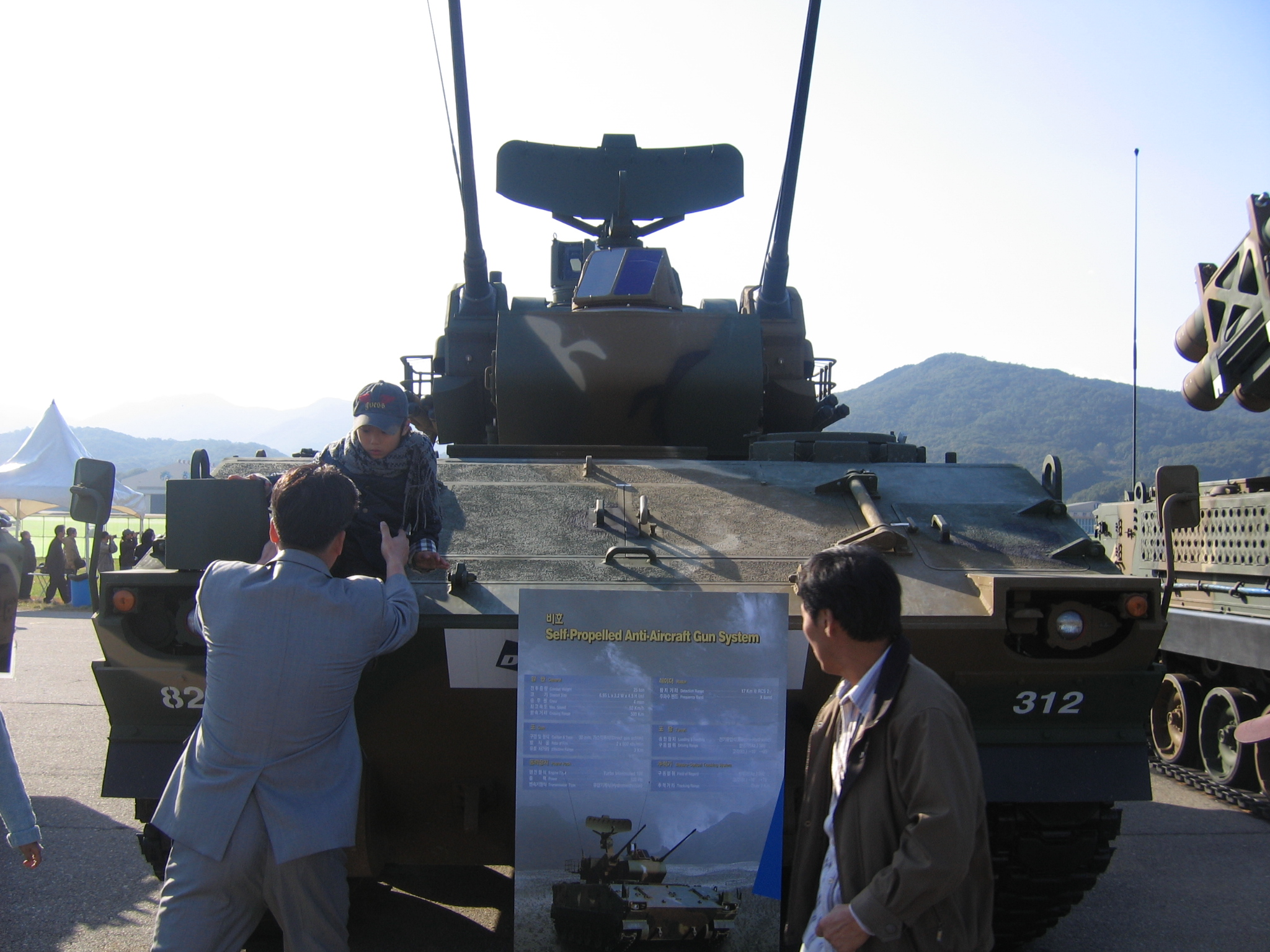
K30 Biho
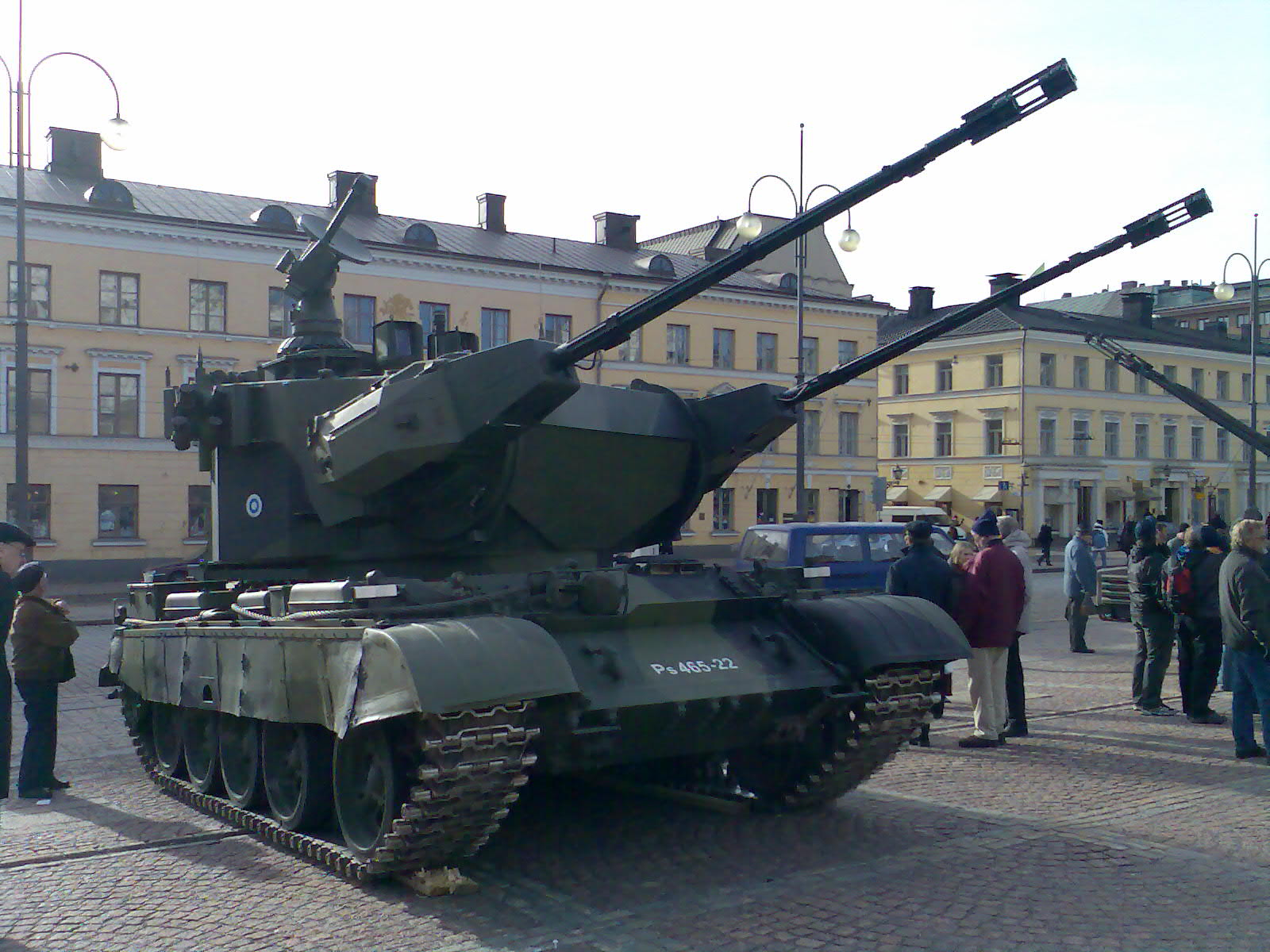
Marksman
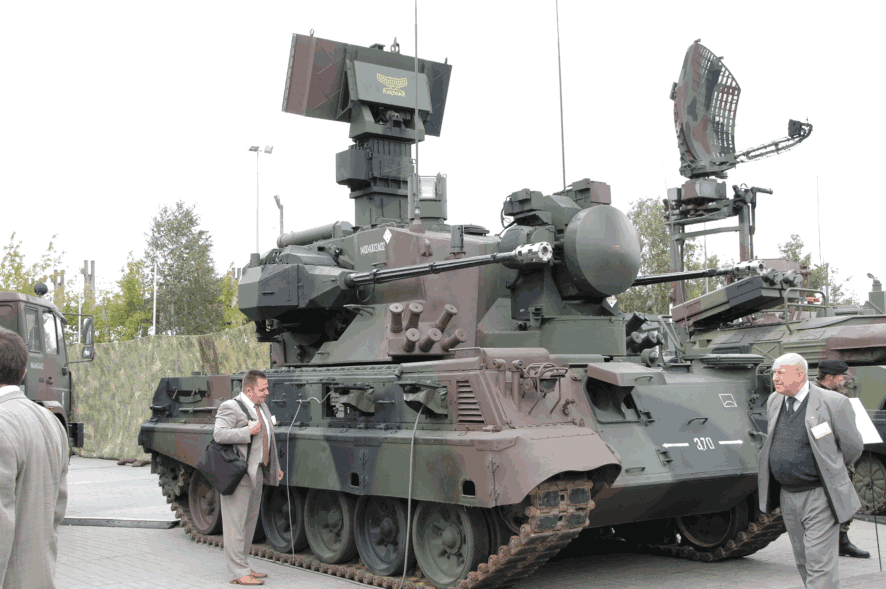
PZA Loara
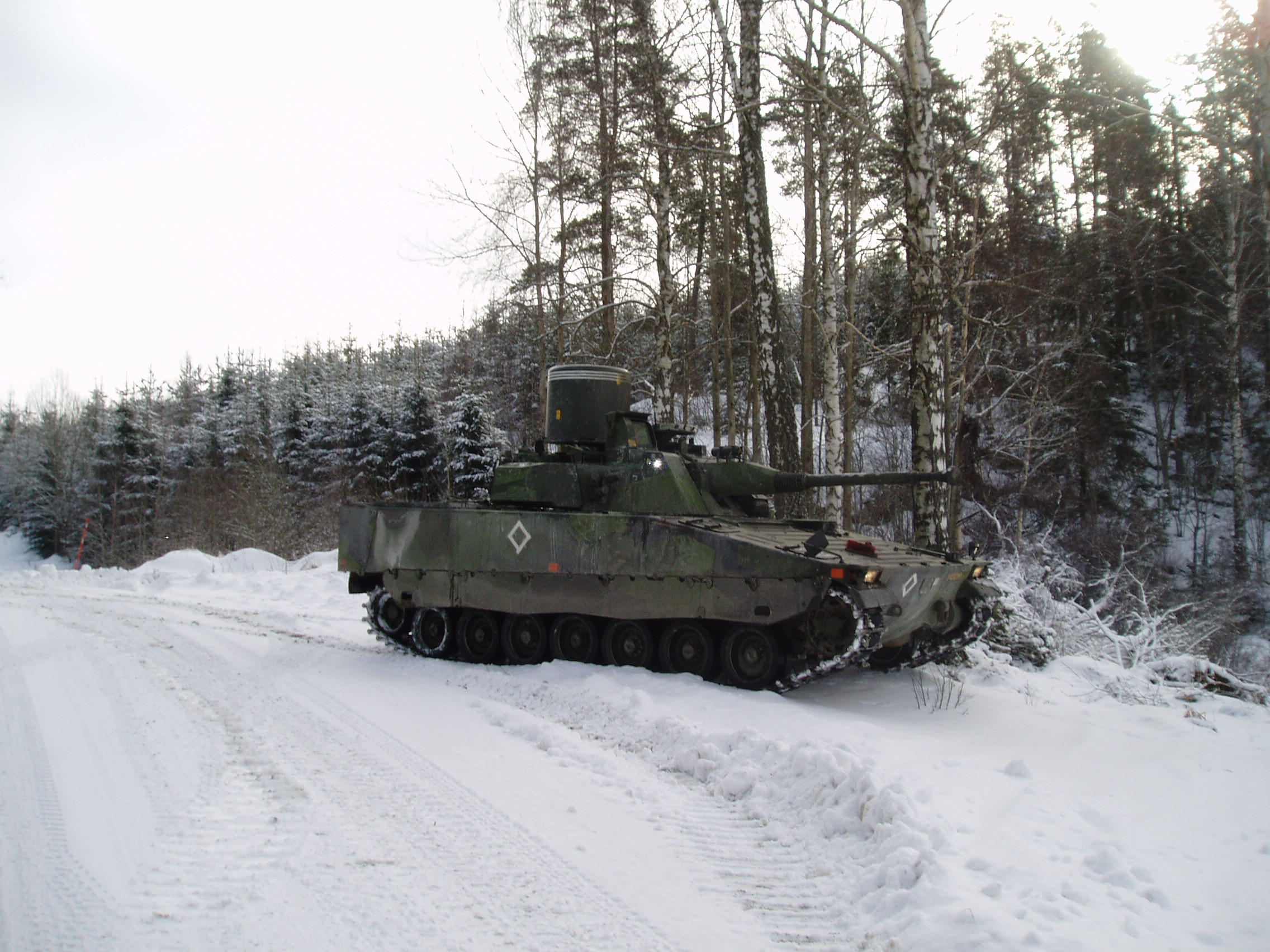
CV9040AAV
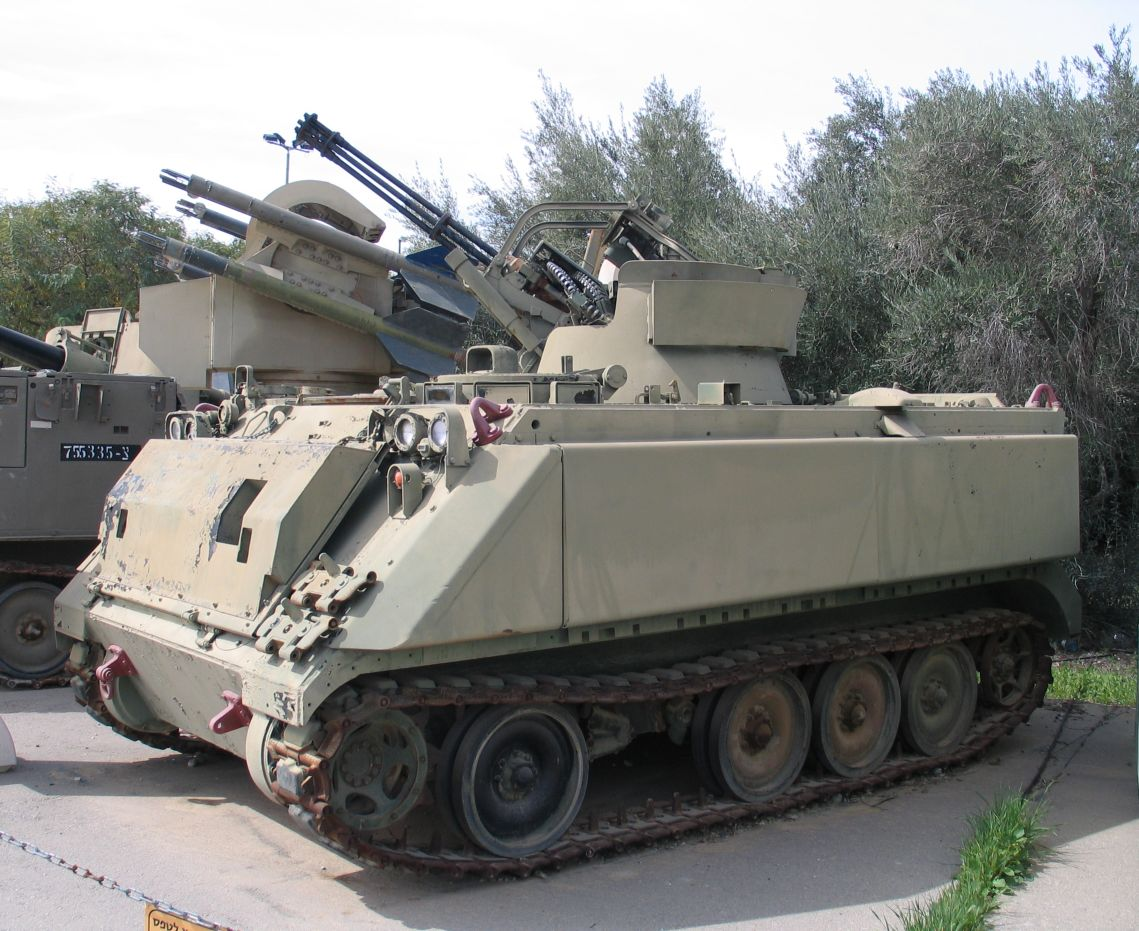
Machbet
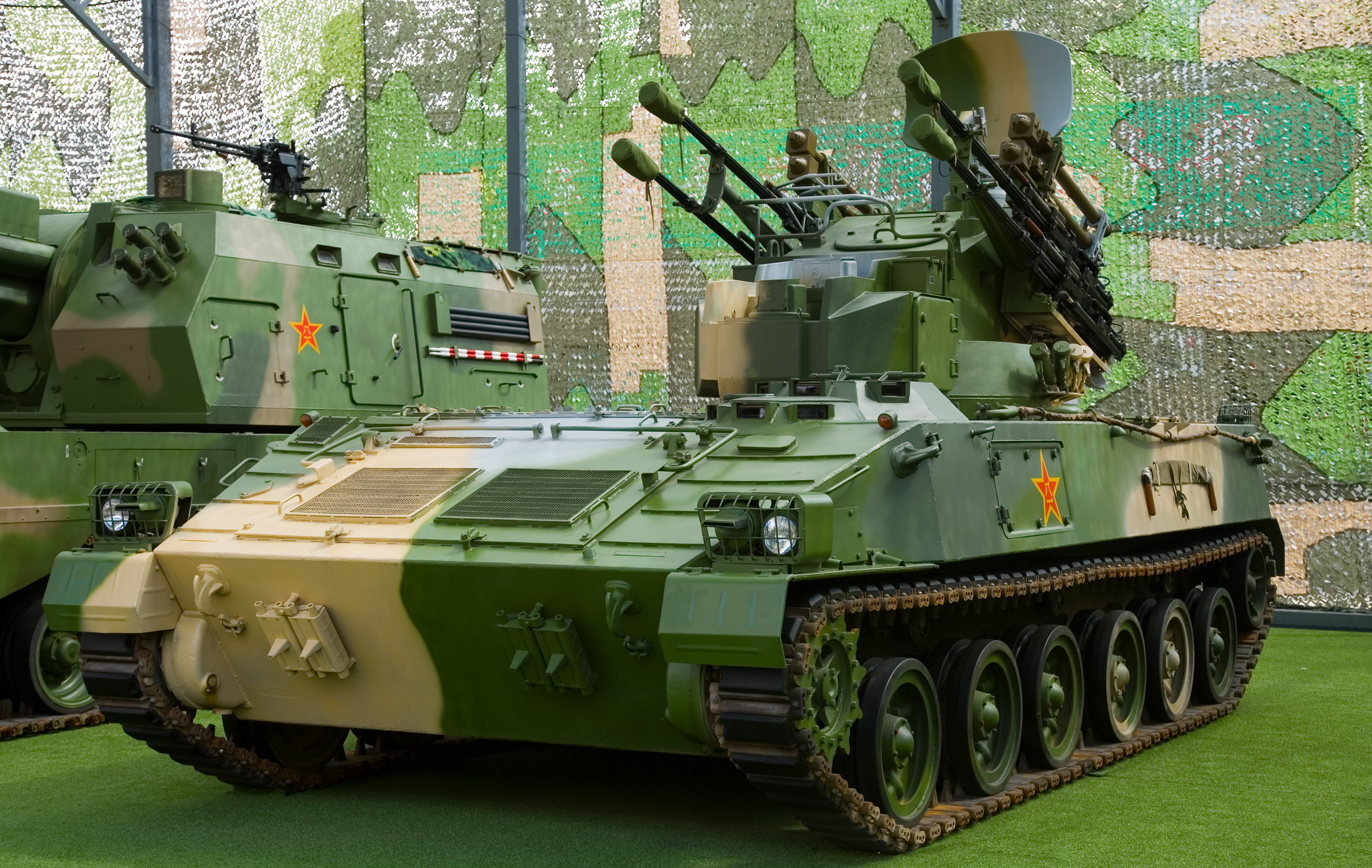
PGZ95

#### Flugabwehrraketenpanzer
Das Lenkwaffensystem ADATS nutzte lasergelenkte Flugkörper und ermöglichte Zielerfassung und -verfolgung mit Radar, TV, Infrarot (FLIR) oder Restlichtverstärker, wurde aber mangels Bedarf in den USA und der Schweiz nicht eingeführt, allerdings in geringen Stückzahlen von Kanada, Thailand und den Vereinigten Arabischen Emiraten beschafft. Andere Flugabwehrraketenpanzer wurden nicht mehr eingeführt, beim rumänischen CA-95 und dem kroatischen Strijela – 10CROA1 wurde die Waffenanlage der 9K35 Strela 10 lediglich auf ein neues Fahrgestell gesetzt.
Das Leichte Flugabwehr System (LeFlaSys) wurde ab 1992 entwickelt und 2001 in die Bundeswehr eingeführt. Aufklärungs- und Wirkmittel sind hier auf mehrere Fahrzeuge verteilt. Als Waffen werden FIM-92 Stinger oder 9K38 Igla eingesetzt. Mit dem Aufklärungs-, Führungs- und Feuerleitfahrzeug AFF ist das LeFlaSys mit einem 3-D-Luftraumüberwachungsradar HARD (Helicopter & Airplane Radio Detection Radar) der Firma Ericsson ausgerüstet, welches Flugziele bis zu einer Entfernung von 20 Kilometern und einer Höhe von 5000 Metern erfassen kann. Die Systemkomponenten werden über Funk miteinander zum Datenaustausch verbunden. Um einen Flugabwehrpanzer im klassischen Sinne handelt es sich bei diesen System jedoch nicht mehr.

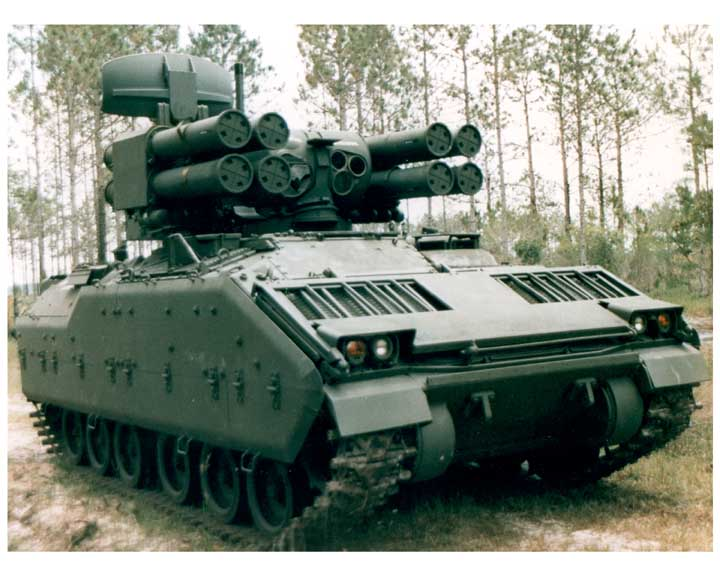
ADATS
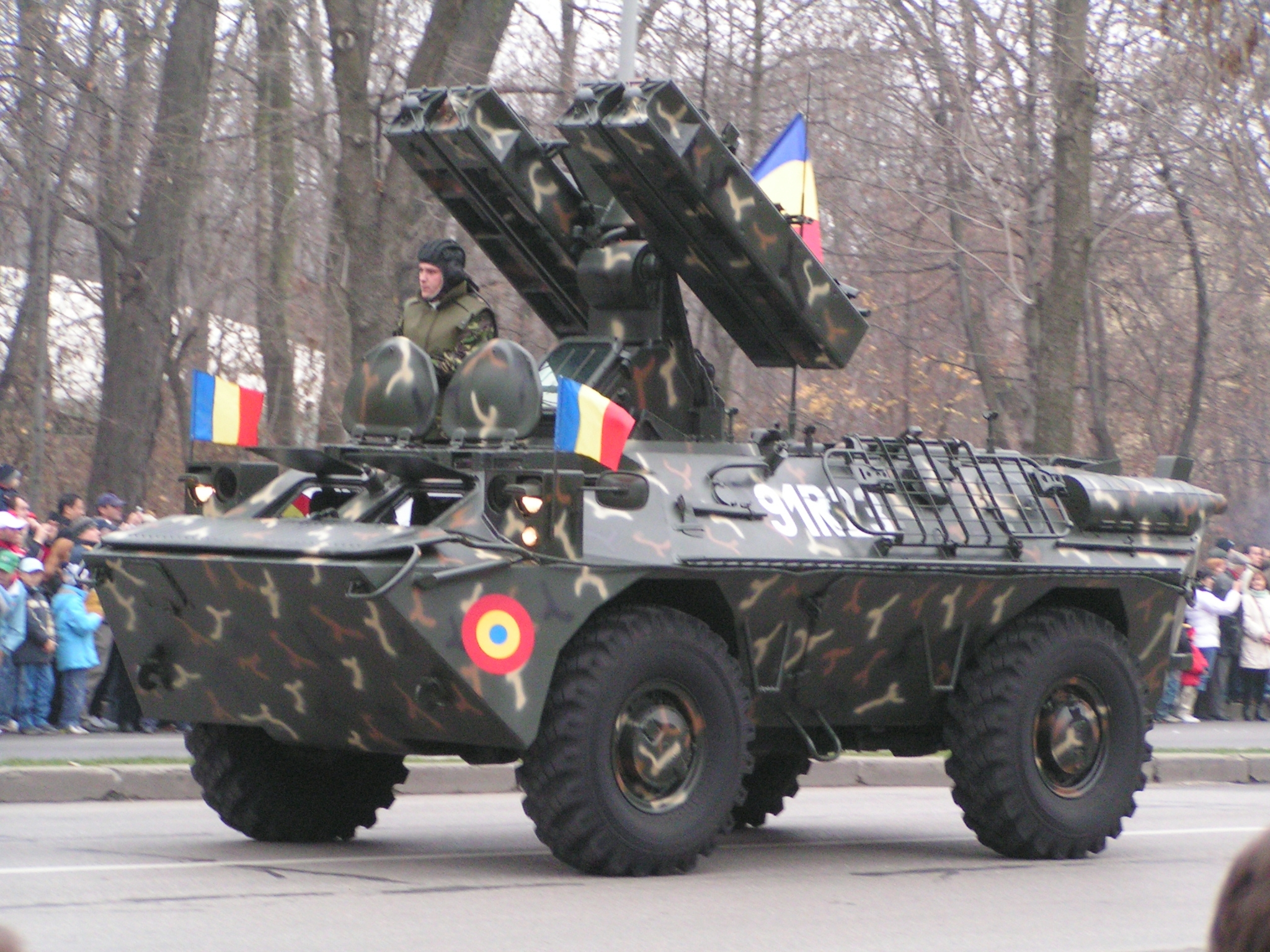
CA-95
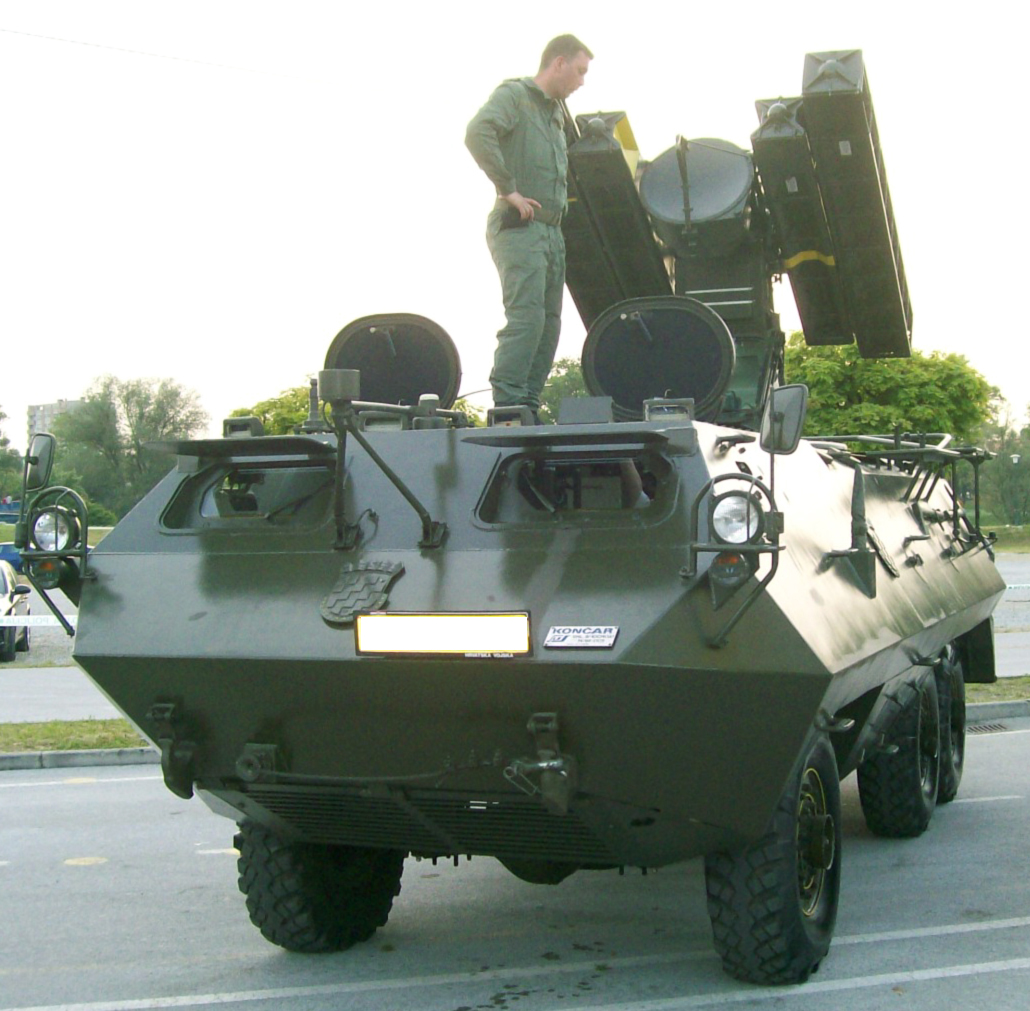
Strijela – 10CROA1
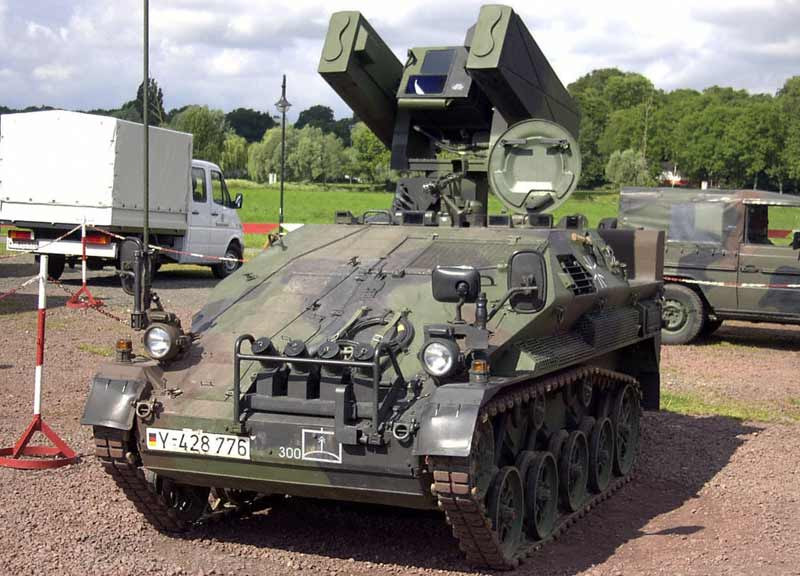
Waffenträger Ozelot des LeFlaSys
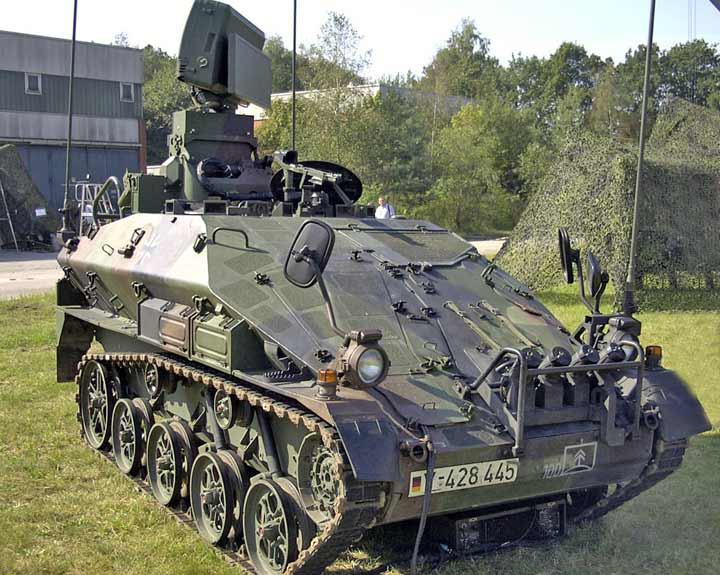
AFF des LeFlaSys

#### Gemischte Systeme
Bei den gemischten Flugabwehrpanzern zeichneten sich konzeptionell ebenfalls keine neuen Entwicklungen ab. Die polnische ZSU-23-4MP Biała ist eine tiefgreifende Modernisierung der ZSU-23-4. Neben den 23-mm-Kanonen kommen auch hier infrarotgelenkte Fla-Raketen Grom, ein Derivat der sowjetischen 9K38 Igla, zum Einsatz. Auf ein aktives Radarsystem wurde vollständig verzichtet, die Zielerfassung und -begleitung erfolgt rein optisch. Der Analogrechner wurde durch einen digitalen Computer ersetzt. Durch die Verwendung neuer Munition soll die Reichweite der 23-mm-Kanonen um 0,5 bis 1 km gesteigert worden sein. Polen beschafft ungefähr 70 Exemplare, da die mittlerweile produzierte PZA Loara zu kostenintensiv ist.
Der M6 Linebacker kombiniert die infrarotgelenkte FIM-92 Stinger mit einer 25-mm-Maschinenkanone. Die Zielerfassung erfolgt optisch und computergestützt.
Das russische System 96K6 Panzir ist der Nachfolger der Tunguska und ähnlich aufgebaut. Neben verschiedenen Lkw-Typen wird auch das Chassis GM352M1E (ГМ352М1Е) als Basisfahrzeug angeboten.
Eine komplette Neuentwicklung stellt das serbische PASARS-System dar. Es kombiniert infrarotgelenkte Wympel-R-3-Raketen mit einer 40-mm-Rohrwaffe. Als Basis dient ein 6×6-Radfahrzeug.

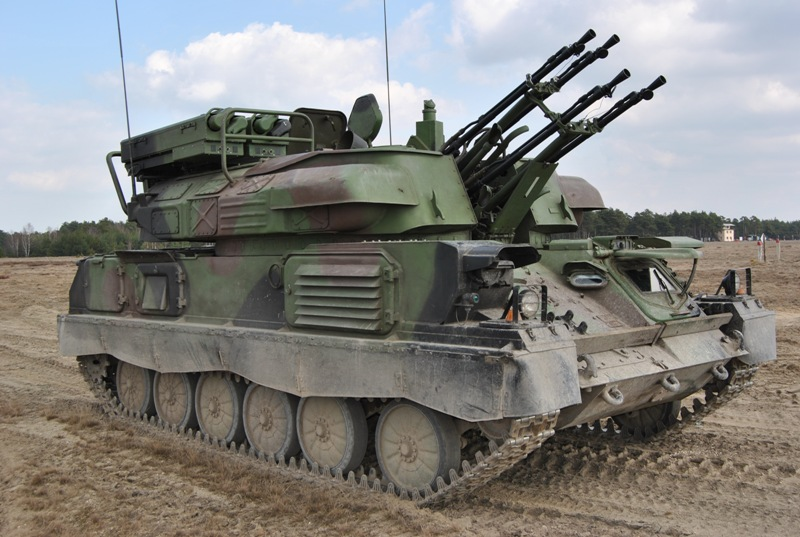
ZSU-23-4MP Biała
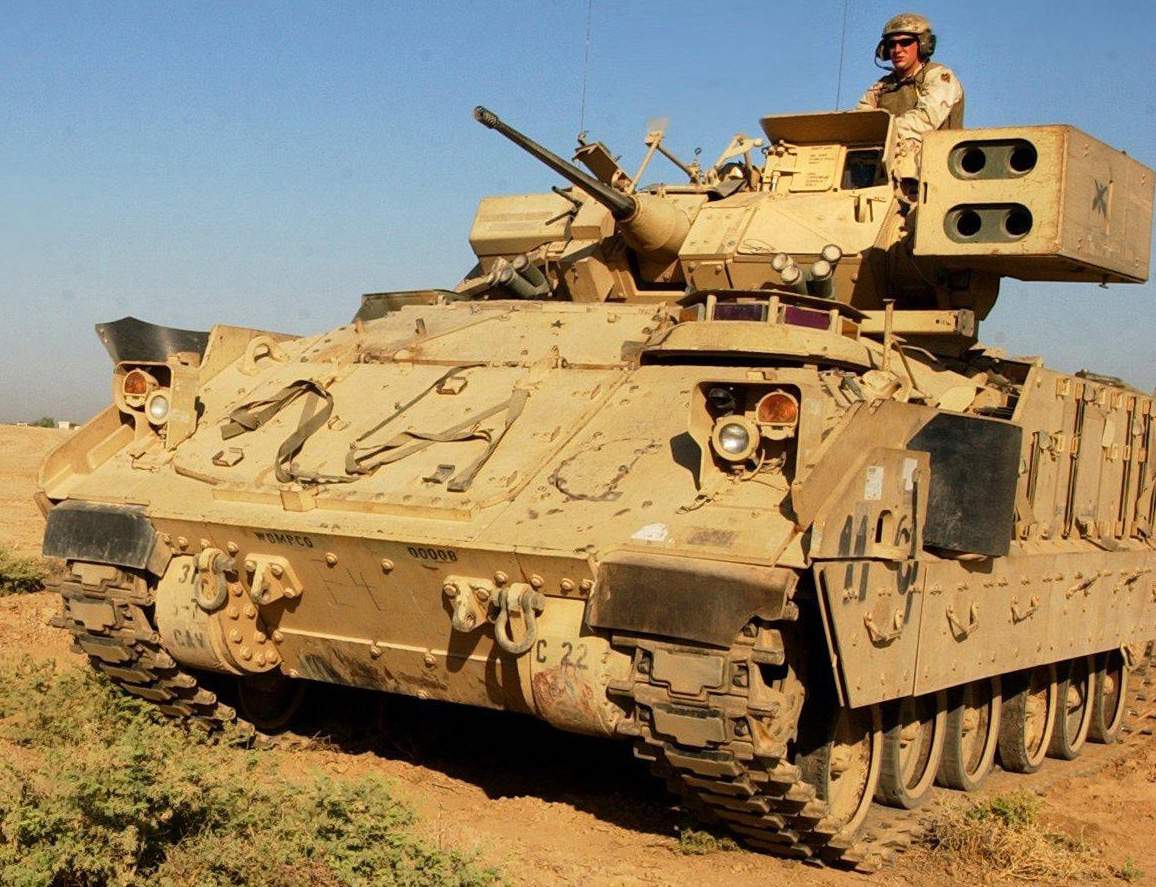
M6 Linebacker
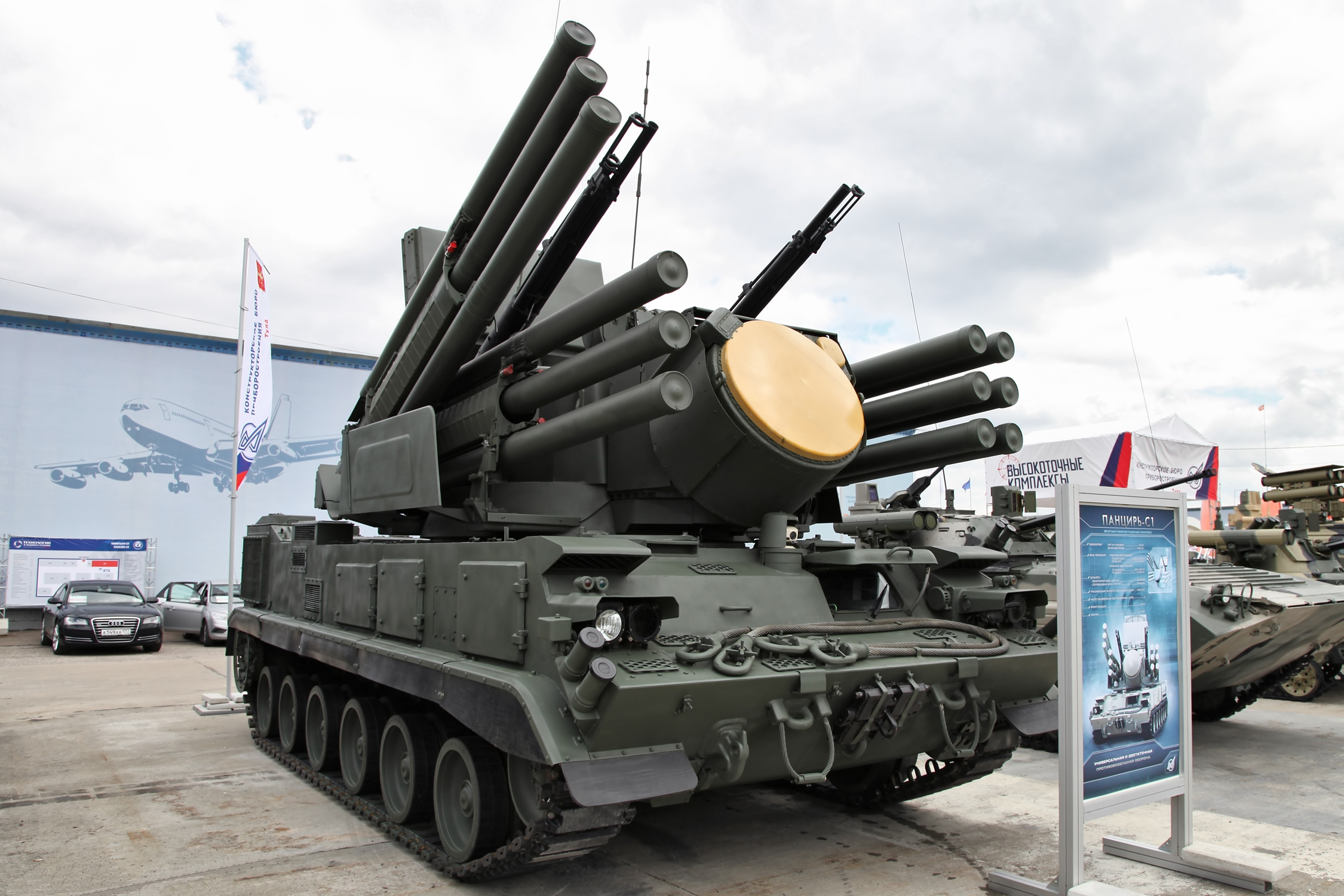
96K6 Panzir
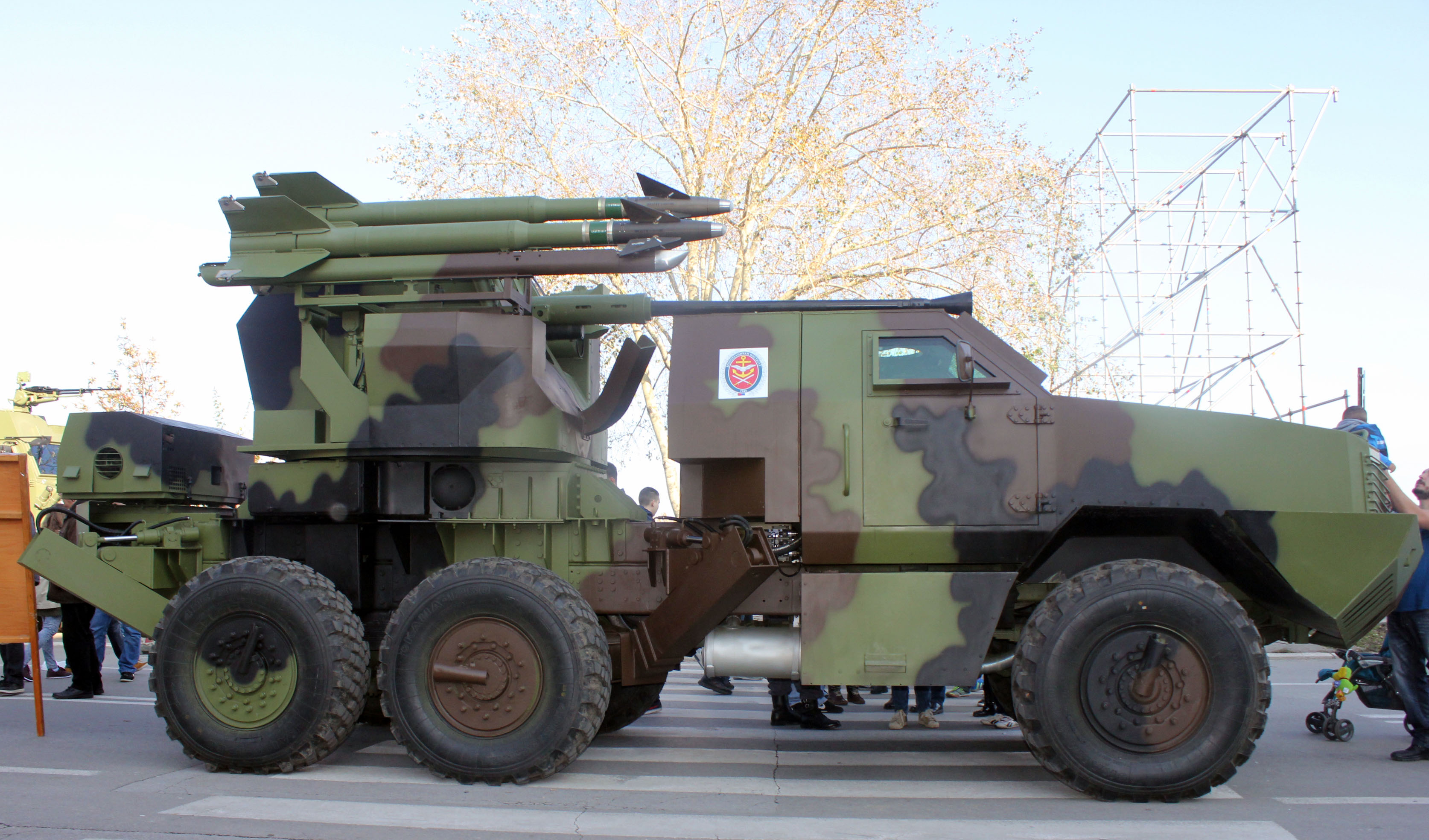
PASARS
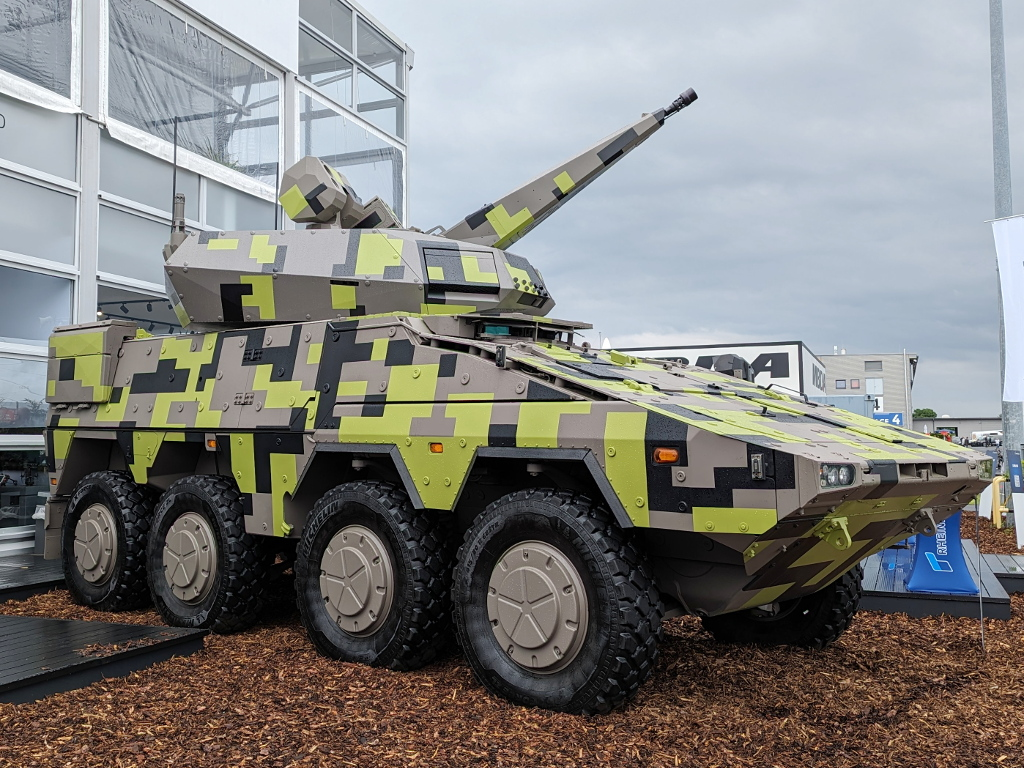
Skyranger 30 auf GTK Boxer